# Франко Іван Якович
Іва́н Я́кович Франко́ (27 серпня 1856, Нагуєвичі, Дрогобицький повіт, Самбірський округ, Королівство Галичини та Володимирії, Австрійська Імперія — 28 травня 1916, Львів, Долитавщина, Австро-Угорщина) — видатний український поет, прозаїк, драматург, літературний критик, публіцист, перекладач, науковець, громадський і політичний діяч. Доктор філософії (1893), доктор габілітований (1895), дійсний член Наукового товариства імені Шевченка (1899), почесний доктор Харківського університету (1906). Член Товариства «Просвіта».
Упродовж своєї понад 40-літньої творчої активності Франко надзвичайно плідно працював як оригінальний письменник (поет, прозаїк, драматург) і перекладач, літературний критик і публіцист, багатогранний науковець — літературо-, мово-, перекладо- й мистецтвознавець, етнолог і фольклорист, історик, соціолог, політолог, економіст, філософ. Його творчий доробок, писаний українською (більшість текстів), польською, німецькою, російською, болгарською, чеською мовами, за приблизними оцінками налічує кілька тисяч творів загальним обсягом понад 100 томів. Усього за життя Франка окремими книгами і брошурами було понад 220 видань, у тому числі понад 60 збірок його оригінальних і перекладних творів різних жанрів. Він був одним із перших професійних українських письменників, тобто заробляв на життя літературною працею.

## Життєпис

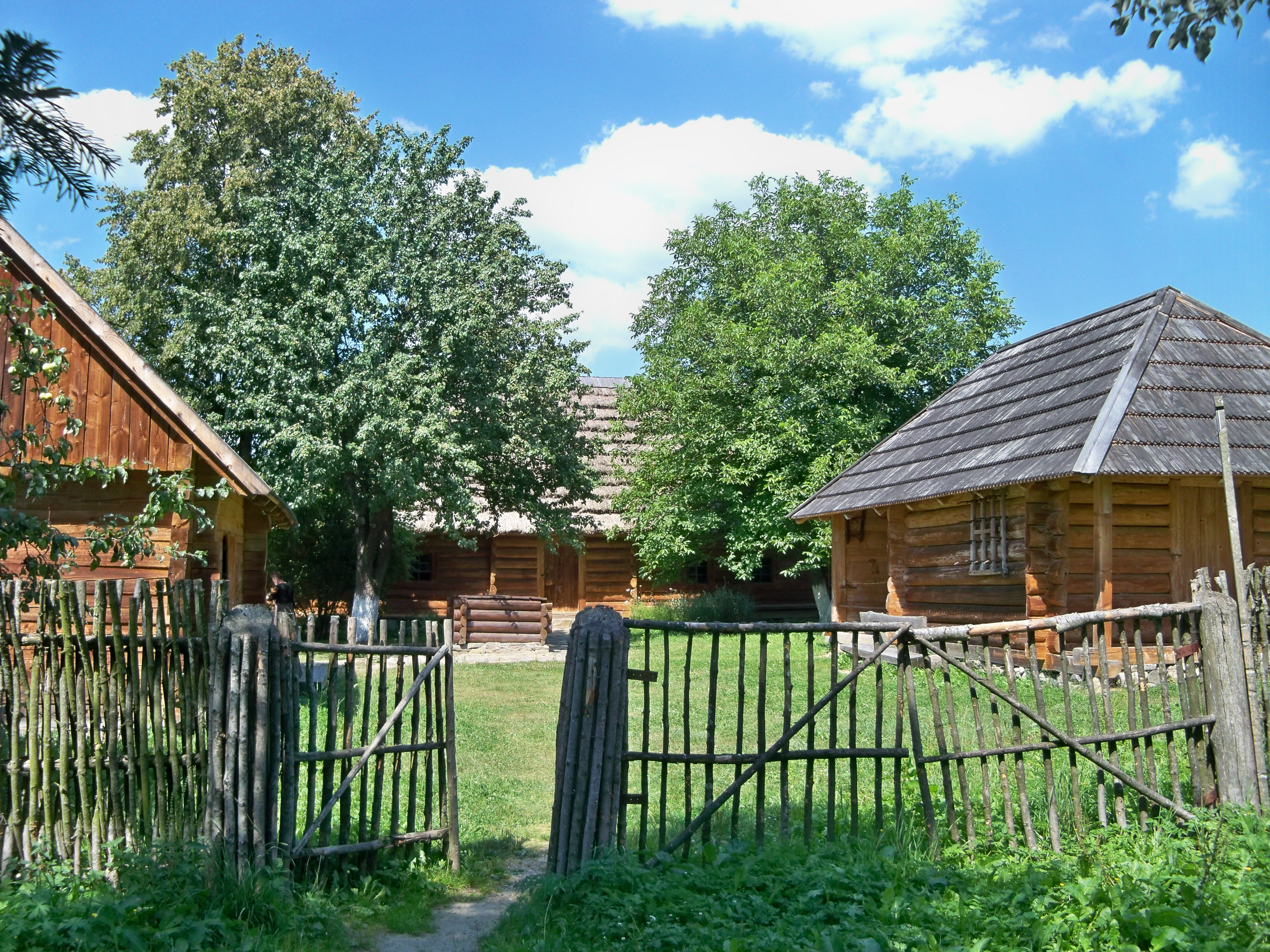
Батьківська садиба Івана Франка у селі Нагуєвичі

### Батьки
Іван Франко народився 27 серпня 1856 року, в будинку № 7, присілку Війтова гора (Слобода) села Нагуєвичі Самбірського округу Королівства Галичини та Володимирії. Він був старшою дитиною в сім'ї і мав двох братів і сестру.
Батько, Яків Іванович Франко (1802 — 15 квітня 1865), син Івана Франка та Катерини Кімакович, був заможним сільським ковалем. За однією з версій, в яку вірив і сам Іван Франко, батьківський рід походив від німецьких колоністів, чим пояснював незвичне прізвище, бо, мовляв, у ньому є «кавалочок німця». Проте згідно з останніми дослідженнями, родина Франків мешкала на теренах давнього Руського воєводства ще до поділів і масового переселення туди німецьких колоністів. На відміну від них, належала до греко-католицької церкви.
Мати, Марія Миколаївна (1835 — 1 червня 1872), дочка Миколая Кульчицького та Людовіки Гвоздецької, походила із т. зв. «ходачкової» (збіднілої) шляхти та належала до герба Сас. Коли Іванові було дев'ять років (1865), помер батько. 22 листопада 1865 мати Івана, вступила в шлюб удруге, з Григорієм Стефановичем Гавриликом, молодшим за Марію на 6 років. Вітчим уважно ставився до дітей і фактично замінив їм батька. Франко підтримував дружні стосунки з ним упродовж усього життя. На 16-му році життя Івана (1872) померла мати. Вітчим одружився вдруге.

### Дитинство

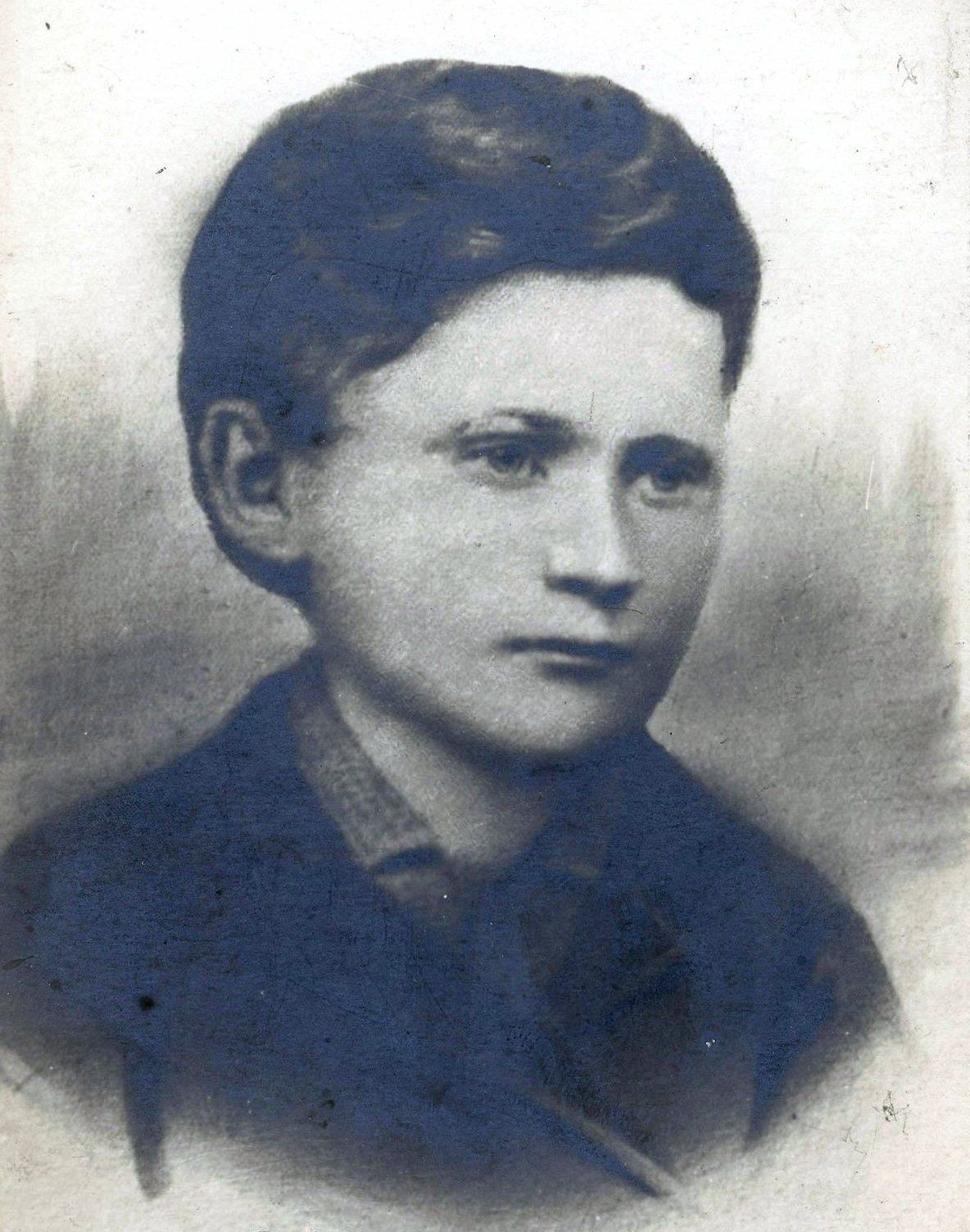
1870 рік

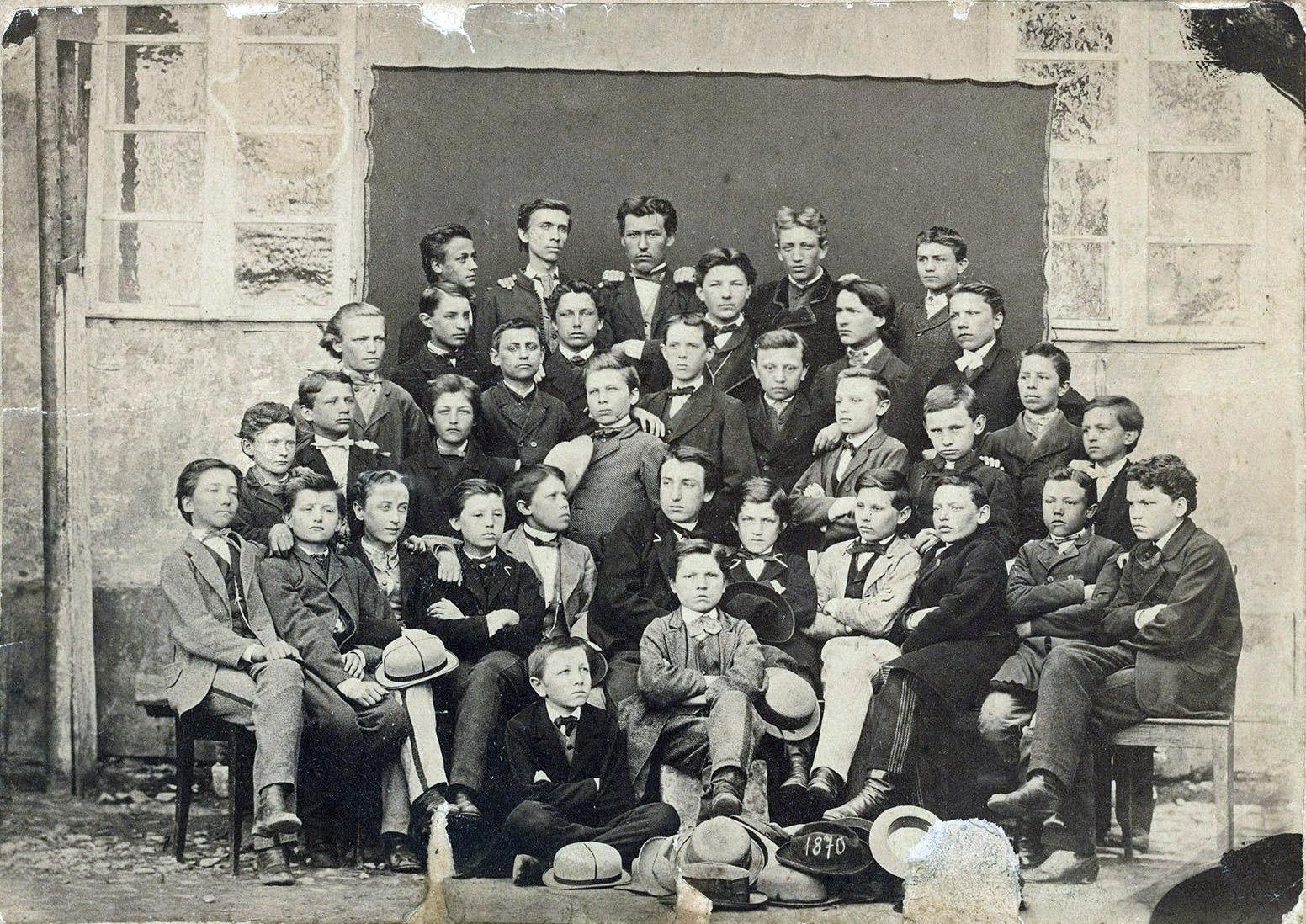
Учні 3-го класу Дрогобицької гімназії, 1870 р. Зліва у другому ряді першим стоїть 14-літній Іван Франко

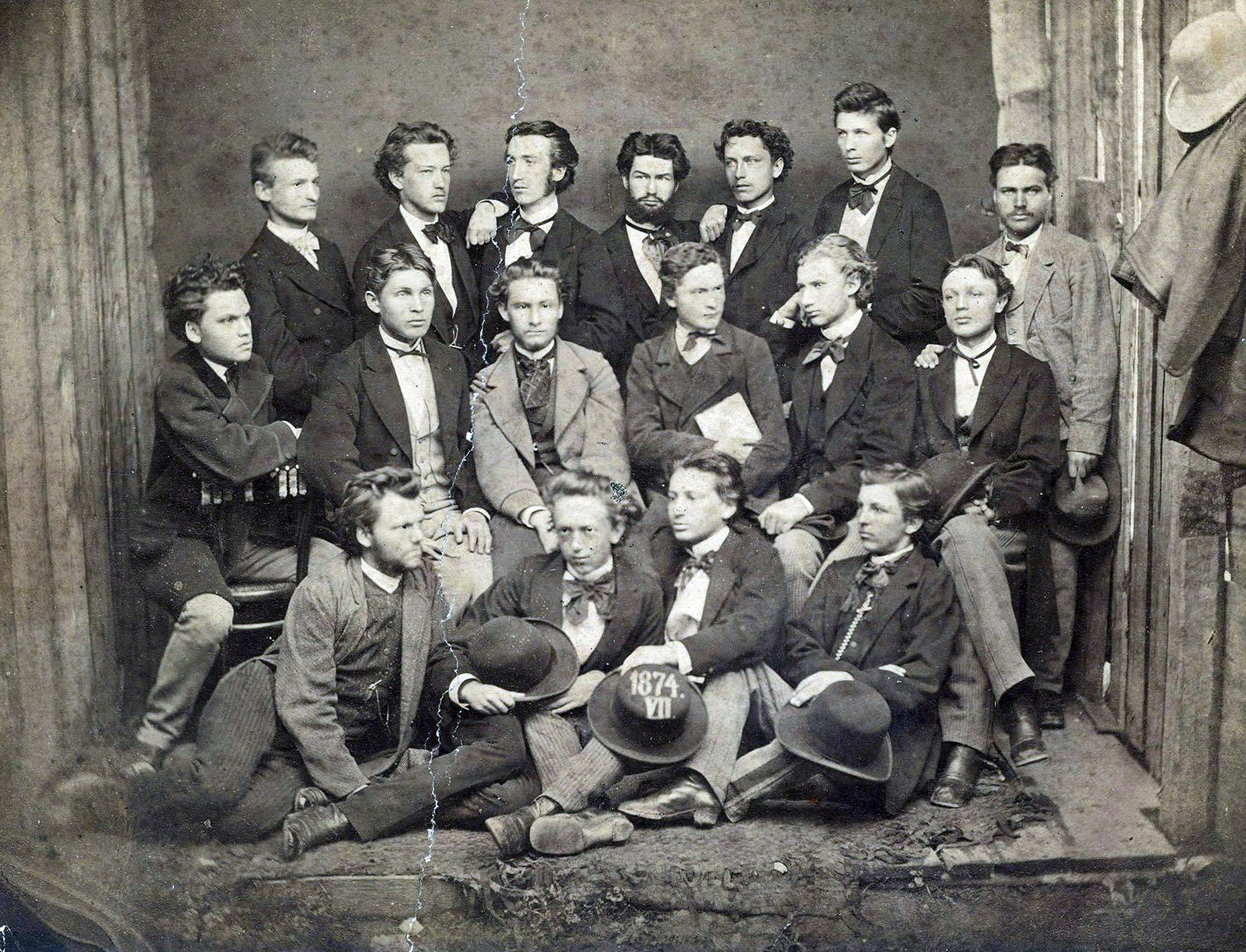
Учні 7-го класу Дрогобицької гімназії, 1874 р. У другому ряді посередині з книгою сидить Іван Франко

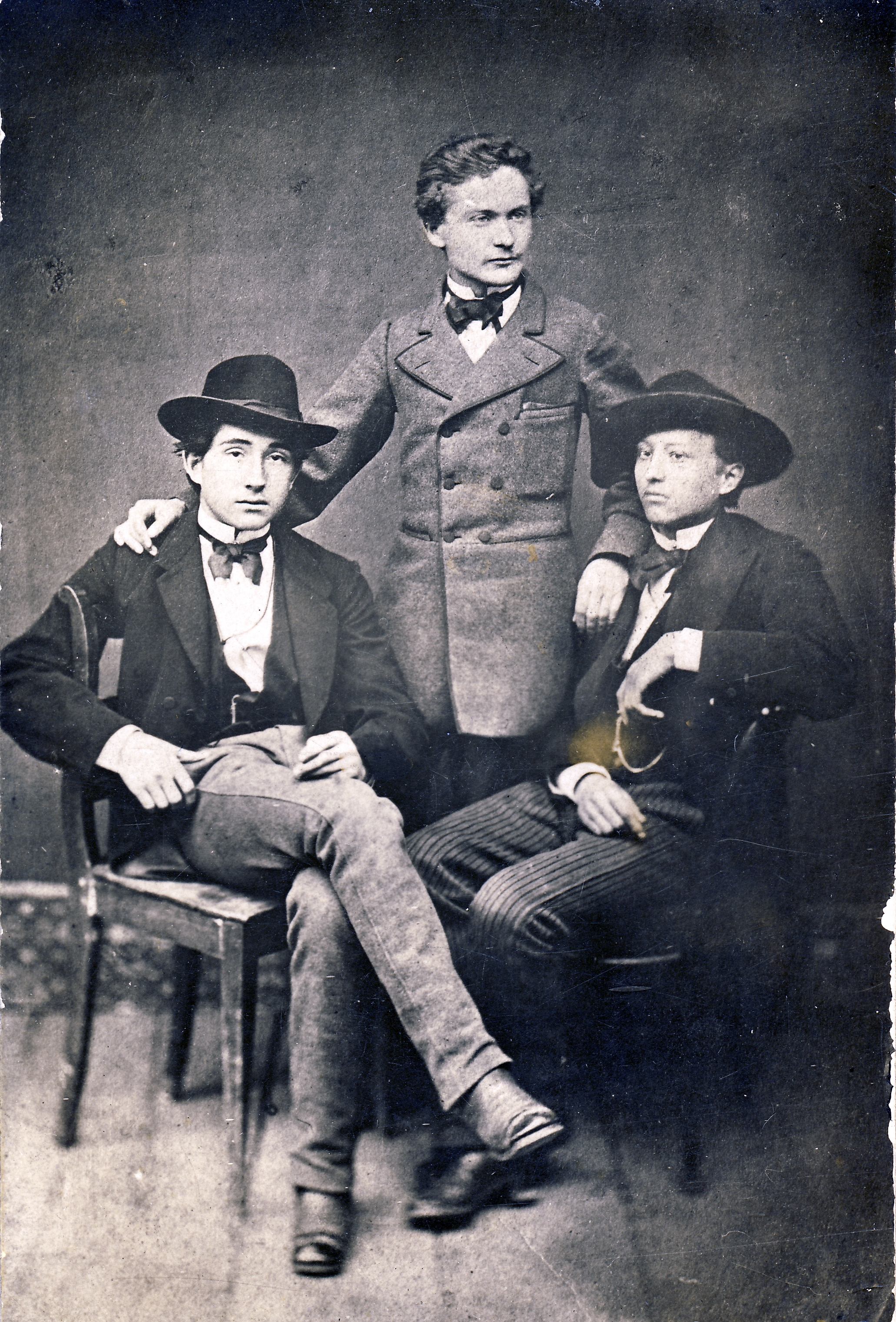
Іван Франко з гімназійними товаришами Іполитом Погорецьким (ліворуч) та Ярославом Рошкевичем (праворуч). Дрогобич. 1875 р.

Попри те що рано залишився сиротою, Іван Франко здобув ґрунтовну освіту. «Школу Франко перейшов довгу і хорошу» (М. Зеров). У 1862 році батько віддав Івана до тривіальної (початкової) школи в сусідньому селі Ясениця Сільна, звідки родом була дружина Якова Франка — Іванова мати. Там хлопець навчився рахувати, читати і писати українською, польською і німецькою. Він страждав від свавілля жорстоких вчителів. Спогади про навчання у початковій школі лягли в основу його оповідань «Грицева шкільна наука», «Олівець», «Schönschreiben», «Отець-гуморист». У 1864—1867 роках Іван продовжив навчання в нормальній Головній міській школі отців василіян у Дрогобичі (з німецькою мовою викладання), а 1867 року вступив до Дрогобицької реальної гімназії ім. Франца-Йосифа, яка саме тоді переходила на польську мову навчання.
Іван Франко писав про гімназійних вчителів у «Споминах із моїх гімназійних часів», оповіданні «Гірчичне зерно» та інших. Згадує Іван Франко о. О. Торонського, К. Охримовича, Е. Турчинського, Ю. Турчинського, Е. Міхонського та І. Верхратського. Іван Верхратський, який був класним керівником Івана Франка, давав йому читати книги М. Драгоманова, П. Куліша, Т. Шевченка та інших українських письменників, організував у гімназії літературний гурток, до якого входили 12 учнів, у тому числі Іван Франко. Про початок своєї літературної діяльності Іван Франко розповів у листі до М. Драгоманова від 26 квітня 1890:
| Почав я писати віршем і прозою дуже вчасно, ще в нижчій гімназії. Вплив на вироблення у мене літературного смаку мали два вчителі: Іван Верхратський і Юлій Турчинський, оба писателі і поети… |

### Юність
1875 року закінчив Дрогобицьку гімназію імені Франца-Йосифа (нині у кількох приміщеннях цієї гімназії розташований Дрогобицький педагогічний університет). Залишившись без батьків, Іван був змушений заробляти собі на життя репетиторством. Зі свого заробітку виділяв гроші на книжки для особистої бібліотеки.
Уже навчаючись у гімназії, Франко виявив феноменальні здібності: міг майже дослівно повторити товаришам годинну лекцію вчителя; знав напам'ять усього «Кобзаря»; домашні завдання з польської мови нерідко виконував у поетичній формі. У цей період Іван багато читав: твори європейських класиків, культурологічні, історіософські праці, популярні книжки на природничі теми. Тоді ж почав перекладати твори античних авторів (Софокла, Евріпіда).
Ще в нижчій гімназії Франко почав комплектувати власну бібліотеку (налічувала майже 500 книжок українською та іншими європейськими мовами), збирати фольклор, писати вірші та прозу. Перший вірш «Великдень» (1871), присвячений батькові, не зберігся. 1873 роком датуються перші збережені поезії («Пісні народнії», «Моя пісня», «Котляревський» та ін.) й драматичні спроби літератора-початківця («Юґурта», «Ромул і Рем»).

### Університети
1875 року, закінчивши Дрогобицьку гімназію з похвальним свідоцтвом зрілості, Іван Франко вступив на філософський факультет Львівського університету, де вивчав насамперед класичну філологію та українську мову й літературу. Брав участь у діяльності студентського громадсько-культурного товариства москвофільської орієнтації «Академический кружок», був його бібліотекарем, друкував свої перші твори у виданні «кружка» — журналі «Друг» (з 1874), до складу редакційного комітету якого увійшов 1876 року.
Під впливом трьох листів Михайла Драгоманова до редакції «Друга» перейшов на радикально зорієнтовані світоглядні позиції. За громадсько-політичну діяльність, яку було кваліфіковано як соціалістичну пропаганду, Франко 4 рази був ув'язнений австрійською владою (у 1877, 1880, 1889 і 1892). З 13 жовтня по 7 листопада 1879 служив у збройних силах Австро-Угорщини у Львові. Через перший арешт змушений був перервати навчання у Львівському університеті, проте відновив його в 1878—1879, прослухавши загалом 7 семестрів. Повну вищу освіту завершив пізніше, у 1890—1891, навчаючись у Чернівецькому університеті 8-й семестр, необхідний для докторату.

### Активна діяльність

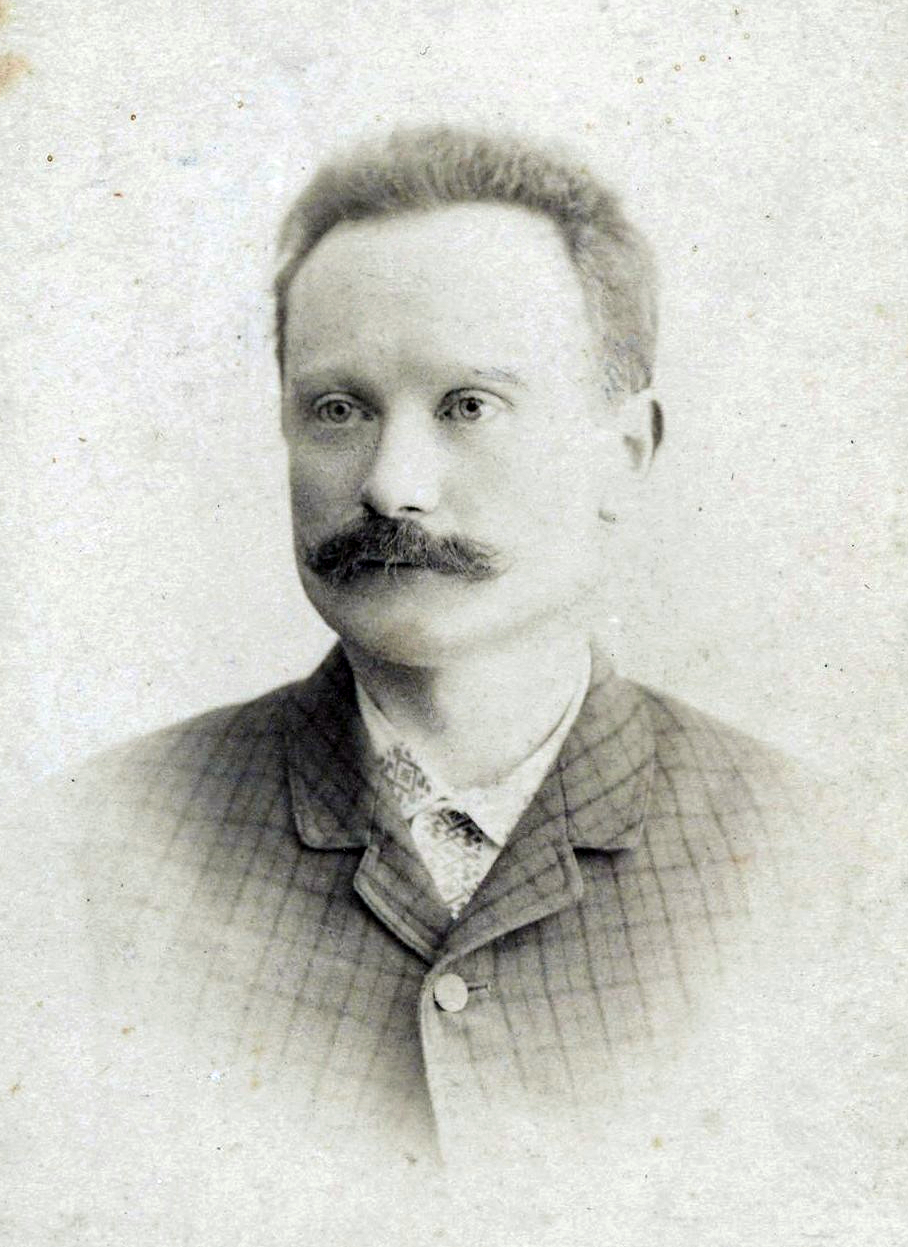
Іван Франко. Львів, 1890 р.

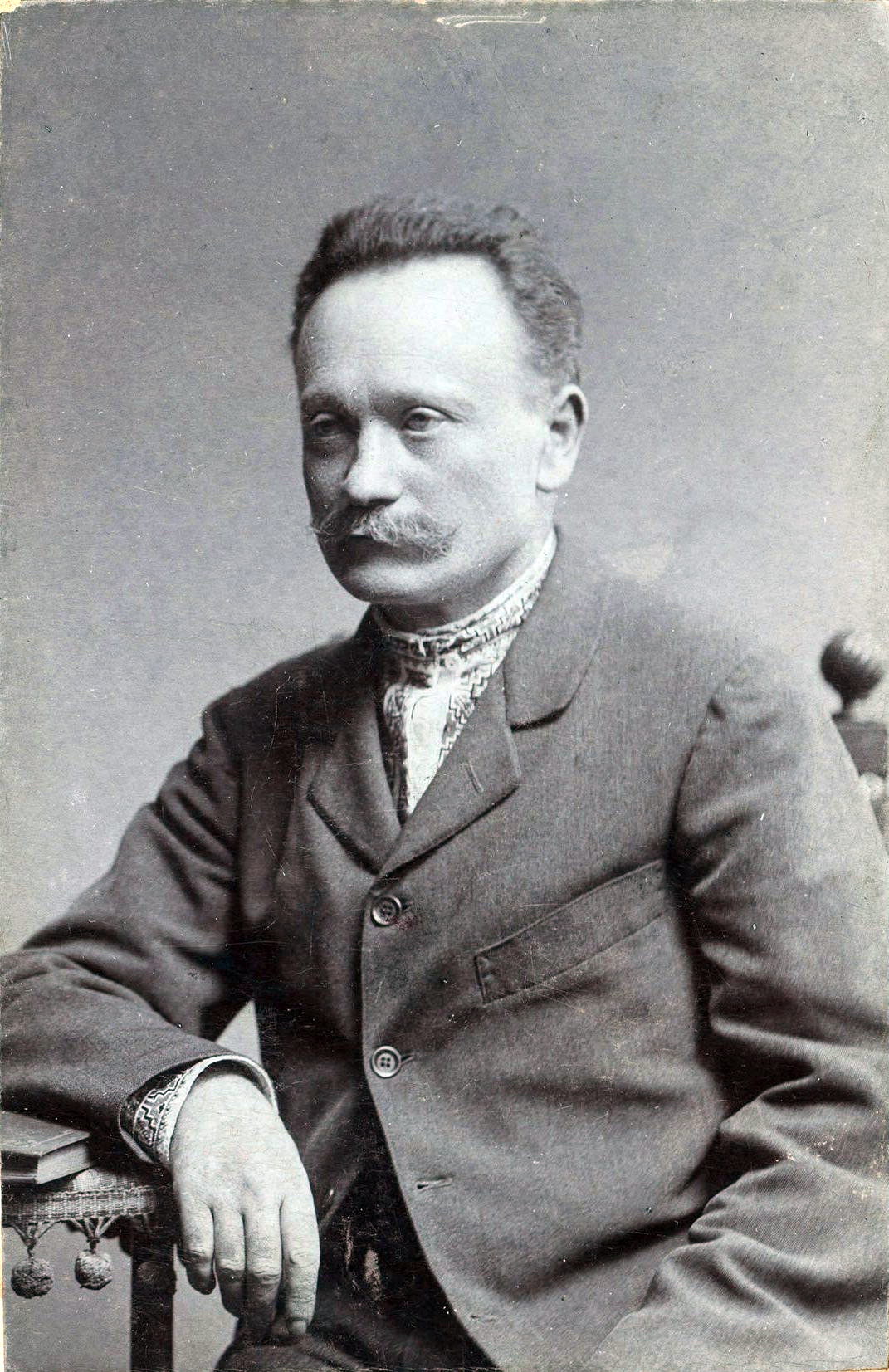
Іван Франко. Львів, 1903

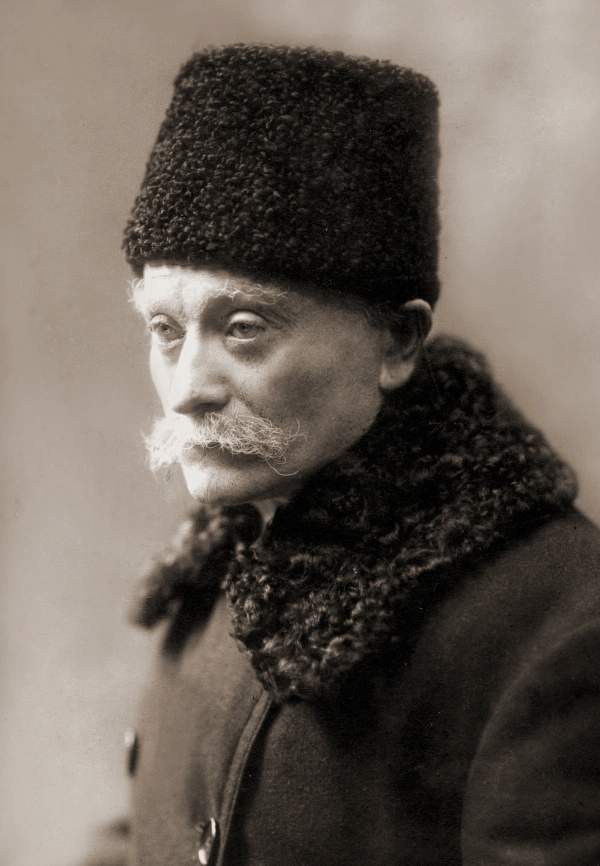
Іван Франко, 1913 р.

У 1870–1880-х Франко провадив активну журналістську та публіцистичну діяльність. Разом із Михайлом Павликом видавав журнал «Громадський друг» та альманахи «Дзвін» і «Молот» (усі 1878), спільно з Іваном Белеєм — журнал «Світ» (1881—1882), із гуртком львівського студентства — молодіжний журнал «Товариш» (1888). Співпрацював також у виданнях українських народовців: газеті «Діло» (1883—1886), журналах «Зоря» (у 1883—1886) та «Правда» (1888); багатьох польських і австрійських часописах.
Зневірившись у співпраці з галицькими народовцями, Франко спільно з діячами «Старої Громади» пробував заснувати власний незалежний орган («Поступ»). З цією метою двічі їздив до Києва — 1885 і 1886 року, зустрічався з громадсько-культурними діячами (Миколою Лисенком, Михайлом Старицьким, Єлисеєм Трегубовим, Павлом Житецьким та ін.). Тоді-таки познайомився і зі своєю майбутньою дружиною Ольгою Хоружинською.
Протягом певного часу, зокрема, в 1890 році був членом Історичного товариства у Львові (пол. Towarzystwo historyczne we Lwowie).
1890 року став одним із засновників і першим головою (до 1898) Русько-української радикальної партії (РУРП) — першої української політичної партії, редактором її друкованих органів — газет «Народ» (1890—1895), «Хлібороб» (1891—1895), «Громадський голос» (з 1895). Тричі балотувався від цієї партії на виборах до галицького сейму та австрійського парламенту (1895, 1897, 1898), щоразу безуспішно (через виборчі махінації влади).
1893 року у Віденському університеті під керівництвом відомого славіста В. Яґича захистив дисертацію «Варлаам і Йоасаф, старохристиянський духовний роман і його літературна історія» і здобув учений ступінь доктора філософії, однак до викладання на кафедрі української словесности Львівського університету, що звільнилася по смерті Омеляна Огоновського, допущений не був (хоча габілітація успішно відбулася 1895).
Разом із дружиною Ольгою Франко видавав літературно-науковий журнал європейського зразка «Житє і слово» (1894—1897). Упродовж 1887—1897 років працював у редакції польської газети «Kurjer Lwowski» (десятиріччя «в наймах у сусідів»). За публікацію у віденській газеті «Die Zeit» полемічної статті «Поет зради» (1897), що містила гострі оцінки творчості А. Міцкевича, Франка під тиском обурених польських шовіністів було звільнено з роботи в редакції «Kurjera». Того ж року через контроверсійну статтю «Дещо про себе самого» (передмову до польськомовної збірки малої прози «Obrazki galicyjskie») письменник зазнав гострої й несправедливої критики з боку галицьких народовців, найперше Юліана Романчука.
1899 року Франко вийшов зі складу РУРП і приєднався до Української національно-демократичної партії. Тоді-таки завдяки підтримці Михайла Грушевського став дійсним (1899; 1904 — почесним) членом Наукового товариства ім. Шевченка (НТШ), відтак відійшов від активної політичної діяльності та присвятив себе літературній і науковій праці. Очолював філологічну секцію (1898—1901; 1903—1912) та етнографічну комісію (1898—1900; 1908—1913) НТШ; був співредактором журналу «Літературно-науковий вістник» (1898—1907; спільно з Михайлом Грушевським та Володимиром Гнатюком).
1906 року отримав звання почесного доктора Харківського університету. Знаком визнання помітної ролі Франка в національно-культурному відродженні стало урочисте відзначення 25-літнього (1898) та 40-літнього (1913) ювілеїв його творчої діяльності.

### Останні роки

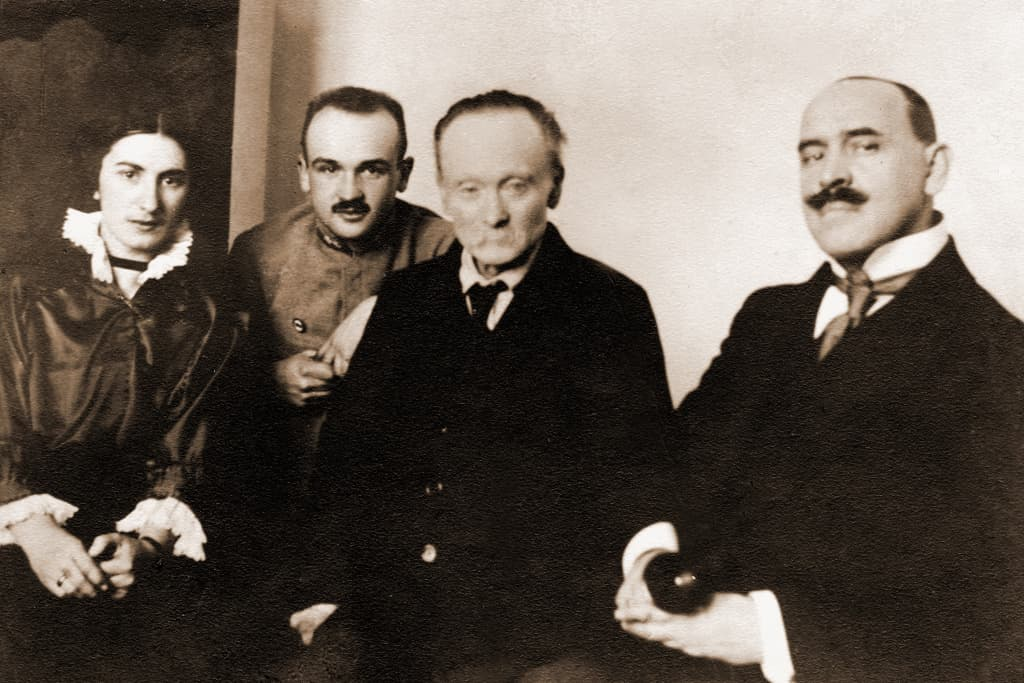
Іван Франко у Притулку Українських Січових Стрільців, 1916 р.Поруч — управителька Притулку Ірена Домбчевська та лікарі Володимир Щуровський та Броніслав Овчарський (крайній праворуч)

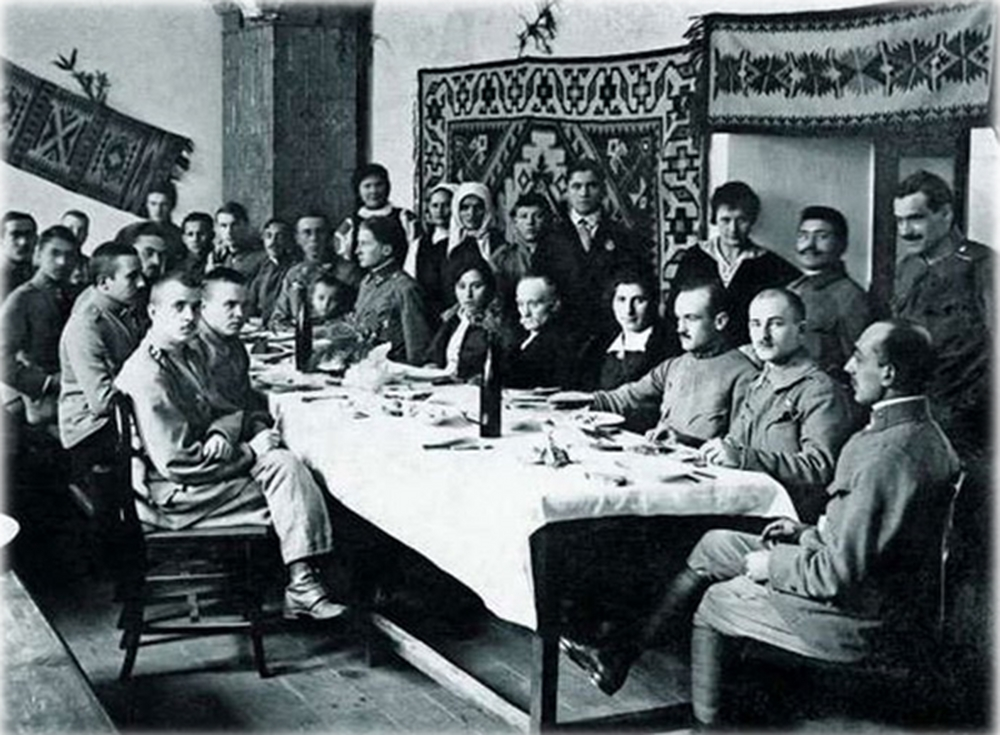
Іван Франко у Притулку УСС. На фото ліворуч від нього медсестра-опікунка Стефанія Рибчак, праворуч управителька Притулку Ірена Домбчевська, другий справа від Франка лікар Володимир Щуровський

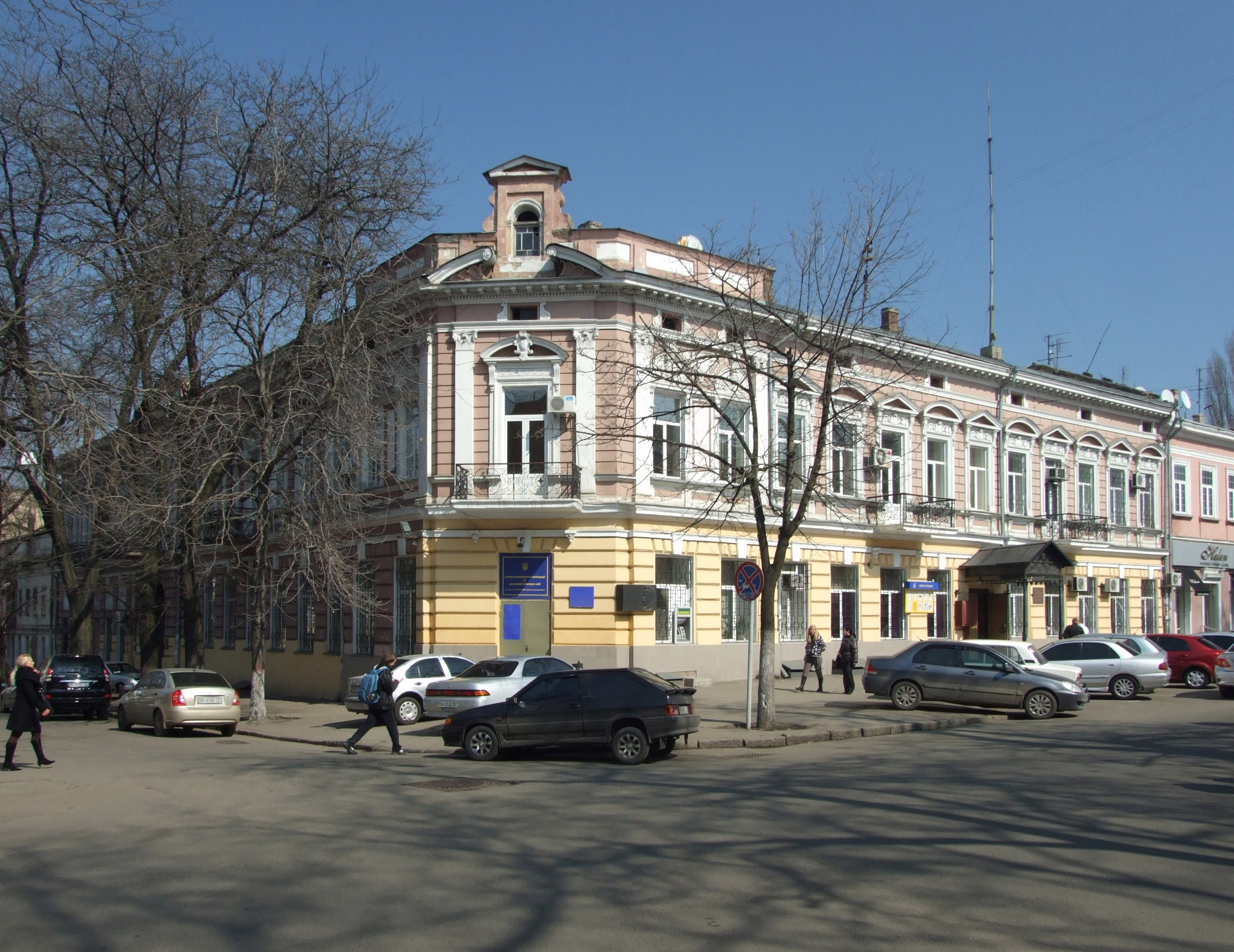
Будівля готелю «Версаль», у якому жив І. Я. Франко 1909 року. Одеса, Грецька вулиця, 42/5

Останнє десятиріччя Франкового життя минало переважно в самоті та фізичних і духовних стражданнях. Уже від 1900 року з періодичними загостреннями протікав психічний розлад дружини письменника, яка час від часу проходила курси лікування в клініці для душевнохворих. Починаючи з 1908 року, і сам Франко страждав від тяжкої недуги (за сучасними медичними даними — інфекційний ревматоїдний поліартрит), унаслідок якої мав деформовані й паралізовані руки. Це значно утруднило йому продуктивну літературну й наукову працю, якої він, одначе, не припиняв до самої смерті. Медичні препарати, які в цей час використовували для лікування хвороби Франка, зокрема, наперстянка, спровокували у нього галюцинації та розлади психіки.
Перша світова війна застала Франка у Криворівні. Та окупацію Львова письменник зустрів у місті. У його домі в першу ніч окупації квартирували близько 200 російських солдатів. Не арештували Франка лише через важку хворобу. Його сини воювали, дружина була на лікуванні, а дочка — у Києві. З дому він майже не виходив. Російську окупацію, яка тривала до середини 1915-го, пережив за ті кошти, які йому передавала українська інтелігенція з Києва, Харкова, Одеси й інших наддніпрянських міст.
Від 13 листопада 1915 до 1 квітня 1916 року (за іншими джерелами — 15 березня 1916 року) поет перебував у Притулку українських січових стрільців («Приют для хорих i виздоровців УСС у Львові») по вулиці Петра Скарги, 2а.
Іван Франко помер у 59-річному віці 28 травня 1916 року о 16-й годині.

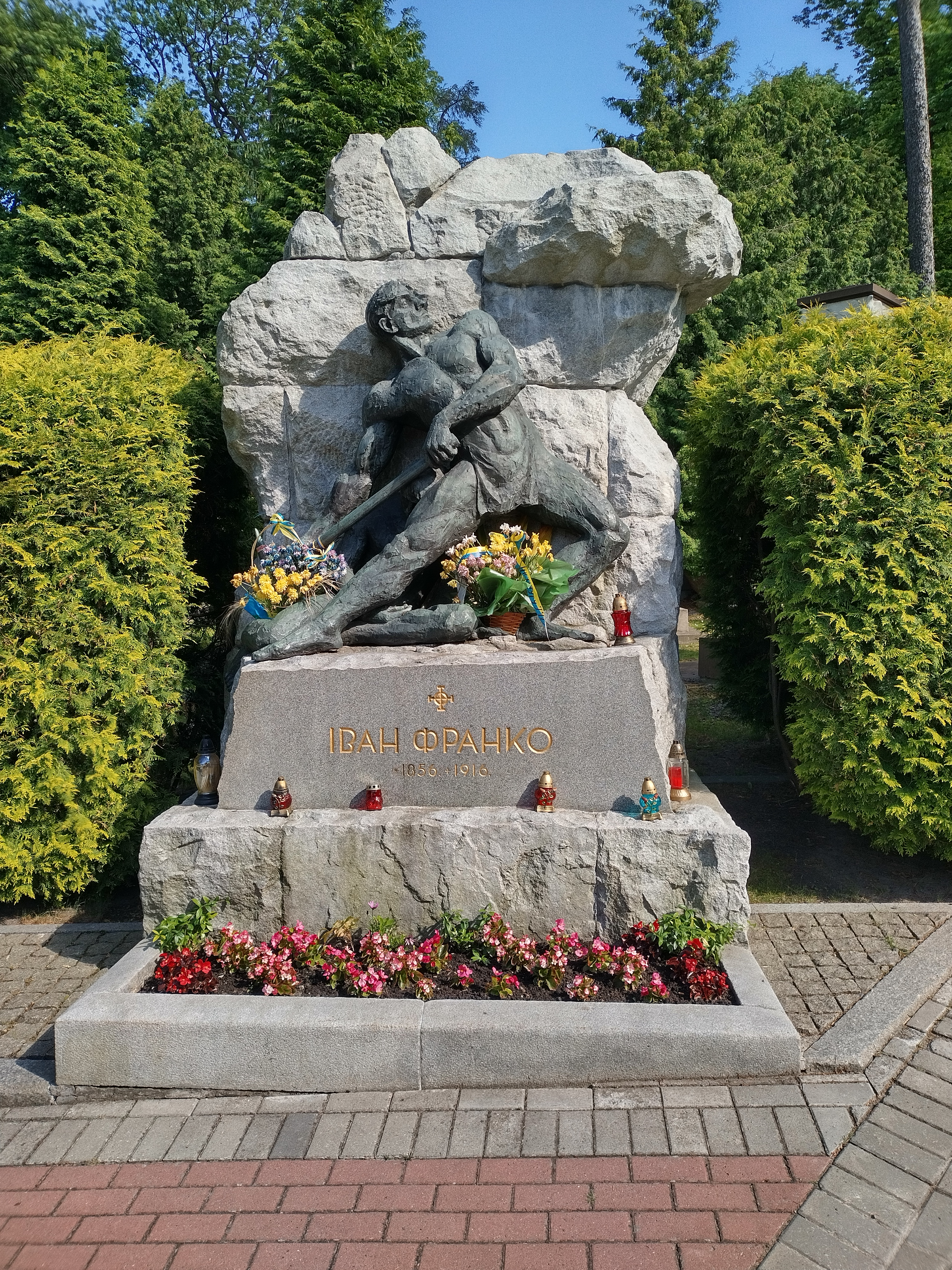
Надгробок Івана Франка на Личаківському цвинтарі після реставрації

### Остання сповідь та похорон
Помер Іван Франко без передсмертної сповіді, хоча бажання висповідатися мав. Однак не вдалося знайти священника, якому поет зміг би відкрити свою душу. Спершу він відмовився від сповіді в о. Володимира Гургули, мотивуючи це, за спогадами Олени Грозикової, різними політичним переконаннями і тим, що ціле життя боровся проти о. Гургули. Прогнав Франко і молодого православного капелана, який повівся нетактовно, надмірно випитуючи в нього, чи він вірує в Бога, і чи, бува, не атеїст. Приходив до Франка в останні дні його життя і молодий василіянин о. Теодозій Галущинський. З його слів, Франко спочатку всіляко намагався оминати тему віри або намагався відбутися загальними фразами, а коли о. Галущинський запропонував йому тайну сповіді, звернувши увагу на його стан тяжкої хвороби, «Франко задумався: знов почав підносити закиди проти віри і вкінці таки не хотів сповідатися».
Франкова смерть позначилася конфліктом із духовенством. Ольга Роздольська у спогадах писала: «Громада бажала справити покійному парадний похорон із більшим числом священників. Та швидко виявилося, що про це і мови не може бути, бо ж покійний був „явним ворогом духовенства“». Як стверджував о. Т. Галущинський, о. Андрій Білецький, який заступав митрополита Андрея Шептицького, коли той перебував під арештом у Росії, не дав дозволу на церковний похорон Івана Франка. Втім, о. Василь Давидяк, побоюючись помсти з боку прихильників Франка, не виконав офіційного розпорядження церковної влади і доручив провести церковний похорон о. Володимиру Гургулі.
Похований 31 травня на Личаківському цвинтарі у Львові.

## Особисте життя

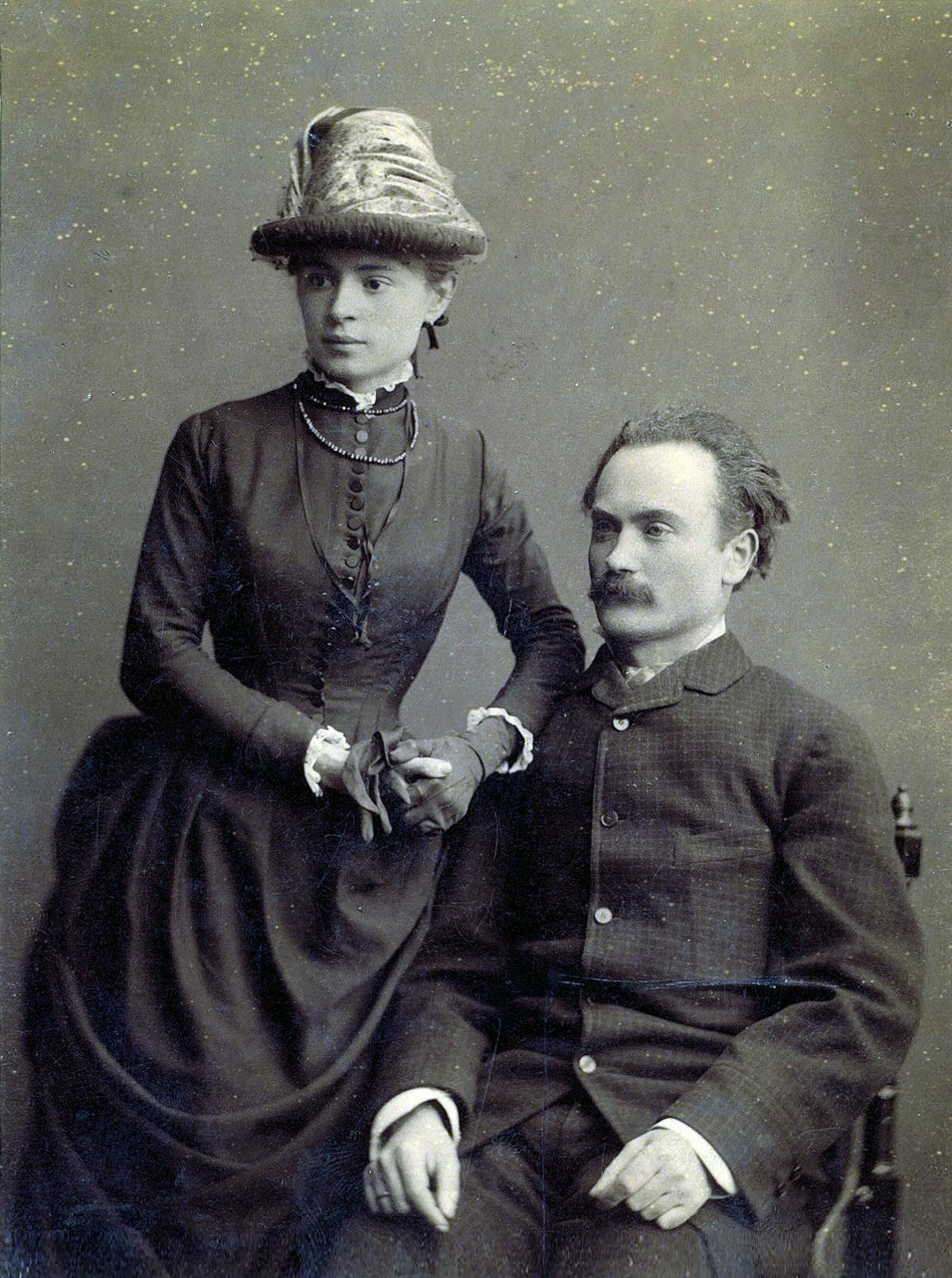
Іван Франко з дружиною Ольгою Хоружинською 1886 р. одразу після одруження

За власним зізнанням Франка, значний вплив на його життя і творчість мали взаємини з жінками. Він пережив принаймні три глибокі кохання: до Ольги Рошкевич (у шлюбі Озаркевич), Юзефи Дзвонковської та Целіни Журовської (у шлюбі Зиґмунтовської), кожне з яких знайшло вияв у художній творчості. Одначе дружиною письменника стала киянка Ольга Хоружинська, шлюб із якою він узяв у травні 1886 року в Павлівській церкві при Колегії Павла Ґалаґана в Києві. Одруження Франка-галичанина з «українкою» сприймалося тодішніми киянами як уособлення духовної і політичної єдності Західної та Східної України. У подружжя було четверо дітей: Андрій (1887—1913), Тарас (1889—1971), Петро (1890—1941) і Анна (1892—1988). Від 1901 року періодично, а з 1909 року — щорічно Франко виїздив із родиною на відпочинок у Криворівню на Гуцульщину, де щоліта збиралися видатні діячі української культури (М. Грушевський, В. Гнатюк, М. Коцюбинський, Леся Українка, О. Кобилянська, Г. Хоткевич та ін.). 1902 року Франки спорудили власний будинок на околиці Львова (вул. Понінського, 4). Нині у будинку письменника розташований Львівський національний літературно-меморіальний музей Івана Франка (вул. Івана Франка, 152).

### Родина

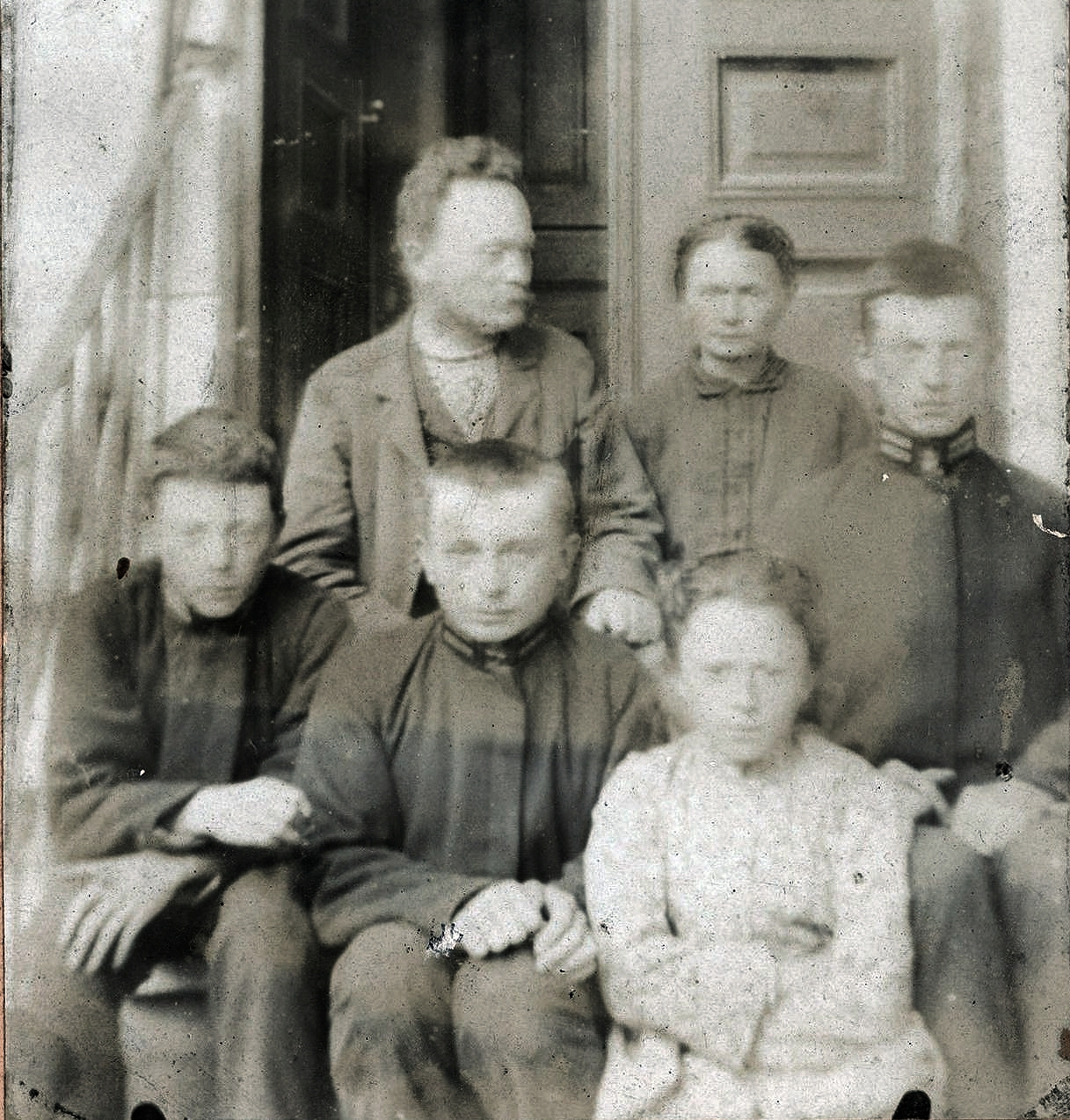
Іван Франко з дружиною та дітьми на сходах своєї вілли, вересень 1904 р. Діти зліва направо: Петро, Тарас, Анна, Андрій

- Дружина Ольга Франко (Хоружинська) (10.04.1864 — 17.07.1941) — письменниця, перекладачка, громадська діячка.
- Син Андрій (16.07.1887 — 22.04.1913) — український філолог, етнограф, перекладач; виконував функції секретаря і помічника, опікуна батька.
- Син Тарас (9.03.1889 — 13.11.1971) — письменник, педагог, поліглот, воїн Української Галицької Армії, співробітник Інституту літератури ім. Т. Г. Шевченка АН УРСР, член Спілки письменників СРСР.
- Син Петро (21.06.1890 — 1941) — хімік-інженер, науковець, педагог, письменник, активний громадський діяч, перший український авіатор, командир Літунського відділу УГА; співзасновник молодіжної національної скаутської організації «Пласт», депутат Верховної Ради УРСР, розстріляний за наказом наркома держбезпеки СРСР В. Меркулова.
- Донька Анна (в шлюбі Ключко Ганна 9.08.1892 — 24.04.1988) — українська письменниця, публіцистка, мемуаристка.
- Онука Зеновія (31.10.1925 — 17.11.1991) — українська мовознавиця і публіцистка, багаторічна діячка українського дисидентського руху.
- Онук Роланд (28.03.1932 — 11.08.2021) — український учений-інженер, громадський діяч та дипломат, кандидат технічних наук[28].
- Правнук Юрій Юрачківський (25.06.1951 — 2.01.2024) — син Зеновії-Ростислави Франко та фізика Павла Юрачківського. Багато років очолював Київську федерацію спортивного бриджу, працював в Інституті геронтології. З 2001 по 2011 працював науковцем в США[29].

## Творча спадщина

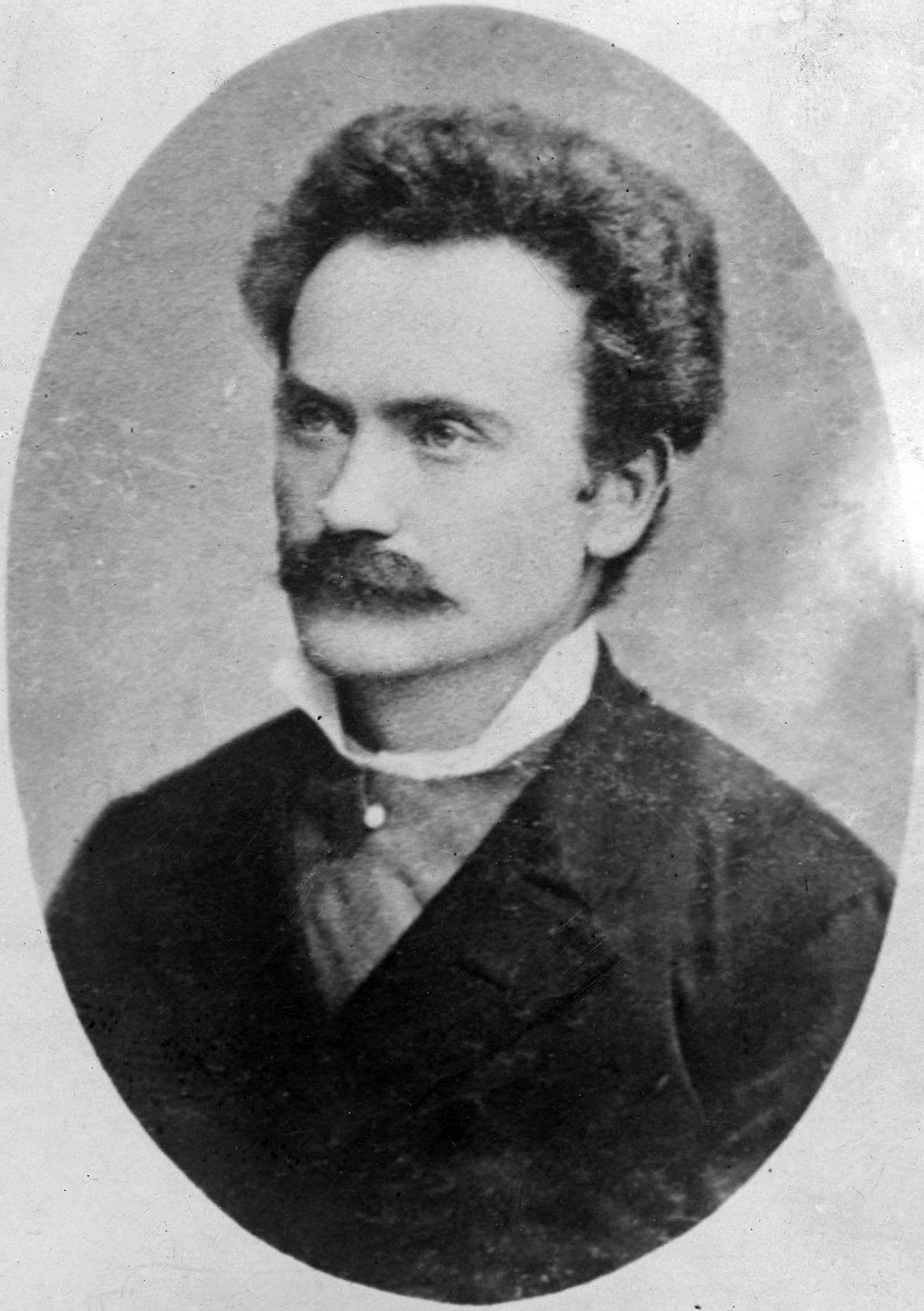
Іван Франко

Усебічно обдарований, енциклопедично освічений, надзвичайно працьовитий, Франко виявив себе на багатьох ділянках української культури. Був поетом, прозаїком, драматургом, критиком й істориком літератури, перекладачем, видавцем. Сюжети для творів Франко черпав із життя і боротьби рідного народу, з першоджерел людської культури — зі Сходу, античної доби, Ренесансу. Був «золотим мостом» між українською і світовими літературами.
Нерідко Івана Франка називають титаном праці. Євген Маланюк свого часу писав: «Свідомо чи несвідомо, з власного пересвідчення чи з чужого голосу, але кожен, почувши ім'я Франка, здіймає шапку незалежно від свого місця народження. Тут діє інстинкт величі».

### Поетична творчість

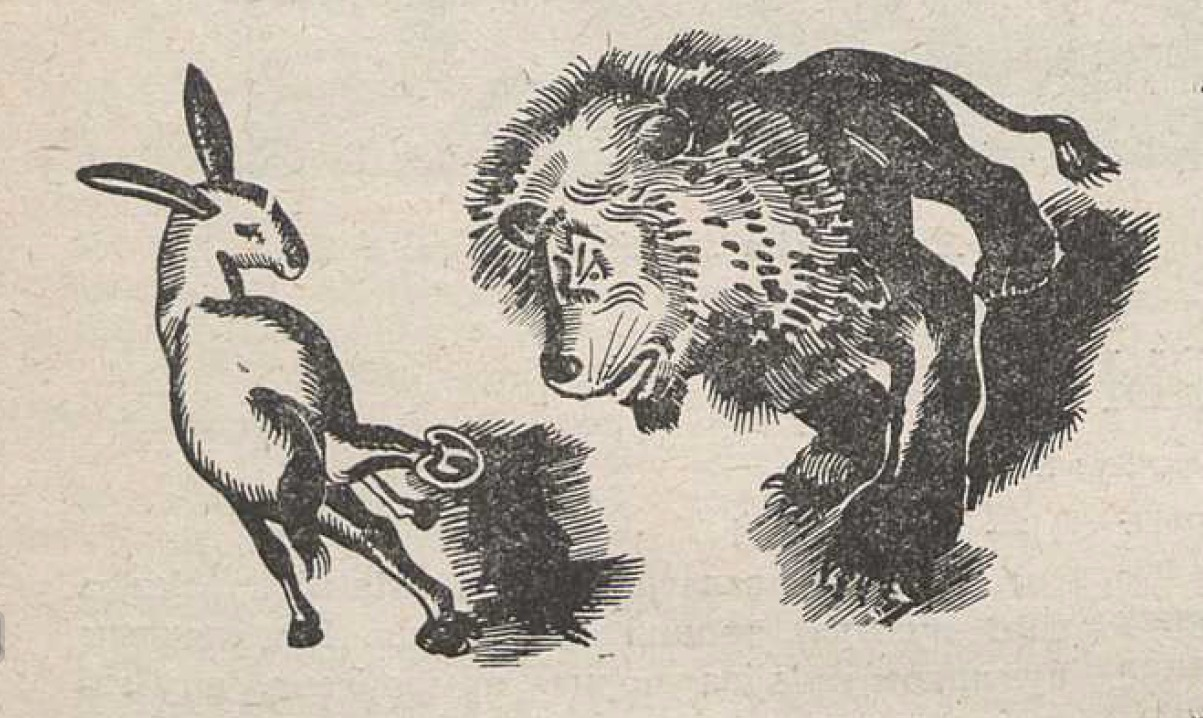
Міхась Філіпович. «Осел і Лев»

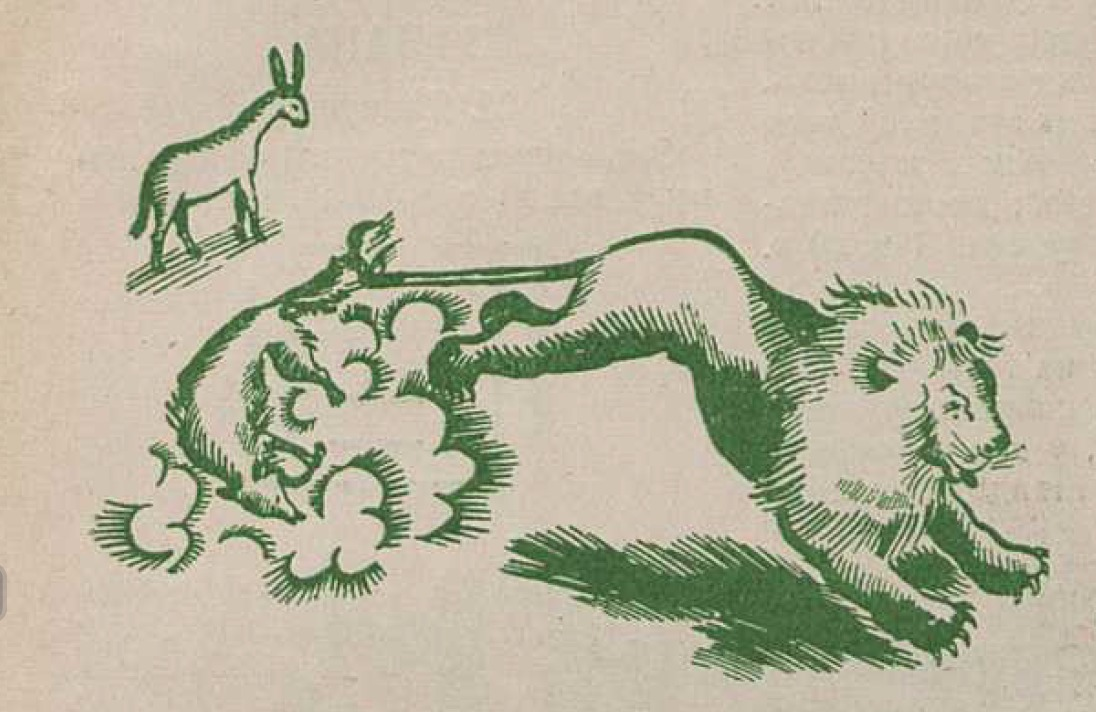
Міхась Філіпович. «Осел і Лев»

У поетичному доробку Франка близько пів тисячі окремих ліричних і ліро-епічних творів, частина з яких виходили за життя поета в 11 збірках (з урахуванням перевиданих).
Умовно всю поетичну творчість франкознавці (В. Корнійчук, Б. Тихолоз) розглядають у межах таких світоглядно-естетичних періодів: 1) 1873—1876 (лірика «молодечого романтизму»); 2) 1876—1889 (поезія «пророцтва і бунту»); 3) 1890—1901 (лірика «болю існування» та «щиролюдської моральности»); 1901—1906 (лірика «трансцендентного художнього слова», або «влади творчого духа»); 1907—1916 (поезія років недуги, або «катастрофи і катарсису»). У межах цих періодів виокремлюються:
- ранні «романтичні» вірші, згруповані у збірках «Баляди і розкази» (1876) та перевиданій наприкінці життя «Із літ моєї молодости» (1914);
- поезія, яка відбиває Франкові зацікавлення науковим чи ідеальним реалізмом та соціалізмом — «З вершин і низин» (1887, 1893);
- інтимна лірика в збірці «Зів'яле листя» (також має назву «Лірична драма» (1896, 1911);
- зріла поезія Франка як «сором'язливого модерніста» (за означенням С. Сімонека) («Мій Ізмарагд» (1898), «Із днів журби» (1900), «Semper tiro» (1906), «Давнє й нове» (1911 — як збільшене видання «Мого Ізмарагда»);
- поезія, яка не ввійшла до збірок, а також збірка «Вірші на громадські теми» (1913) та поезія, написана під час Першої світової війни (1914—1916).

Перший вірш Франка «На Великдень 1871 року» не зберігся. Він був присвячений батькові, як і пізніші поеми «Святий Валентій» та «Історія товпки солі». Перші друковані вірші («Моя пісня» і «Пісні народнії») з'явилися 1874 року у львівському студентському журналі «Друг» під псевдонімом «Джеджалик».
Починаючи з другого видання «З вершин і низин», поет послідовно структурує свою поезію за циклами, іноді називаючи їх «жмутками» (як у збірці «Зів'яле листя») або «карткою» («Картка любові»). Франко-поет експериментує і з усталеними канонічними формами віршування («вольні сонети», «тюремні сонети», «тріолет», «буркутські станси») та стилями (у циклі «В пленері» застосовує імпресіоністичний спосіб опису), і з традиційними фольклорними жанрами веснянки, пісні, думи, які наповнює новим психологічним змістом («Веснянки», «Осінні думи», «Думи пролетарія», «Скорбні пісні», «Пісня геніїв ночі», «Нові співомовки»). Часто у віршах розгортає власні ідеї за принципом a rebours (навпаки), відштовхуючись від певних цитат зі Святого Письма — Псалтиря, Книги пророка Єремії; з пам'яток давньої української літератури, зокрема «Слова о полку Ігоревім» (цикли «На старі теми», «De Profundis»; «Вразуми мя, жив буду», «Анастасій Синаїт говорить», «Блюдитеся біса полуденного», «Во человіціх благословеніє!»); за допомогою латинських сентенцій з античних джерел («Semper tiro», «Sic transit», «Anima saltans», «Semper idem»), а також наслідує принципи укладання збірників у давній українській літературі (збірка «Мій Ізмарагд», цикл «Із книги Кааф»), експериментує з формою вільного вірша (цикл «Вольні вірші»). У зрілій Франковій поезії переважають морально-етичні сюжети («Мій Ізмарагд», «Давнє й нове»), психорефлексійні настрої («Із днів журби») та філософсько-гуманістичні роздуми («Semper tiro»).
Розвиток ліричної рефлексії в поетичній творчості Франка відбувається за принципом розгортання філософської тріади «теза — антитеза — синтез» («З вершин і низин» — «Зів'яле листя» — «Semper tiro»).

#### Поеми
Поемарій Франка містить більше півсотні творів, з яких 13 залишилися незавершеними. До поем Франка також увійшла серія з 31-ї притчи та легенди, частина з яких увійшла до збірок «Мій Ізмарагд» та «Давнє й нове». Ліричну та епічну основу мають оригінальні спроби Франка у жанрі «віршованого оповідання», зразки якого були представлені в циклах «Галицькі образки» (у фрагментах «Марійка», «Нове життя», «Голод») та «Жидівські мелодії» («Сурка (Оповідання служниці))», «У цадика (Оповідання жидівки)», «З любови (Оповідання конокрада)», «По-людськи (Оповідання онучкаря)».
За життя окремою книжкою Франко видав тільки одну збірку поем з авторською передмовою «Поеми» (1899), куди ввійшло 5 текстів з авторським коментарем: два на мотиви дохристиянського народного епосу — «Істар», «Сатні і Табубу» та три на основі західноєвропейських середньовічних оповідань — «Бідний Генріх», «Поема про білу сорочку» та «Похорон» як «легенда про великого грішника».
Загалом поеми Франка можна згрупувати за такими жанрово-тематичними блоками:
- поеми-казки: «Замість пролога. Святовечірня казка» (1883), «Лис Микита» (1890), «Абу-Касимові капці» (1895), «Коваль Бассім. Арабська казка» (1900);
- поеми-легенди: «Святий Валентій» (1885), «Легенда про святого Маріна» (1897—1914), «Смерть Каїна» (1888), «П'яниця (Староруська легенда)» (1893), «Цар і аскет. Індійська легенда» (1893);
- поеми-новели: «Лісова ідилія» (1903); а також скомпонована на основі хорватського фольклору «Поема про білу сорочку» (1899);
- етологічні поеми з бурлескно-сатиричним забарвленням: епопея «Панські жарти (Поема з останніх часів панщини)» (1887), «Ботокуди» (1880, 1893), «Мандрівка русина з Бідою» (1893); у жанрі мандрівничої хроніки — «Українсько-руська студентська мандрівка літом 1884 року», «Сучасний літопис» (1884), а також у драматичній формі — «Великі роковини. Пролог, говорений перед ювілейною виставою „Наталки Полтавки“ в пам'ять столітніх відродин української народності» (1898);
- героїчно-історичні поеми: «Бідний Генріх» (1891), «Істар» (1899), «Сатні і Табубу» (1899);
- історичні поеми: «На Святоюрській горі» (1900), «Ор і Сирчан. Половецька історична сага» (1899; 1914) та «Кончакова слава. Пригоди із літ 1185–87» (1915);
- філософські поеми: «Ex nihilio. Монолог атеїста» (1885), «Похорон» (1897), «Іван Вишенський» (1898), «Мойсей» (1905), «Страшний суд» (1906), «Терен у нозі» (1907; 1913—1914)
- поеми-переспіви: «Пригоди Дон-Кіхота» (1891).

Частина поем увійшли до складу поетичних збірок: другого видання «З вершин і низин» — «Панські жарти» й у складі циклу «Оси» — «Ботокуди» та «Мандрівка русина з Бідою»; циклу «Легенди» — «Смерть Каїна», «П'яниця», «Цар і аскет»; до збірки «Із днів журби» — «Іван Вишенський» і «На Святоюрській горі»; до збірки «Давнє й нове» — «Замість пролога. Святовечірня казка»; у складі циклу «Із злоби дня. Із тридцятиліття 1878—1907» — «Українсько-руська студентська мандрівка літом 1884 року», «Сучасний літопис»; до збірки «Semper tiro» — «Лісова ідилія» з прологом-посвятою М. Вороному, що є відповіддю Франка у дискусії щодо питання вартості «мистецтва для мистецтва», та поема з містерійним тлумаченням життя після смерті «Страшний суд».
У доробку Франка є декілька незавершених поем: «Про багача, що їздив біду купувати» (народна казка) (1877), «Сон князя» (1877), «Наймит» (поема з народних переказів) (1878), «Історія товпки солі» (1879), «Історія мідяного крейцара» (1879), «Сяся» як перший варіант драматичного образка «Чи вдуріла?» (1882); «Голод (Уривок з поеми „Різуни“)» (1893), «Марійка» (1882; 1893), «Нове життя» (1886; 1890; 1893) — три останні ввійшли до циклу «Галицькі образки» збірка «З вершин і низин»), а також уривки задуманих ширших історій — «Ольга» (1875), «Самійло Кішка» (1875), «Де є в світі правда?» (1878—1879), «Снігова казка» (1880—1881).
Франко — автор своєрідних антологій поетичних переспівів-варіацій: «Найдавніша історія України до 1008 року в поетичних образах» (інша назва — «Студії над найдавнішим Київським літописом», 1907—1916 роки) й «Ad urbe condita» (поетичні твори за мотивами історії Стародавнього Риму, 1915—1916 роки) та упорядник «Антології української лірики від смерти Шевченка», «Акорди» (1903).

### Проза

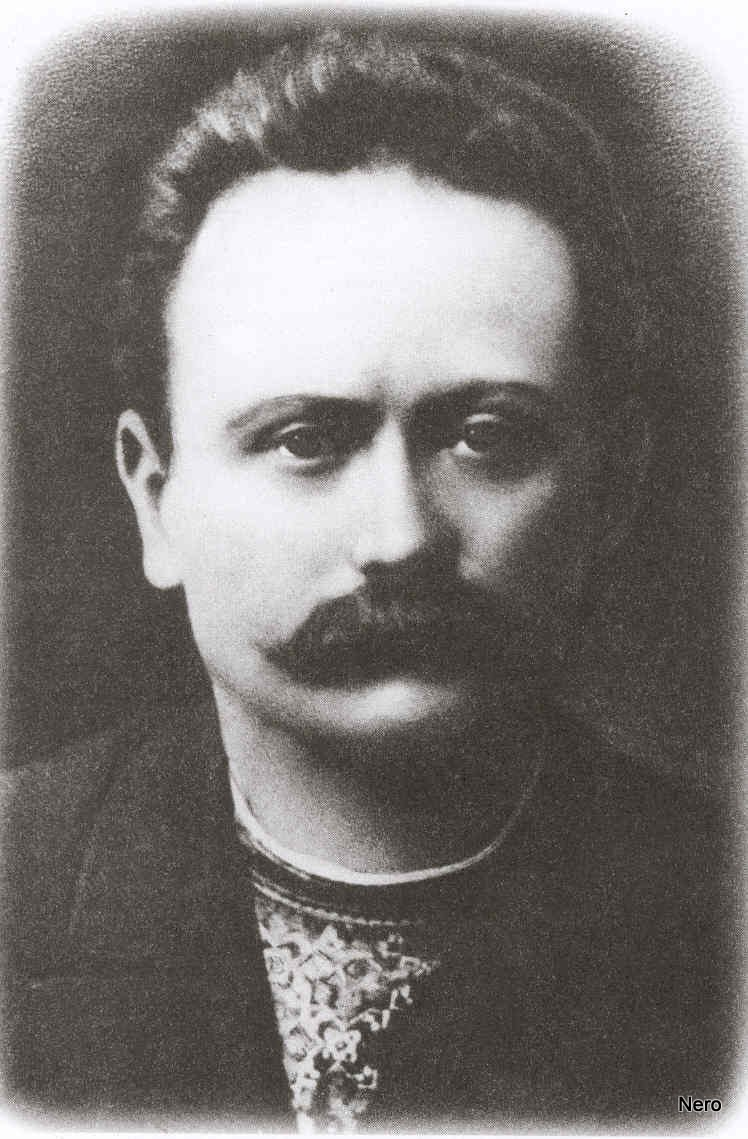
Іван Франко

Проза Івана Франка — складний і багатий ідейно-художній комплекс із великим розмаїттям тем та ідей, жанрових, сюжетно-композиційних і наративних форм; комплекс, у якому порушено значну кількість проблем, де віднаходимо широкий спектр стилістичних вирішень: від готики й пізнього романтизму до модернізму. У царині прози письменник працював понад сорок років, з 1871—1872 навчального року, коли писав шкільні задачі для вчителів словесності, до 1913 року, адже саме тоді вийшла у світ друга редакція роману «Петрії й Довбущуки». За цей час з-під пера Франка з'явилося 10 романів і повістей та близько 150 творів малої прози (повісток, оповідань, новел, нарисів, образків, казок, ескізів, етюдів тощо)[джерело?].
Твори малої прози письменника об'єднано у 19 прижиттєвих збірок:
- «Борислав. Картини з життя підгірського народу» (Львів, 1877);
- «Галицькі образки» (Львів, 1885);
- «В поті чола. Образки з життя робучого люду» (Львів, 1890);
- «Obrazki galicyjskie» (Lwów, 1897);
- «Коли ще звірі говорили. Казки для дітей» (Львів, 1899);
- «Полуйка і інші бориславські оповідання» (Львів, 1899);
- «Сім казок» (Львів, 1900);
- «Староруські оповідання» (Львів, 1900);
- «Добрий заробок і інші оповідання» (Львів, 1902);
- «Панталаха і інші оповідання» (Львів, 1902);
- «Малий Мирон і інші оповідання» (Львів, 1903);
- «З бурливих літ» (Львів, 1903);
- «Маніпулянтка і інші оповідання» (Львів, 1904);
- «На лоні природи і інші оповідання» (Львів, 1905);
- «Збірник творів» (Київ, 1903—1905. Т. 1–3);
- «Місія. Чума. Казки і сатири» (Львів, 1906);
- «Батьківщина і інші оповідання» (Київ, 1911);
- «Панщизняний хліб і інші оповідання» (Львів, 1913);
- «Рутенці. Типи галицьких русинів із 60-тих та 70-тих рр. мин[улого] в[іку]» (Львів, 1913).

Прозові художні твори Франко творив трьома мовами: українською, польською та німецькою. Часто перекладав українською ті, що їх написав спершу чужими мовами.
У розвитку Франкової прози виокремлюємо 3 періоди:
- 1871—1876 рр., короткий період «молодечого романтизму», який охоплює низку творів: гімназійні шкільні завдання, роман «Петрії і Добощуки», незакінчену повість «Гутак», оповідання «Вугляр», «Лесишина челядь», «Два приятелі». У цей час у творчості письменника домінують романтичні ознаки творчості (пізньоромантичні в контексті української літератури) з суттєвими рисами ґотики, з одного боку, і натуралізму, з іншого. Основне з-поміж художньо-естетичних завдань письменника — «винайдення іскри божества в дійствительності» [т. 26, с. 399]. У певну цілість вказані твори об'єднуються теж псевдонімом «Джеджалик», за яким приховано особливий психотип молодого Франка.
- 1877—1899 рр., період наукового та ідеального реалізму. Серед «знакових» творів цього часу — цикл «Борислав», «Boa constrictor», «Борислав сміється», «На дні», «Для домашнього огнища», «Вільгельм Телль», «Яць Зелепуга», «Місія», «Основи суспільності», «Не спитавши броду», «Перехресні стежки». На передній план у них виступають увага до факту й художня аналітика, дослідження психіки особистості, свідомої й несвідомої її складових, використання психоаналітичних засобів дослідження, кристалізація жанру соціально-психологічної повісті й такого ж роману, психологічної новели.
- 1900—1913 рр., період модерністичних тенденцій. Поруч із порушенням соціально-психологічних, етнокультурних і національних проблем у прозі Франка спостерігаються звернення до поетики імпресіонізму, символізму й сюрреалізму, використання нових технік письма (одностороннього діалогу, потоку свідомості, «віднайдених», утім, в попередні періоди творчості), потяг до осягнення трансцендентного, заглиблення в сутність співіснування глобальних морально-етичних категорій, порушення проблем тео- й антроподицеї, притчевість і параболізація художньої структури. У цей час написано новели «Хмельницький і ворожбит», «Різуни», «Неначе сон», «Син Остапа», оповідання «Батьківщина», «Під оборогом», оповідання-притчі «Терен у нозі», «Як Юра Шикманюк брів Черемош», «Будяки», мемуарні твори «У кузні», «У столярні», повість-новелу «Сойчине крило», повість «Великий шум» та інші твори, а завершує усю прозову творчість письменника друга редакція роману «Петрії й Довбущуки» — творче відлуння одного з перших творів.

«Молодечий романтизм». Першим друкованим прозовим твором І. Франка (студента Львівського університету) став роман «Петрії і Добощуки», що виходив на сторінках журналу «Друг» упродовж 1875—1876 рр. В основу сюжету покладено колізію ворогування двох родів за скарби Олекси Довбуша. Водночас із публікуванням роману з-під пера Франка з'явилися образок «Лесишина челядь», оповідання «Два приятелі» (обидва 1876) та белетризований нарис «Вугляр» (напис. 1876, надр. 1909).
Науковий та ідеальний реалізм. Зацікавлення сільським життям та його проблемами неминуче привернуло увагу письменника до поблизького Борислава, де в середині XIX століття інтенсифікувалася розробка нафтових і озокеритових природних покладів. Закономірною у творчості Франка, отже, стала поява збірки (циклу) «Борислав. Картини з життя підгірського народу» (1877). До збірки увійшли оповідання «Ріпник» та «На роботі» (в останньому Франко один із перших у світовому письменстві застосував модерну техніку «потоку свідомості»), а також повістка «Навернений грішник». Логічним продовженням циклу стала натуралістична соціально-психологічна повість «Boa constrictor» (1878, 1884, 1907). Ці твори засвідчують поворот від пізнього романтизму до позитивізму у світогляді та натуралізму в художній творчості Франка; поворот, який закономірно випливав із концепції «наукового реалізму», що його письменник сформулював у статті «Література, її завдання і найважніші ціхи» (1878). Поява наступних творів інспіровано задумом автора зобразити персонажів різних професій та занять із драматичними чи й трагічними перипетіями їхнього життя («Моя стріча з Олексою», «Муляр», «Слимак», «Сам собі винен», «Хлопська комісія», «Домашній промисл», «Маніпулянтка», «Поки рушить поїзд» тощо). Задум подати «цілу громаду характерів із тюремного життя» Франко реалізував і поглибив у повістці «На дні» (1880) — одному із його знакових натуралістичних творів. Міметичний підхід до моделювання художнього світу, топос в'язниці, поетика характеротворення, намагання епатувати читача, ідейний зміст твору — усе це свідчить про успішне втілення концепції «наукового реалізму».
Природа Франкового творчого обдарування, очевидно, не могла зациклитися виключно на ретельному дослідженні тих «тисяч дрібниць», що того вимагав «науковий реалізм». У творчому єстві письменника поступово визрівала нова естетична концепція — «ідеального реалізму» з її тяжінням до психологічного аналізу соціального явища, до створення незвичайних щодо загалу типів, котрі, однак, є носіями й промоторами нових суспільно-політичних ідей, до верифікації цих ідей в історичному минулому, до витворення соціальних утопій. Її Франко сформулював у листі до М. Павлика від 12 листопада 1882 р. «Захар Беркут», «Борислав сміється», «Мавка», «Вільгельм Телль», «Панталаха» й «Під оборогом», «Для домашнього огнища», «Основи суспільності» — ці та інші твори засвідчують відхід Франка від натуралізму й пошук нових форм ословлення складних стосунків між психікою індивіда та світобудовою. Своєрідним підсумком прозового доробку Франка 1870–1880-х років стала збірка «В поті чола. Образки з життя робучого люду» (1890) з передмовою М. Драгоманова. Поліжанрова й багатотемна, вона стала етапом реалізації Франкової програми створення збірного образу галицького суспільства.
Упродовж 1885—1886 рр. Франко працював над романом «Не спитавши броду», який через цілу низку проблем залишився незавершеним і за життя письменника в повному обсязі надрукований не був. У наступному романі «Lelum і Polelum» (напис. 1887) Франко експлуатує близнюковий міф, який експлікується насамперед через образи братів-близнят Владка (Владислава) і Начка (Гната) Калиновичів, інтелігентів-«хлопоманів» — адвоката та редактора суспільно-політичної щоденної газети «Гонець», котра захищає права сільського люду. В основу сюжетів соціально-психологічної повісті «Для домашнього огнища» (1892) та такого ж роману «Основи суспільности» (1894—1895) покладено скандально відомі львівські судові процеси.
У 1890-х рр. з-під пера Франка вийшла ціла низка різножанрових творів малого формату, а також збірка «Obrazki galicyjskie» (1897) з драстичною передмовою «Nieco o sobie samym» («Дещо про себе самого»). 1900 року з'явився друком соціально-психологічний роман «Перехресні стежки», одне з вагомих художніх досягнень письменника в царині великої прози і водночас вузловий пункт у його творчості між поетиками двох генерацій.
Назустріч модернізмові. Проза Франка початку XX століття виявляє потужну тенденцію до пошуку новітніх художньо-естетичних засобів та форм моделювання художньої дійсності; тенденцію, що бере свій початок наприкінці попереднього століття, все більше вияскравлюючись та міцніючи. Слухаючи доповіді Міріама (З. Пшесмицького), полемізуючи з «Молодою Музою», читаючи твори молодших письменників (В. Винниченка, В. Стефаника, Марка Черемшини, Л. Мартовича тощо) і захоплюючись ними, Франко у своєму творчому єстві відчуває напругу між старим і новим у літературі (його «Хлопська комісія» стара у порівнянні зі «Злодієм» В. Стефаника), прагне «йти за віком», встигати за молодшими, «модернішими» письменниками, тому шукає нових способів «оброблювання» тем і сюжетів, прагне заглянути в «сутінки» людської душі, в оту «нижню свідомість», яка, виявляється, є значно глибшою, багатшою на збережені враження, ніж свідомість «верхня» (власне свідомість).
Можемо тепер сміливо говорити про виразні риси модернізму у прозі Франка, зокрема про такі його стильові різновиди, як декаданс (його елементи виразні в оповіданні «Odi profanum vulgus», романах «Лель і Полель» та «Перехресні стежки», деяких інших творах), символізм («Терен у нозі», «Як Юра Шикманюк брів Черемош»), сюрреалізм («Неначе сон», «Син Остапа»). Є й декілька суто імпресіоністичних оповідань і новел (їх цикл започаткований ще «давньою» «Лесишиною челяддю», доповнений «Полуйкою», «Під оборогом», «Дріадою»). У праці «Старе й нове в сучасній українській літературі» (1904) Франко веде мову про синтез як основну методологічну засаду при моделюванні художнього світу. Видимими ознаками синтезу у Франковій прозі стали потужний філософський струмінь, схильність до оперування глобальними абстрактними категоріями (добро — зло), до параболізації художньої структури, до сміливого застосування засобів художньої умовності, фантастики, ірреального, до ліризації й драматизації епічного тексту, що характерне для таких творів, як «Хмельницький і ворожбит» (1901), «Терен у нозі» (1904), «Батьківщина» (1904), «Хома з серцем і Хома без серця» (1904), «Під оборогом» (1905), «Будяки» (1905), «Сойчине крило» (1905), «Як Юра Шикманюк брів Черемош» (1906), «Великий шум» (1907), «Син Остапа» (1908), «Неначе сон» (1908), «Гуцульський король» тощо.

### Драматургія
Драматургія Франка, започаткована ще в дрогобицький період, збагатила українську літературу зразками історичної («Три князі на один престол», 1874; «Славой і Хрудош», 1875) і психологічної драми («Украдене щастя», 1891—1893), соціальної комедії («Рябина», 1886, 2-га ред. — 1893—1894; «Учитель», 1893—1894), неоромантично-фантасмагоричної драматичної поеми-казки («Сон князя Святослава», 1895), «сократичного» філософського діалогу («На склоні віку», 1900), одноактної п'єси на різноманітну тематику («Послідній крейцар», 1879; «Будка ч. 27», 1893—1897; «Майстер Чирняк», 1894; «Кам'яна душа», 1895; «Суд Святого Николая», 1895; «Чи вдуріла?», 1904).

У листі до А. Кримського від 26 серпня 1898 року Франко зізнавався:
…скажу Вам, що драма — моя стародавня страсть. Ще в гімназії я писав історичні драми, а бувши студентом університету, виставив був навіть одну драму на аматорськім спектаклі [Т. 50, с. 113].
З листів Франка-гімназиста довідуємося, що яко драматург він розпочав свою діяльність ще 1873 року у шостому класі Дрогобицької гімназії, написавши польською мовою п'єсу «Юґурта» і фрагмент драми (німецькою мовою) «Ромул і Рем», в основі яких — епізоди римської історії. Через рік скомпонував драму «грецької трагедії з хорами» «Ахілл» та трагедію «Месть яничара», яку пропонував редакції журналу «Друг». У цей час перекладав для українського театру О. Бачинського (першого режисера в Галичині) «Марнотратника» Ф. Раймунда, драму К. Гуцкова «Урієль Акоста», лібрето Г. Мельяка і Л. Галеві до опери Ж. Офенбаха «Прекрасна Єлена» тощо. Яків Білоштан вважає, що внаслідок творчої роботи над збагаченням репертуару цього театру, поглибився інтерес Франка до драматургії і розпочалась його оригінальна драматична творчість, що тривала з перервами протягом усього життя (Білоштан Я. Драматургія Івана Франка. К., 1956. с. 71). Тож після закінчення Дрогобицької гімназії, вирушаючи на навчання до Львова, письменник вже віз із собою власні історичні драми періоду княжої доби — незакінчену «Славой і Хрудош» (1875) та драму на три дії «Три князі на один престол» (1874), де порушено тему міжусобних воєн, через які українці не могли дати гідної відсічі зовнішнім ворогам. Останню драму, до речі, поставив аматорський гурток студентського товариства «Академический кружок» 1876 року у Львові. Проте вистава не мала успіху. В листі до М. Драгоманова від 26 серпня 1898 року Франко зізнавався, що після цього «зневірився в своїй драматичній здібності і надовго покинув писати драму» [Т. 50, с. 113].
У другій половині 1870-х років Франко написав сатиричні комедії, уривки з яких опубліковано посмертно. Мова про незакінчену комедію на три дії «Східне питання» (опублікована у книзі Я. Білоштана «Драматургія Івана Франка», с. 79), «сучасну комедію» на галицьке попівство «Konkury pana Chwyndiuka» («Женихання пана Хвиндюка»), написану польською мовою (точна дата написання невідома, кінець 1870-х — початок 1880-х рр.). Уривки з обидвох варіантів опубліковані у 24-му томі «Зібрання творів Івана Франка у 50 томах». На початку 1879 року Франко закінчив роботу над триактною комедією «Жаби», у якій автор їдко висміював галицьких «рутенців і ботокудів». Про неї він згадував у листі до Ольги Рошкевич від 2 січня 1879 року. Писав, що готує до друку комедію, в якій будуть висміяні «до крайніх преділ наші літературні і професорські поваги: Ільницький, Шараневич, Огоновський, Барвінський, Партицький і Площанський» [Т. 48, с. 138]. Доля твору невідома.
Гострі соціальні проблеми сучасності — обов'язку і права, взаємозв'язку совісті людини і способу її життя, влади грошей, які розглядаються через призму душевного стану героя, письменник порушував у «драматичному образку» на одну дію «Послідній крейцар» (1879) (спільні мотиви також звучать у незакінченій поемі «Історія мідяного крейцара» та оповіданні «На вершку»).
Розквіт драматургічної творчості Франка припадає на 90-ті роки XIX століття — саме тоді письменник повертається до історичної тематики та завершує драматичну поему, властиво, «драму-казку» «Сон князя Святослава» (В. Працьовитий зараховує її до жанру національно-патріотичної драми). Джерелом сюжету про київського князя слугує народна казка «Про царя, що ходив красти», яку письменник опублікував у журналі «Житє і слово» 1895 року. В центрі п'єси, просякнутої драматизмом боротьби за владу — проблема згуртування суспільних сил України-Руси, порушено питання вірності, патріотизму та зрадництва, дрібних міжусобиць та розбрату між князівськими родинами, що завдають шкоди державним інтересам. Повища драма наявно демонструє Франка теоретичні підходи у його ж власному творі.
Ще восени 1886 року Франко написав трагікомедію «з життя підгірського народу» в трьох діях «Рябина», але за життя письменника її так і не надруковано. Через сім років (1893) він зробив другу її редакцію, сподіваючись поставити на сцені: розширив п'єсу до 4-х дій (доти було три), змінив прізвища окремих персонажів, пом'якшив надто «крамольні» з погляду цензури місця. Проте в театральному сезоні «Руської бесіди» вона з'явилася тільки після втручання у текст цензорів. Очевидно, Франко занадто прозоро натякав на недоліки тогочасної системи влади у сюжетному конфлікті між урядниками та сільською громадою (війт Рябина, якого обрала громада, прагне нажитися за її кошт, проте люди змушують його зректися посади і віддати незаконно забрану землю). На полі автографа тексту проти того місця, де селянин Казидорога розповідає про знущання з нього війта Рябини та його поплічників, тодішній театральний референт театру «Руська бесіда» Євген Олесницький написав: «Заостро на сцену, хотя щира правда».
Проблему інтелігенції письменник втілює здебільшого в сатиричній драмі — «комедії» на чотири дії «з життя сільського вчителя» «Учитель». Викривальний пафос у ній спрямовано на «„начальство“ різного калібру — від війта-самодура та його поплічників-шахраїв до тих „темних духів“ на вищих бюрократичних щаблях, для яких чесність і принциповість є політичним злочинством» (Мороз Л. Драматургія Івана Франка // Дивослово. 1996. № 5—6). Прообразом головного героя — шляхетного сільського інтелігента Омеляна Ткача, що присвятив життя просвітницькій справі, є народний вчитель Михайло Воробець.
Самобутніми, новаторськими за змістом та формою були й одноактні п'єси Франка періоду 90-х років: трагічна психологічна драма «Будка ч. 27» (1893—1896), у якій знедолена покритка Ксеня через 20 років звершує помсту над зрадником Прокопом Завадою, політична комедія-памфлет «Майстер Чирняк» (1895) — перший в українській драматургії твір, що порушує тему соціально-економічного життя галицького міста, та драматична поема «Кам'яна душа», написана на основі сюжету народної пісні на опришківську тематику «Павло Марусяк і попадя» 1895 року. У цей час також вийшла друком п'єса «Війт заламейський» — вільна прозова переробка віршованої драми іспанського драматурга Педро Кальдерона (1600—1681) «Саламейський алькальд». 1896 року Франко передав рукопис драми театрові «Руської бесіди», і протягом тривалого часу вона була представлена в його репертуарі, бо мала значний успіх у глядачів.
Спробою відродити шкільний або вертепний театр із його наївною символікою та традиційними постатями святих є драматичний образок Івана Франка «Суд Святого Николая» (1895). Наскрізь перейнята дидактичним духом, драма покликана утвердити християнські цінності та показати через судження отця Миколая справжню вартість добрих учинків.
Однією з найкращих п'єс Івана Франка є соціально-психологічна драма з елементами трагедії «Украдене щастя», в якій Франко порушив моральні, духовні та соціальні проблеми свого часу. П'єса написана на конкурс, що його оголосив Львівський крайовий виділ 1891 року, і відзначена 2-ю премією в розмірі 200 гульденів. Спочатку мала назву «Жандарм», проте через цензуру письменник мусив «підкоригувати» її і замінити у тексті «жандарма» на «поштаря». В основу сюжету драми Франко поклав «Пісню про шандаря», яку досліджував у розвідці «Жіноча неволя в руських піснях народних» [Т. 26, с. 248—253]. Основний драматичний конфлікт розкривається у любовному трикутнику: Михайло Гурман — Микола Задорожний — Анна, зокрема в колізіях стосунків жандарма Михайла Гурмана із дружиною Миколи Анною. Свого часу рідні брати, щоб не ділитися з Анною часткою спадщини, розлучили її з коханим Михайлом, сфальшували листа про його загибель на війні і насильно видали в шлюб з нелюбом Миколою. Та коли вона дізналася всю правду, попри складну внутрішню боротьбу свободи почуттів і подружньої обітниці, попри страх перед Богом і сором перед людьми, вирішила повернути собі хоч дрібку втраченого щастя. Врешті, одурений і понижений перед громадою та самим собою Микола під час сварки з жандармом вбиває його сокирою. На думку С. Хороба, однією із характерних прикмет «Украденого щастя» є переакцентування драматизму зі зовнішнього на внутрішнє, зміщення драматичної дії у бік психологізму, що свідчить про новаторство поетики драми ХХ століття.
Сценічна історія драми почалася 1893, коли її вперше поставили у львівському театрі «Руська бесіда». На прем'єрі був присутній письменник. «П'єса Франка, хоч і її скасував комітет і потім поліційна цензура, зробила могутнє враження. І ми сміливо можемо твердити, що в українській драматичній літературі вона займе видатне місце. Про це можна судити з того сприйняття, яке вона мала серед громадськості…», — писав «Kurier Lwowski» у своїй першій рецензії на прем'єру. Того ж року її поставили у 12 містах Галичини. У Києві «Украдене щастя» вперше інсценізувала трупа П. Саксаганського в лютому 1904 року. Роль Миколи Задорожного виконав І. Карпенко-Карий, жандарма Михайла — М. Садовський, Анни — Л. Ліницька.
Свою драматичну творчість Франко завершив на початку ХХ століття, коли 1904 року опублікував у книзі «Маніпулянтка та інші оповідання» драматичну сцену (образок) «Чи вдуріла?». У творі виразно відчутний модерністичний тип мислення, адже у центрі його зображення — не зовнішня подієвість, а згущений емоційно-психологічний конфлікт головної героїні — повії Каміли, яку не зумів і не схотів врятувати байдужий до її внутрішнього світу «добропорядний» Юліан. Драма має трагічну розв'язку.
Іван Франко також є основоположником українського наукового театрознавства, теоретиком та істориком драми. Як театральний критик з кінця 80-х — на початку 90-х років він рецензував вистави за творами І. Котляревського, М. Старицького, С. Гулака-Артемовського, М. Кропивницького, Панаса Мирного, Н. Кибальчич, О. Огоновського та ін. Написав цілий ряд статей та досліджень, серед яких «Руський театр у Галичині» (1885), «Наш театр» (1892), «Руський театр» (1893), «Русько-український театр (Історичні обриси)» (1894). У своїх критико-театрознавчих працях осмислював, за словами Л. Мороз, непрості історичні шляхи розвитку театру в Галичині у широкому зіставленні з західноєвропейським театром і драматургією.

## Перекладацька діяльність

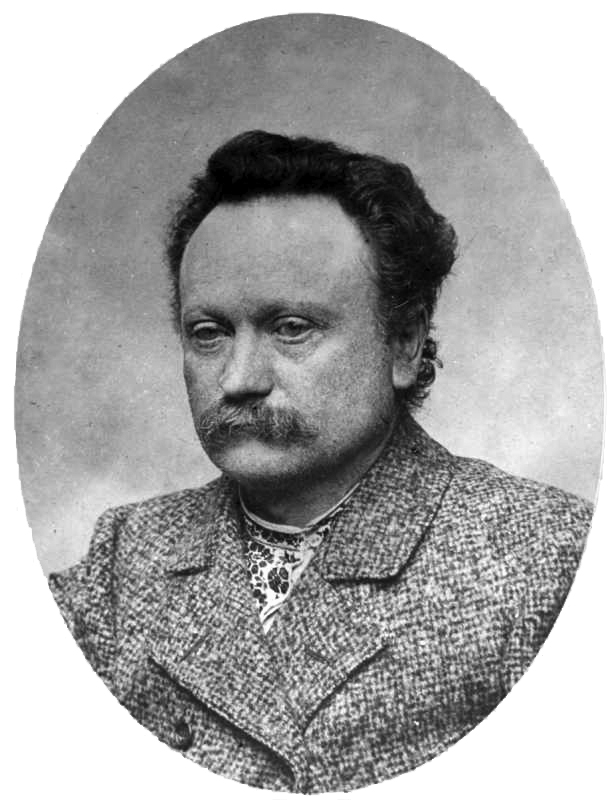
Іван Франко, бл. 1900

У літературній спадщині Івана Франка значне місце посідає перекладацький доробок. Він стверджував, що «переклади чужомовних творів, чи то літературних, чи наукових, для кожного народу є важним культурним чинником», а «передача чужомовної поезії, поезії різних віків і народів рідною мовою, збагачує душу цілої нації, присвоюючи їй такі форми і вирази чуття, яких вона не мала досі, будуючи золотий міст розуміння і спочування між нами і далекими людьми, давніми поколіннями»
Працю над перекладами з різних мов Франко почав, будучи гімназистом старших класів. Про свої ранні спроби у цій галузі письменник згадував: «В тім же часі, а особливо в вищій гімназії, я напсував багато паперу, пишучи драми, поезії, перекладаючи всяку всячину (Письмо Святе, Гомера, Софокла, Нібелунгів, Рукопис Короледворську і т. и.)». Дебютні його переклади — перша пісня «Одіссеї» Гомера, гімн «Прометей» Ґете, драми «Електра» Софокла — датуються, відповідно, веснами 1873 та 1874 і осінню 1874. 1879 року побачила світ перша збірка його перекладів «Думи й пісні найзнатніших європейських поетів».
Перекладав Франко до останніх днів свого життя. Останній його переклад — стародавньої легенди з історії Риму — датовано 13 березня 1916. Загалом знав 14 мов (польську, німецьку, грецьку, латинську, старослов'янську, чеську, російську, французьку, англійську, болгарську, угорську, італійську, їдиш). Франкові переклади не обмежені конкретним часом написання оригіналів — це період від ІІІ—ІІ тис. до н. е. — аж до початку ХХ ст. Перекладів авторів античної літератури у його доробку найбільше — 75 (Квінт Курцій Руф, Платон, Сапфо, Арістофан, Менандрта тощо).
Перекладацька діяльність Франка охоплює творчість різних народів та епох: староруські, староанглійські, старогрецькі, староіндійські, староісландські, старонімецькі, староугорські, старошотландські, старонорвезькі словесні пам'ятки; албанські, болгарські, єврейські, італійські, іспанські, чеські, сербо-хорватські, боснійсько-герцеговинські, польські, португальські, румунські, китайські, німецькі народні пісні, санскритський епос, вавилонські гімни, біблійні легенди, єгипетські казки, твори античних письменників і співців епохи Відродження, зразки польської, російської, чеської, словацької, сербської, австрійської, австралійської, англійської, американської, французької, угорської, німецької, швейцарської, італійської, шведської, норвезької літератур. Здебільшого Франко супроводжував свої та чужі переклади власними історичними та бібліографічними коментарями, подекуди й цілими розвідками про конкретну епоху, коли творив той чи інший автор, про значення твору для світової літератури, про труднощі перекладу тощо. Інколи разом із художніми творами перекладав і вступні статті та коментарі до них (передмова Г.-К.-Ш. Масперо, коментар Е. Коскена до єгипетських казок).
Ось перелік письменників, твори яких перекладав Франко: з німецької та австрійської літератур (Й.-В. Ґете, П. Шербарт, Марія Янічек, Лінкей (Йозеф Попер), Г. Гайне, Б. Боян, К. Лясвіц, Г.-Е. Лессінг, Н. Ленау, К.-Ф. Меєр); з англійської (В. Шекспір, Р. Бернс, Дж. Байрон, Ч. Діккенс, Дж. Мільтон, П.-Б. Шеллі, А. Ремсей); з французької (В. Гюго, П. Верлен, Ж. Мореас, Ж. Рішпен, Г. Флобер, Е. Золя, А. Доде, П. Люїс, Ш. Фолей, А. Франс, Семен Земляк, де Ке де Сент Амур (історична розвідка про Анну, королеву Франції), 2 вірші франкомовного бельгійського поета Ж. Роденбаха); з іспанської (М. де Сервантес, Лопе де Вега, Педро де Кальдерон); з американської літератури (Марк Твен); з італійської (Д. Алігієрі, Дж. Бруно, Г. Д'Аннунціо); з нідерландської (Мультатулі); із шведської (В. фон Гейденстам, А. Стріндберґ); з угорської (Калман Міксат); з чеської (К. Гавлічек-Боровський, Ю. Зеєр, В. Веверка, Я. Врхліцький); з чорногорської (Л. Йовович); з польської (А. Міцкевич, С. Старжинський, А. Асник, А. Немоєвський); з єврейської (В. Еренкранц-Збаразький, М. Розенфельд); з давньої української літератури (І. Вишенський); з російської (Т. Шевченко, уривки з поеми «Слепая», О. Афанасьєв-Чужбинський, М. Лермонтов, М. Некрасов, О. Пушкін, М. Гоголь, О. Герцен, М. Салтиков-Щедрін, М. Вагнер, М. Чернишевський). Робив переспіви з Біблії.
Інколи Франко декілька разів перевидавав свої переклади, доповнюючи тексти та коментарі. До прикладу, «Пригоди Дон-Кіхота» вперше було надруковано у журналі «Дзвінок» (1891, № 2—7; 9; 11—23). Цей же текст без змін видано окремою книжкою з передмовою «Мігуель Сервантес і його „Дон-Кіхот“» 1892 р. Друге виправлене і доповнене видання поеми («Пригоди Дон-Кіхота» з іспанської переробив І. Франко) побачило світло денне 1899 р. у Львові, а третє, також поправлене, — 1913 р.
У журналі «Літературно-науковий вістник» (1898—1906) у рубриці «Із чужих літератур» Франко вмістив серію своїх статей, супроводжуючи їх перекладами вибраних ним письменників.
1896 р. — з нагоди сотих роковин смерті шотландського поета Р. Бернза у журналі «Житє і слово» переклав і опублікував статтю австрійського літературознавця Карла Федерна.
У 1912—1913 роках переклав більше ніж 100 віршованих уривків для другого українського видання збірки арабських казок «Тисяча і одна ніч». Працював над уривками з «Магабгарати» та індійськими казками з «Панчатантри».
Перекладав з української на польську (народні пісні, поезії Т. Шевченка, С. Руданського), на німецьку (народні пісні, твори Т. Шевченка, П. Куліша).
Франко — автор численних переспівів, написаних в останні роки життя — «Студії над найдавнішим київським літописом» (1907—1916) та циклу поетичних творів за мотивами історії Стародавнього Риму (1915). Перша праця — це переспіви, реконструкції та тлумачення оповідань Іпатіївського літопису, що за своїм характером наближається до наукової розвідки. Протягом 1874—1915 рр. здійснив переклади та переспіви з ассіро-вавилонської, давньоіндійської, давньоарабської, давньоримської та давньогрецької поезії.
Питання теорії та практики перекладу Франко порушував у багатьох передмовах до власних перекладів, до перекладів М. Куліша із В. Шекспіра, а також у таких працях, як «Шевченко по-німецьки», «Шевченко в німецькім одязі», «Шекспір в українців», «Переклади українських творів», «Переклади Шевченка на сербську мову», «Передмова (до збірки „В наймах у сусідів“)», «Інтернаціоналізм і націоналізм у сучасних літературах». Вагоме місце у його науково-теоретичному доробку посідає його праця «Дещо про штуку перекладання».
«Усвідомлюючи суспільну роль перекладу як одного з найважливіших факторів міжнаціональної взаємодії літератур, Іван Франко вперше у вітчизняному літературознавстві науково розробив, творчо обґрунтував і засвоїв теоретичні принципи мистецтва художнього перекладу, критерії оцінки якості інтерпретації першотвору, відбору оригіналу, питання адекватного відтворення тексту з врахуванням органічної єдності змісту й форми, а також концептуальні завдання перекладача». Він започаткував методику перекладознавчого аналізу, обґрунтувавши концепцію перекладу як єдності літературознавчих, лінгвістичних, лінгвостилістичних, етномовних, психологічних, психолінгвістичних та естетичних чинників.

## Наукова спадщина

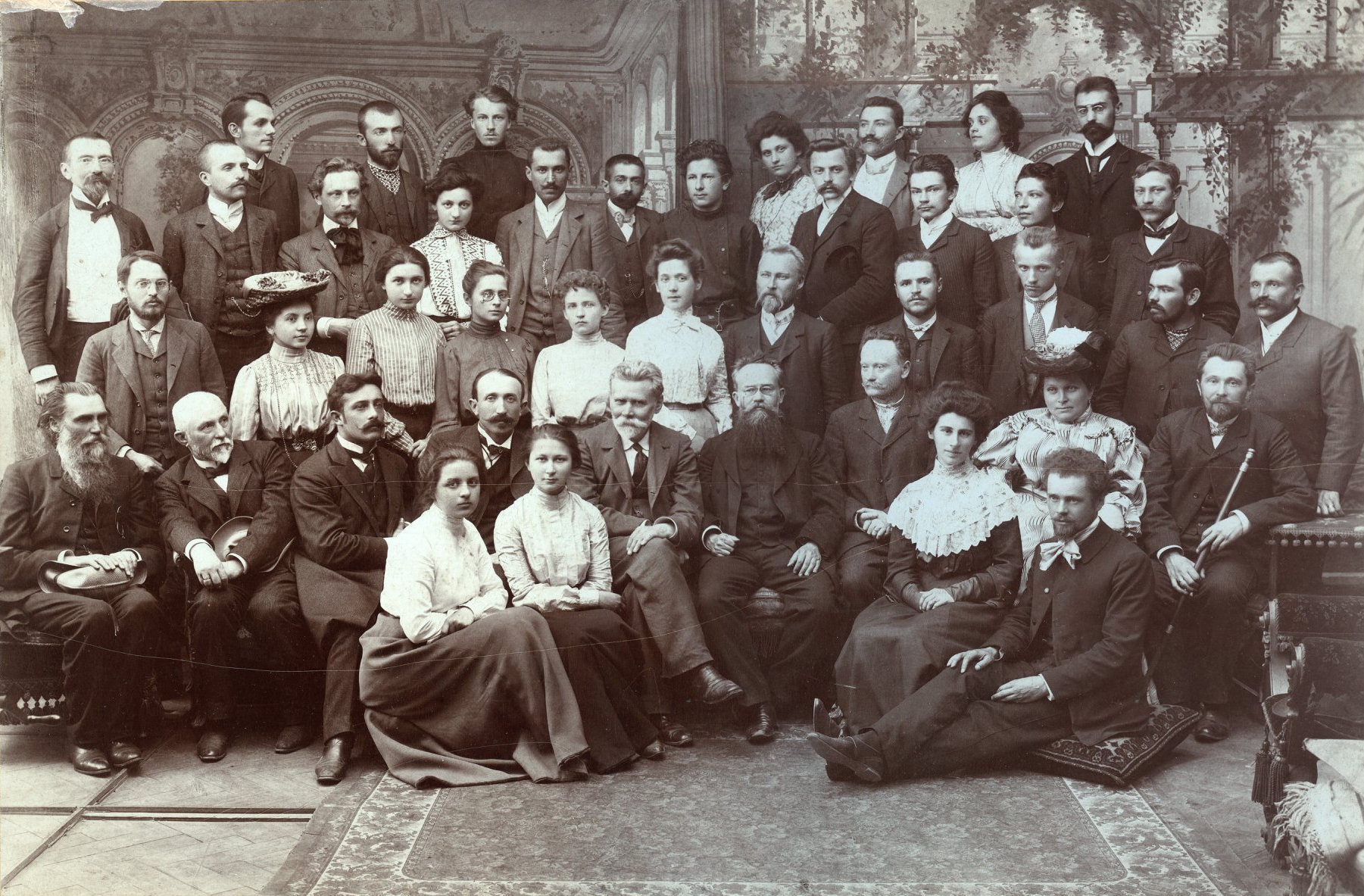
Викладачі та студенти Наукових курсів українознавства у Львові (організованих ТПУНЛШ), 5 липня 1904 р. Зліва направо: перший ряд (сидять): М. Дверницька, В. Чикаленківна, А. Трушева, І. Труш;
другий ряд (сидять): П. Рябков, Т. Ревакович, І. Брик, М. Ганкевич, Хв. Вовк, М. Грушевський, І. Франко, М. Грушевська, Вол. Гнатюк;
третій ряд (стоять): Вол. Дорошенко, М. Підлісецька (Мудракова), Г. Чикаленківна, К. Голицинська, О. Андрієвська, М. Липа, І. Липа, Ф. Шолудько, В. Панейко, Л. Сміщук, Л. Гарматій;
четвертий ряд (стоять): Вол. Лаврівський, Е. Голицинський, Юл. Бачинський, М. Крушельницька (Дроздовська), Дм. Дорошенко, Я. Грушкевич, Л. Чикаленко, Мих. Грушкевич, Ст. Дольницький, А. Хомик, М. Росткович;
п'ятий ряд (стоять): Юл. Ситник, Ол. Скоропис, Дм. Розов, Д. Старосольська (Шухевичівна), Вол. Загайкевич, Т. Єрми (п-ні Боднарова), Мих. Мочульський.

Франко-науковець — автор численних наукових праць з історії та теорії літератури, літературної критики, фольклористики, етнології, мовознавства, перекладознавства, мистецтвознавства, релігієзнавства, історії, економіки, соціології, філософії, ба навіть описового природознавства. Франко здобув визнання міжнародної наукової спільноти свого часу насамперед як упорядник і науковий редактор фундаментальних корпусів «Апокрифи і легенди з українських рукописів» (у 5 т., 1896—1910) та «Галицько-руські народні приповідки» (у 3 т., 6 кн., 1901—1910), автор ґрунтовних досліджень з історії української літератури («З остатніх десятиліть ХІХ віку», 1901; «Южнорусская литература», 1904; «Нарис історії українсько-руської літератури до 1890 р.», 1910 та багато ін.)., у тому числі літературної медієвістики («Іван Вишенський і його твори», 1895; «Карпаторуське письменство XVII—XVIII вв.», 1900; «Святий Климент у Корсуні», 1902—1905, окреме вид. 1906; «До історії українського вертепу XVIII в.», 1906 тощо) та шевченкознавства («Темне царство», 1881—1882, окреме вид. 1914; «„Тополя“ Т. Шевченка», 1890; «„Наймичка“ Т. Шевченка», 1895; «Шевченкова „Марія“», 1913 та багато ін.), естетико-психологічного трактату «Із секретів поетичної творчости» (1898), мовознавчих праць («Етимологія і фонетика в южноруській літературі», 1894; «Двоязичність і дволичність», 1905; «Причинки до української ономастики», 1906; «Літературна мова і діялекти», 1907 й ін.), циклу фольклористичних моноінтерпретацій «Студії над українськими народними піснями» (1907—1912, окреме вид. 1913). Класикою українського перекладознавства стала праця «Каменярі. Український текст і польський переклад. Дещо про штуку перекладання» (1912, окреме вид. 1913).
Франко — автор ґрунтовних мистецтвознавчих студій із теорії та історії українського і світового театру («Руський театр у Галичині», 1885; «Руський театр», 1893; «Русько-український театр (Історичні обриси)», 1894, та ін.), рецензій і відгуків на театральні вистави, низки статей на музикознавчі теми. Важливе культурологічне значення мають його релігієзнавчі дослідження «Потопа світа» (1883), «Поема про сотворення світу» (1904, окреме вид. 1905), «Сучасні досліди над Святим Письмом» (1908) тощо. Франкові належать і кількадесят економічних, соціологічних та історичних праць, зокрема, перший зразок жанру історичної біографії в українській історіографії — «Життя Івана Федоровича та його часи» (1883).
Як оригінальний мислитель із проникливою історіософською інтуїцією, Франко розробив власний варіант позитивістської концепції соціального прогресу (див. філософські праці «Наука і її взаємини з працюючими класами», 1878; «Мислі о еволюції в історії людськости», 1881; «Що таке поступ?», 1903), а також одним із перших в українській інтелектуальній історії діагностував антигуманну сутність та передбачив згубні політичні наслідки марксизму та соціал-демократизму (див. гострокритичні статті «Соціалізм і соціал-демократизм», 1897; «А. Фаресов. Народники и марксисты. С.-Петербург, 1899», 1899; «До історії соціалістичного руху», 1904; передмову до збірки «Мій Ізмарагд», 1898, та ін.) і чітко сформулював ідеал національної самостійності (пор. «Поза межами можливого», 1900; «Одвертий лист до гал[ицької] української молодежі», 1905).

### Філософія
Філософсько-соціологічні, суспільно-політичні концепції Франко трактував у студіях «Nauka і jej stanowisko wobec klas pracujących» (1878), «Мислі о еволюції в історії людськости» (1881—1882), «Найновіші напрямки в народознавстві» (1895); студію «Соціалізм і соціал-демократизм» (1897) Франко присвятив критиці «наукового соціалізму», матеріалістичної концепції історії; «Що таке поступ?» (1903) — оглядові суспільно-культурного розвитку з критикою комуністичної концепції держави. 1904 року Франко написав наукову працю, відому під назвою «Сотворення світу».
На світогляд Франка вплинули позитивізм філософії Оґюста Конта, Герберта Спенсера, еволюціонізм у природознавчих дослідах Чарльза Дарвіна, Ернста Геккеля (соціальний дарвінізм якого він, тим не менш, нещадно критикував у своїх праці «Що таке поступ?»), теорії французьких, німецьких, російських соціологів, літературні критики від Нікола Буало, Готгольда Лессінґа до Тена, Леметра, Ґійо, Брюнетьера, Брандеса, та ін. Проте Франко залишився собою, мав власний світогляд, увійшов у свідомість наступних поколінь як невтомний будівничий людських душ українського народу.

### Теорія та історія літератури
Праці Франка з теорії й історії літератури, літературної критики, починаючи з докторської дисертації «Варлаам і Йоасаф. Старохристиянський духовний роман і його літературна історія» (1895) та габілітаційної — «Розбір Наймички Шевченка» (1895), є цінним внеском в українське літературознавство. Найбільшою науковою працею Франка є 5-томове видання «Апокрифи і леґенди з українських рукописів» (1896—1910) — монументальна збірка текстів рукописного матеріалу з наукового аналізу. До студій Франка з старої і сер. доби належать: «Св. Климент у Корсуні» (1902—1904), «Карпато-руське письменство XVII—XVIII вв.» (1900), причинки до історії української старовинної драми, зокрема вертепної («До історії українського вертепа XVIII в.», 1906). З нової літератури Франко приділив увагу творчості Івана Котляревського, Маркіяна Шашкевича, Тараса Шевченка, Осипа Федьковича, Олександра Кониського, Лесі Українки, Степана Самійленка, Володимира Винниченка та ін. Низку розвідок Франко присвятив слов'янським літературам, особливо російській і польській, як також західноєвропейській. Підсумком літературознавчих студій і монографій була стаття «Южнорусская литература» (1904) у словнику Брокгауза і Ефрона та загальний курс «Нарис історії українсько-руської літератури до 1890 року» (1910). Теоретичні погляди на завдання літератури Франко сформулював у студіях «З секретів поетичної творчости» (1898), «Теорія і розвій історії літератури» (1899), в яких підкреслював суспільний підклад літературного твору, однак вихідною точкою його оцінки Франко вважав артистичний хист автора та літературно-естетичні цінності твору.

### Мовознавство
Франко приділяв увагу питанню літературної мови, написавши такі праці: «Етимологія і фонетика в южноруській літературі», «Літературна мова і діалекти» (1907), «Причинки до української ономастики» (1906) та ін. Франко відстоював думку про єдину українську літературну мову, вироблену на наддніпрянських діалектах і збагачену західноукраїнськими говірками. За праці на відтинку філології Харківський університет 1906 року нагородив Франка почесним докторатом, крім того, він був членом багатьох слов'янських наукових товариств. Пропозиція Олексія Шахматова і Федора Корша про обрання Франка членом Російської АН не була здійснена через заборону царського уряду.

### Етнографія
У ділянці фольклору й етнографії Франко зібрав багато джерельного матеріалу, написав низку студій і статей про одяг, харчування, народне мистецтво, вірування населення Галичини, які публікував у журналах «Світ», «Друг», «Житє і Слово», «Зоря», «Кіевская старина», «ЗНТШ» та ін. З 1898 року Франко керував Етнографічною комісією НТШ (до 1913 року) і разом із Володимиром Гнатюком редагував «Етнографічний збірник». До найважливіших студій Франка з ділянки фольклору належать: «Дещо про Борислав» (1882), «Жіноча неволя в руських піснях народних» (1883), «Jak powstają pieśni ludowe?» (1887), «Вояцька пісня» (1888), «Наші коляди» (1889), «Із уст народу» (1894—1895), «Eine ethnologische Expedition in das Bojkenland» (1905), «Огляд праць над етнографією Галичини в XIX ст.» (1928). Капітальною фольклористичною працею є «Студії над українськими народними піснями» (три томи у «ЗНТШ»; окреме видання 1913 року), в яких Франко застосував історично-порівняльний метод.

### Економіка
Економічні праці Франка, трактовані в історичному плані, присвячені станові робітництва: «Промислові робітники в Східній Галичині й їх плата 1870 р.» (1881), «Про працю» (1881), а також селянства в Галичині: «Земельна власність у Галичині» (1887, 1914), «Еміґрація галицьких селян» (1892), «Селянський рух у Галичині» (1895), «Гримайлівський ключ в 1800 р.» (1900), «Селянський страйк в Східній Галичині» (1902), «Громадські шпихлірі і шпихлірський фонд у Галичині 1784—1840 рр.» (1907).

### Історія
Тісно пов'язані з соціологічними, суспільно-політичними й економічними історичні розвідки Франка, близько 100 друкованих праць, більшість з них присвячені селянському рухові й революції 1848 року в Галичині та польсько-українським взаєминам. До першої групи належать: «Польське повстання в Галичині 1846 р.» (1884), «Панщина та її скасування в 1848 р. в Галичині» (1898 і 1913), «Лук'ян Кобилиця. Епізод з історії Гуцульщини в першій половині XIX ст.», «Причинки до історії 1848 р.». До другої — «Дещо про стосунки польсько-руські» (1895), «Поляки й русини» (1897, німецькою й українською мовами), «Нові причинки до історії польської суспільності на Україні в XIX ст.» (1902), «Русько-польська згода й українсько-польське братання» (1906). Інститут історичної праці Франка: причинки до історії Церкви (2 розвідки про єпископа Йосифа Шумлянського, 1891 і 1898 рр.), «Хмельнищина 1648—1649 рр. У сучасних віршах» (1898), «Тен як історик французької революції» (1908), «Стара Русь» (1906), «Причинки до історії України-Руси» (1912), статті зі старої історії України та багато ін.
Характеристична для еволюції світогляду Франка його публіцистика, якій не бракувало й наукового підходу, тому часто в його творчості розмиваються грані між науковим і публіцистичними есе. Франко бачив Україну як суверенну одиницю «у народів вольних колі». При цьому він багато уваги приділяв здобуттю загальнолюдських прав. Почавши свою громадську діяльність з москвофільського гуртка, він незабаром покинув його для народовецького табору. За студентських часів Франко захоплювався соціалізмом, студіював Маркса й Енґельса, а коли побачив облудність «нової релігії», її завзято поборював. Назагал у Франка помітна еволюція від крайнього радикалізму до поступового націонал-демократизму. У своїй статті «Що таке поступ?» Франко одним із перших спрогнозував появу тоталітаризму і тоталітарної держави.

### Сходознавство
Франко відомий своїм інтересом до індійської культури, він вивчав літературу, філософські твори, тексти Вед на санскриті. Сам він говорив: «Жаль, що я не орієнталіст».

### Психологія
Першу свою працю зі сфери психології Іван Франко опублікував 1881 року, через два роки після того, як Вільгельм Вундт 1879 року відкрив у Лейпцигу психологічну лабораторію. Стаття називалася «Чутливість на барви, її розвиток і значення в органічній природі: Реферат на працю американського природознавця Аллена Ґранта».
Надалі в багатьох своїх публіцистичних та наукових працях Іван Франко користувався відомими на той час психологічними методами. Найкраще це виявляється в статті «З секретів поетичної творчости» (1898) (II розділ має назву — «Психологічні основи»), психологічних аналізах діяльності тогочасних суспільних діячів і психологічному аналізі персонажів із творчості відомих тоді класиків літератури.
«Літературна критика мусить бути, по нашій думці, поперед усього естетичною, значить, входить в обсяг психології, і мусить послуговуватися тими методами наукового дослідження, якими послуговується сучасна психологія» (з 1-го розділу статті «З секретів поетичної творчости», 1898).

## Видавнича діяльність

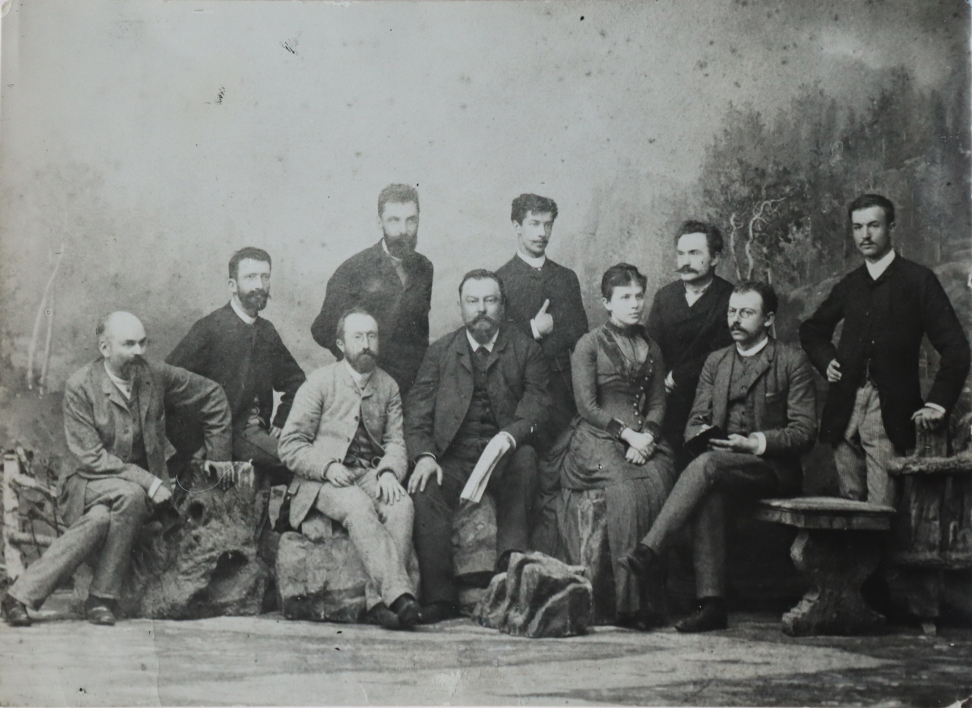
Іван Франко (другий справа у другому ряду) серед співробітників редакції газети «Kurjer Lwowski»

В історії української видавничої справи І. Франко відомий як професійний видавець і редактор. За сорок років видавничої діяльності він зумів організувати і видати чимало періодичних та неперіодичних видань.
1876 року І. Франко, М. Павлик, І. Белей, О. Терлецький увійшли до складу редколегії журналу «Друг» та змінили ідеологічний вектор журналу з москвофільських позицій на радикальні. 1877 влада заборонила видавництво журналу.
1876 року І. Франко разом із І. Белеєм, А. Дольницьким, В. Левицьким (Лукичем) видали літературно-художній альманах «Дністрянка».
1878 року І. Франко із М. Павликом започаткували нове видання — літературно-політичний журнал «Громадський друг», який продовжував традиції «Друга». Однак у світ вийшло лише два випуски журналу, й обидва були конфісковані за антиурядову спрямованість. Видавничі невдачі підштовхнули І. Франка і М. Павлика до створення неперіодичних збірок, які не підлягали цензурі. Так з'явилися альманахи «Дзвін» (1878) та «Молот» (1878), котрі влада також заборонила і конфіскувала.

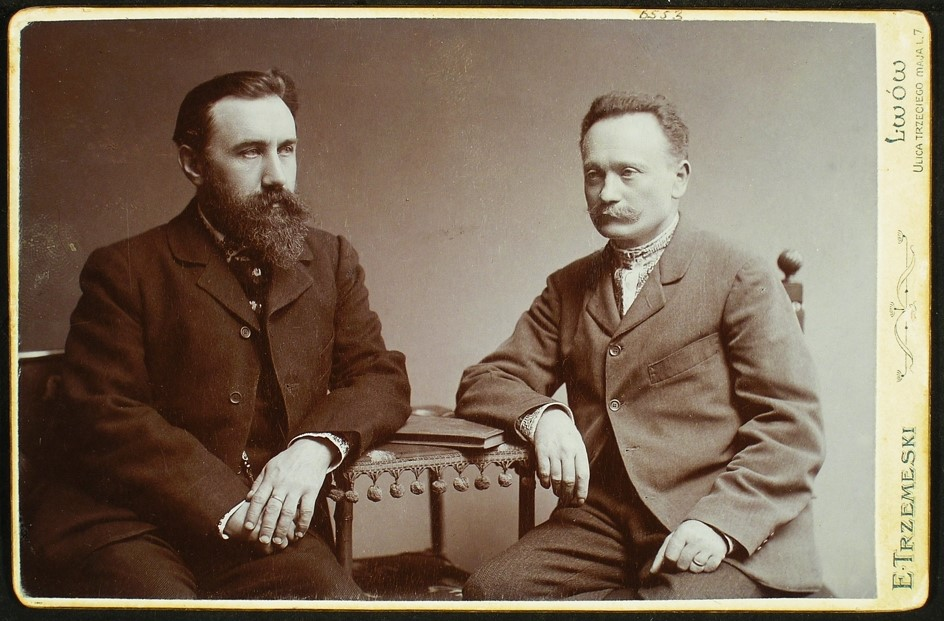
Борис Грінченко та Іван Франко. Львів, 1903

1881 І. Франко та І. Белей заснували літературно-науковий журнал «Світ» (1881—1882). Часопис став зразком символічного єднання представників Галичини і Наддніпрянщини: «В ньому перший раз на ґрунті прогресивних ідей зустрічалися галичани, російські українці й українські емігранти: Драгоманов, Вовк із одного, Кониський, Нечуй-Левицький, Лиманський, Грінченко — з другого боку. Се була перша спроба компромісу поступових і радикальних елементів усієї України-Руси».
Після занепаду «Світу» І. Франко продовжував шукати способи та фінанси для заснування власного видання. 1886 року він підготував план журналу «Поступ», але далі проспекту проєкт не просунувся через брак коштів.
1887 року І. Франко взяв участь у виданні українських альманахів «Веселка» (А. Молодченко), «Перший вінок» (Н. Кобринська), «Ватра» (Василь Лукич).
1888 І. Франка запросили до редколегії журналу «Товариш». Ініціаторами видання стали студенти В. Будзиновський, К. Трильовський, М. Ганкевич, О. Маковей, Є. Козакевич. Перший випуск був конфіскований, другий — не вийшов через внутрішні чвари між засновниками і видавцем.
І. Франко разом із М. Павликом, як учасники першої політичної партії галичан, почали видавати кілька періодичних видань: «Народ»(1890—1895), «Хлібороб»(1891—1895), «Громадський голос» (1892—1939), «Радикал» (1895—1896), що порушували громадсько-політичні й економічні проблеми села.
Впродовж 1894—1897 рр. І. Франко видавав і редагував часопис «Житє і слово». Журнал виходив спочатку з підзаголовком «Вісник літератури, історії і фольклору» (1894—1895), згодом — «Вісник літератури, політики і науки» (1896—1897). Перший підзаголовок підкреслював етнографічно-фольклористичне наповнення видання, другий — виражав його громадсько-політичне спрямування.
1895 року І. Франко увійшов до складу Наукового товариства ім. Т. Шевченка й долучився до видання «Записок НТШ». За його участю започатковано серії «Джерела до історії України-Руси» (1895—1913), «Пам'ятки українсько-руської мови і літератури» (1896—1912); видано «Збірник Математично-природописно-лікарської секції» (1897—1938), «Збірник Історично-філософської секції» (1898—1934), «Збірник Філологічної секції» (1898—1937).
І. Франко став одним із засновників та редакторів ще одного періодичного видання НТШ — «Етнографічного збірника»(1895—1929). Протягом 1898—1907 рр. був співредактором журналу «Літературно-науковий вісник» спільно з М. Грушевським та В. Гнатюком.
1899 року за активної участі І. Франка було створено «Українсько-Руську Видавничу Спілку у Львові». У «малій» серії спілки вийшло 117 книжок, а в «великій» — понад 150 книжок української та закордонної літератури. Завдяки Франкові тогочасному читачеві стали відомі імена О. Маковея, О. Кобилянської, Уляни Кравченко, Н. Кобринської, Лесі Українки, В. Стефаника, М. Коцюбинського. Протягом 1895—1903 рр. видано твори С. Руданського в 7 томах. Це видання готували до друку М. Комар, А. Кримський та І. Франко. 1902—1918 рр. виходили «Писаня Осипа-Юрія Федьковича» у 4-х томах, 7-ми книгах (1902—1918), над якими працювали І. Франко, О. Колесса та О. Маковей, а також 10-томник драм В. Шекспіра в перекладі П. Куліша (1899—1902). 1908 року за редакцією І. Франка вийшло двотомне видання «Кобзаря» Т. Шевченка.
Франко-видавець був ініціатором, координатором та редактором видавничих серій «Дрібна бібліотека» (1878—1880), «Наукова бібліотека» (1887), «Літературно-наукова бібліотека» (1889—1897), «Хлопська бібліотека» (1896—1899), «Універсальна бібліотека» (1909—1912), «Міжнародна бібліотека» (1912—1914) та «Всесвітня бібліотека» (1914—1917), багатьох інших видань Наукового товариства ім. Шевченка та «Українсько-руської Видавничої Спілки».

## Громадсько-політична діяльність

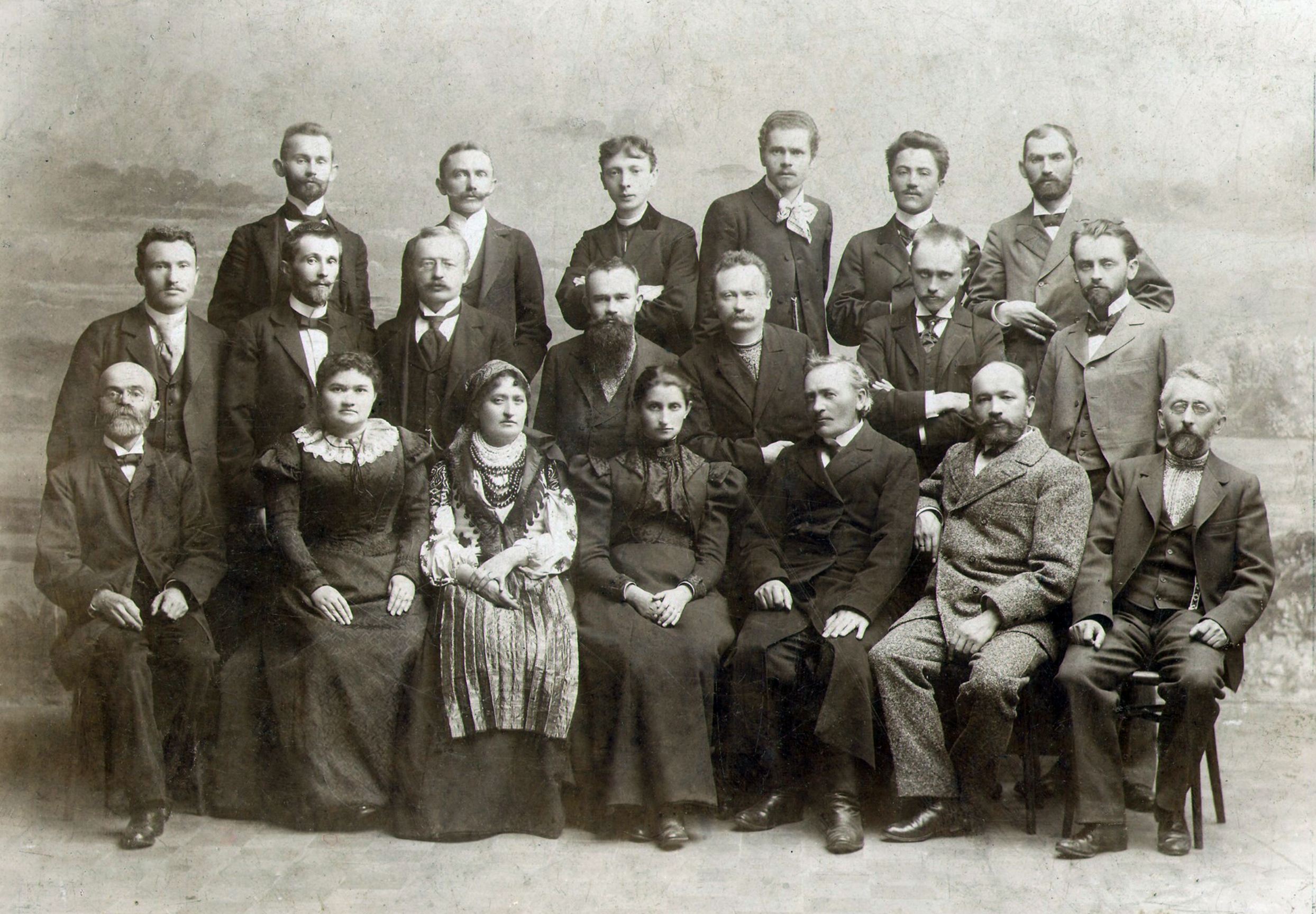
Франко на з'їзді українських письменників у Львові з нагоди 100-ліття публікації «Енеїди», 1898 р (сидить у центрі). У першому ряду: М. Павлик, Є. Ярошинська, Н. Кобринська, О. Кобилянська, С. Лепкий, А. Чайковський, К. Паньківський (старший). У другому ряду: І. Копач, В. Гнатюк, О. Маковей, М. Грушевський, І. Франко, О. Колесса, Б. Лепкий. У третьому ряду: І. Петрушевич, Ф. Колесса, Й. Кишакевич, І. Труш, Д. Лукіянович, М. Івасюк.

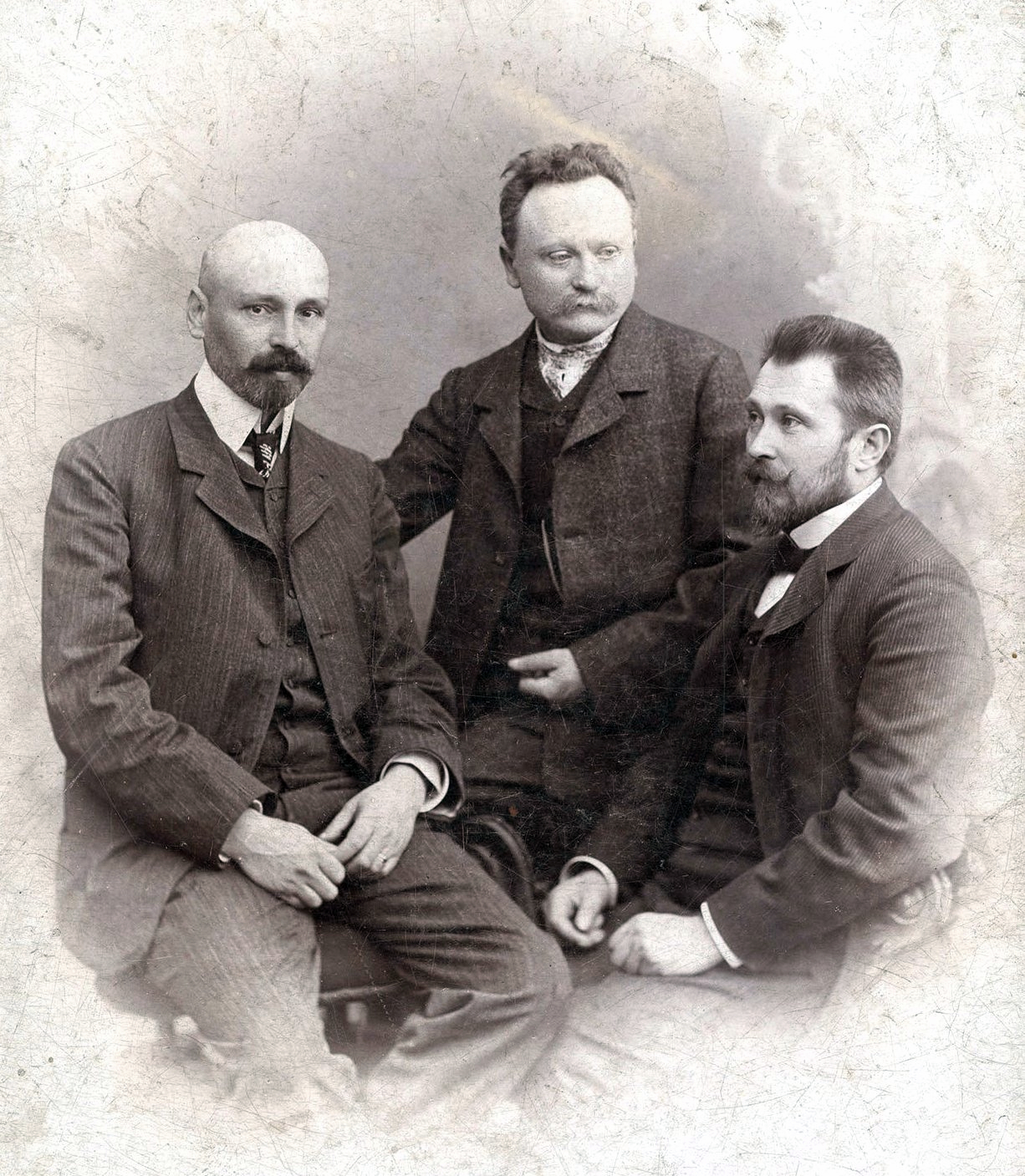
Іван Франко, Михайло Коцюбинський, Володимир Гнатюк. Львів, 1905 р.

1888 року Франко деякий час працював у часописі «Правда». Зв'язки з наддніпрянцями спричинили третій арешт (1889) письменника. 1890 року за підтримки Михайла Драгоманова Франко став співзасновником Русько-Української Радикальної Партії (РУРП, її перший голова до 1898), підготував для неї програму, разом із Михайлом Павликом видавав півмісячник «Народ» (1890—1895). У 1895, 1897 і 1898 роках РУРП висувала Франка на посла до Райхсрату (Віденського парламенту) й Галицького краєвого сейму (від Тернопільщини), але — через виборчі маніпуляції адміністрації, провокації ідеологічних та політичних супротивників — без успіху.
Протягом певного часу, зокрема, 1902 року був членом виділу Товариства «Просвіта».
На громадсько-політичному відтинку Франко довгі роки співпрацював із Михайлом Драгомановим, цінуючи в ньому «європейського політика», зокрема саме за його порадами й під його впливом була створена РУРП. Але після смерті останнього Франко змінив погляди й розійшовся з ним у поглядах на соціалізм та питанні національної самостійності, закидаючи йому пов'язання долі України з Росією («Суспільно-політичні погляди Михайла Драгоманова», 1906).
1899 року Франко разом із частиною радикалів та більшістю народовців узяв участь у заснуванні Національно-демократичної партії, з якою співпрацював до 1904 року, після чого полишив активну участь у політичному житті.
Іванові Франку належить ініціатива ширшого вживання в Галичині назви «українці» замість «русини» — так традиційно називали себе корінні галичани. В «Одвертому листі до галицької української молодежі» (1905) Франко писав: «Ми мусимо навчитися чути себе українцями — не галицькими, не буковинськими, а українцями без соціальних кордонів…»
Іван Франко дуже негативно ставився до москвофілів. Одночасно Іван Франко заперечував, що наче галицькі українці ненавидять росіян, словами: «Ми всі русофіли, чуєте, повторяю ще раз: ми всі русофіли! Ми любимо великоруський народ і бажаємо йому всякого добра, любимо і виучуємо його мову і читаємо в тій мові… І російських письменників, великих світочів у духовім царстві ми знаємо і любимо…».
Іван Франко був прихильником відродження української держави. Він говорив засновнику сіонізму Теодору Герцлю, що ідея відбудови єврейської держави є рідною сестрою української ідеї відродження української держави.
Іван Франко критикував марксизм, соціал-демократію та анархізм.
Безпідставними є звинувачення Івана Франка в антисемітизмі.
Іван Франко написав дуже багато політологічних статей.

## Іван Франко й український жіночий рух
Іван Франко відстоював ідеї фемінізму. Головні вияви Франкової причетності до формування й концептуалізації засад жіночого руху вдало окреслив його сучасник Денис Лукіянович: «В українському жіночому русі заважив Франко як ментор, учитель і організатор перших жінок-письменниць, робітниць і піонерок у цій ділянці; як теоретик, публіцист і організатор самого питання; як творець жіночих постатей у поезії і белєтристичній прозі».
Ще задовго до офіційного заснування першої жіночої інституції в Станіславові 1884 року, Франко зглиблював жіноче питання у своїх ґрунтовних літературознавчих та публіцистичних студіях («Женщина-мати», 1875—1876), «Жіноча неволя в руських піснях народних», 1883), готуючи таким чином теоретичне підґрунтя галицького фемінізму та по праву ставши, за словами Омеляна Огоновського, «речником емансипації жіноцтва». Франків невпинний інтерес до жіночого питання засвідчує й пізніший його переклад праці Кеті Шірмахер «Феміністичний рух у Франції і в Німеччині», який він опублікував в «Літературно-науковому вістнику».
Якщо партійний поплічник Франка Михайло Павлик ототожнював жіночий рух з соціалістичною партійною доктриною, то Франко розглядав його в контексті значно ширших ідеологем і суспільних тенденцій, акцентуючи значну увагу на інтелектуалізації українського жіноцтва, й сам невдовзі став духовним ментором, який мобілізував галицьких письменниць до культурно-просвітницької, громадянської й літературної роботи. Серед усіх взаємин Франка з літературним жіноцтвом Галичини найпліднішими та історично значущими були його творчі контакти з Наталею Кобринською, з іменем якої пов'язували новочасні проєвропейські ідеї фемінізму. Разом із тим, Франкові духовні й світоглядні настанови визначили й питомо націо-центристський та інтелектуальний вектор галицького фемінізму — «впливати на розвій жіночого духа через літературу» (Н. Кобринська).
Від часу заснування в Станіславові 8 грудня 1884 року першої жіночої інституції в Галичині — «Товариства руських женщин» — за активної підтримки й особистої присутності на цьому заході Франка, біографи ведуть початок ще однієї культурно-громадської віхи його життєпису — участі в зародженні жіночого емансипаційного процесу. «З мужчин інтересувався ним найбільше Франко», — згадувала Кобринська в «Автобіографії».
Франко був не лише промотором жіночого руху, а й активним його популяризатором. Як кореспондент «Діла», анонсував та звітував про перші жіночі акції, опублікував статут станіславівського товариства, зумисне дбаючи про публічність й масштабність цього заходу;. Також в «Ділі» Франко надрукував й особисто зредаговану промову Кобринської на Станіславівському вічі, і як поет привітав новозасновану жіночу інституцію патетичною віршовою алегорією «Женщина (алегорія на привітання товариства „Руських женщин“ у Станіславові»).
Оцінюючи заснування станіславівського жіночого товариства як «характерну рису культурних течій, що киплять в українському суспільстві», Франко водночас пов'язував із ним й власні видавничі й літературні плани. Після складних колізій у самому товаристві та кількох нереалізованих видавничих проєктів було ухвалено видавати жіночий альманах «Перший вінок», що побачив світ 1887 у Львові за фінансової підтримки Олени Пчілки та Наталії Кобринської. Редакторська роль Франка в цьому альманасі була неоціненною. Його наставницьку опіку цим «первоцвітом жіночого виробу» відчутно на всіх етапах видавничої історії збірника — від укладання плану та структури, посередництва в підборі автури, контактування з дописувачками з Галичини та Наддніпрянщини аж до важливої участі в популяризації видання — анонсування й рецензування альманаху в численних публікаціях, зокрема й польській періодиці («Perszyjwinok», «Perszyj winok… Lwów, 1887»; [Franko I.] Ruskie album kobiece; «Rusińska literatura albumowa» («Українська альманахова література»)), а також у розповсюдженні збірника. Згодом й сам Франко назвав «Перший вінок» «дорогоцінною пам'яткою» та одним з «найкращих і найбагатших змістом наших видань із того десятиліття».
1 вересня 1891 року під час Стрийського жіночого віча розгорілася дискусія з приводу подальшого видавничого формату жіночого видання, на яку Франко, як досвідчений редактор та видавець, зреагував мотиваційною статтею «Альманах чи газета?», висловившись на користь альтернативного видавничого варіанту — газети, більш періодичної та ощадливої. Ця стаття є важливим аналітичним документом в історії становлення жіночої преси, хоча й викликала свого часу певні неузгіднення Франка та Кобринської, яка обстоювала альманаховий формат.
Концепція жіночого руху була складовою програми русько-української радикальної партії, одним із редакторів якої був і Франко. У друкованому партійному органі «Народ» за ініціативи Кобринської та сприяння Павлика й Франка засновано спеціальну рубрику «Справи жіночі». Щоправда позиції радикалів щодо багатьох питань жіночої емансипації не завжди збігалися з поглядами Кобринської. Так у середині 90-х років між Кобринською та радикалами, зокрема й Франком визрів світоглядний конфлікт, що його несподівано зініціювала сама Кобринська, гостро «різонувши» колишніх соратників за апологетизацію «вільної любові» як головну ціль жіночої емансипації, у той час, коли сама Кобринська обстоювала передусім ідею економічної незалежності жінки.
Ідея жіночої емансипації стала для Франка важливою світоглядною інтенцією надати жіночому питанню соціальної значущості у контексті інтеграційних загальнонаціональних заходів: «жіноцтво наше без перепони буде поступати дорогою духовного розвою в міру поступу цілого руського народу» («Жіноча неволя в руських піснях народних»). Як письменник-мисленник Франко завжди був уважний до долі жінки, складної психомотивації її вчинків і характерів, витворивши цікавий і різнобічний художній типаж жіночих образів у своїй прозі, про що Кобринська згадала в своїй ювілейній промові з нагоди 25-ліття його літературної діяльності 1898 р., відзначивши Франкові неперевершені заслуги в царині жіночого руху: «Тому автор, що впровадив у нашу літературу такі жіночі типи, автор розвідки про жіночу неволю, писатель, що не раз подав руку жіночим змаганням до самостійности, заслугує вповні на признання і вдячність того жіноцтва». Отже, «феміністика — це теж ясна сторінка в огляді Франкової праці, вона доповняє постать його величі».

## Участь у Науковому товаристві імені Шевченка (НТШ)
- Франко був дійсним (з 1899 р.) і почесним членом наукового Товариства імені Шевченка (з 1904 р.). Систематично працював в історико-філософській («історично-філософічній») секції НТШ, яку заснували члени Товариства 11 травня 1893 р. Однак не обходив увагою також і математично-природописно-лікарську секцію НТШ, утворену в тому ж році.
- І. Франко був причетним до створення допоміжних наукових установ Наукового Товариства імені Шевченка: музею, бібліотеки, бібліографічного бюро, а також «Академічного дому», формування доброчинних фондів НТШ, яке запровадило і стипендіальний фонд ім. І. Франка в сумі 2000 австр. корон.
- Підтримував стратегічну ідею створення резервного академічного фонду з метою в майбутньому забезпечити наукові видавництва Товариства і «утворити дотацію для переміни його в українсько-руську Академію наук».

## Релігійні погляди

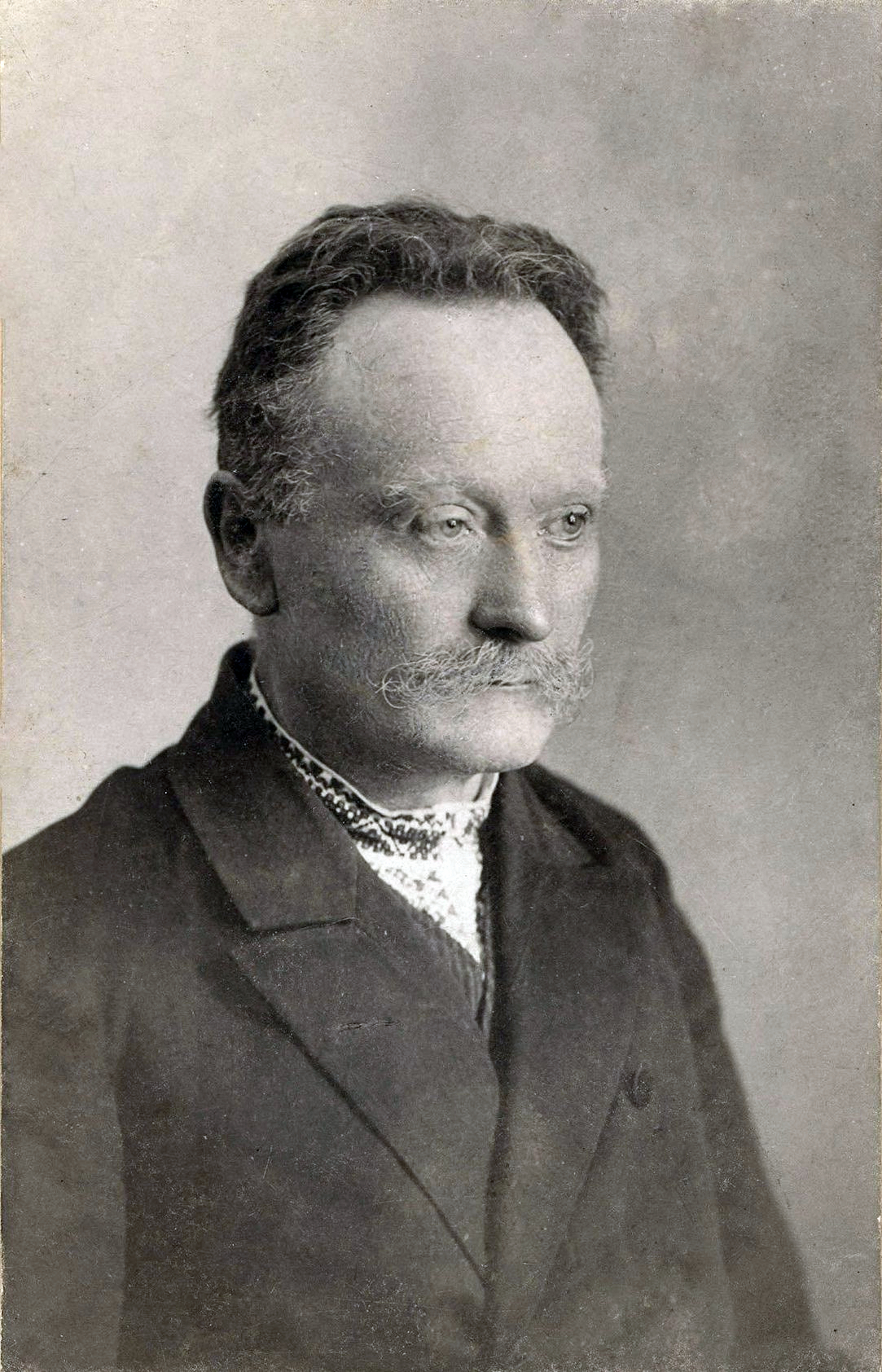
Іван Франко, 1910

Питання Франкової віри у Бога є однією з найбільш дискусійних тем у франкознавстві. Письменник пережив складну трансформацію релігійних поглядів. У своїй автобіографії Франко зазначав, що в шкільні роки Біблія справила на нього сильне враження. Ранні його твори, зокрема, перша збірка «Баляди і розкази» (1876), написані в дусі християнського ідеалізму.
Але вже з кінця 1870-х років він перейшов на засади позитивізму, раціоналізму та соціалізму. У творчості Франка почав домінувати підхід до розглядання релігійних вчень як однобічних доктрин, що стоять на заваді прогресу людської думки й свободи, а Бог у нього став синонімом світської влади, а то й політичного насилля. Щодо творів, завдяки яким Франко зажив собі слави атеїста, варто відзначити вірші «Товаришам із тюрми» (1878), «Рубач» (1882) та поему «Ex nihilo (Монолог атеїста)» (1885). У низці публікацій («Чого хоче галицька робітнича громада?», «Програма галицьких соціалістів», «Мислі о еволюції в історії людськості») Франко піддавав сумніву певні засади християнства: Боголюдську природу Ісуса Христа та існування загробного життя. Втім, критичність Франка щодо релігії ніколи не набувала агресивних форм. Він не закликав до необхідності ліквідації релігії, знищення церков чи утисків вірян. Франко розглядав релігію з типовим для позитивістів підходом: як певний етап в історій людства, який поступово вичерпує себе, і його надалі замінить наука. Разом із М. Драгомановим та М. Павликом Франко поширював на Галичині критичні праці, що стосувалися Біблії та релігії: Вільгельма Рейса, Моріса Верна, Давида Штрауса, Джона Леббока, Генрі Бокля, Джона Дрейпера.
Від 1890-х років починається ще одна, цього разу поступова трансформація релігійних поглядів Франка. Чимало сучасників письменника у спогадах відзначали те, що він брав участь у літургіях чи демонстрував своє виважене ставлення до релігії та віри в Бога. У статті «Радикали і релігія» (1897) Франко писав: «Релігією називається не тільки віра… До релігії належать також чуття, любов до тої Вищої Істоти і до інших людей, любов до добра і справедливості, а в кінці також добра воля, постанова й самому жити так, щоб наближувати себе й інших до тої Вищої Істоти». Християнська тематика у творчості цього періоду виражена, зокрема, в поемах «Іван Вишенський» (1900) та «Мойсей» (1905).
В 1905 в «Новому громадському голосі» вийшов твір Івана Франка «Біблійне оповідання про сотворення світу». Тоді вона також вийшла у Львові окремою брошурою. Але згуртоване львівське духовенство, дізнавшись про зміст твору, викупило весь наклад і спалило.
Можна говорити про те, що Франко в останні два десятиліття свого життя переживав переосмислення свого ставлення до віри в Бога і навернення до християнства. Втім, до кінця життя Франко залишався вірянином не в традиційному розумінні. Його позицію важко окреслити за звичною дихотомією «вірянин — атеїст». Натомість більш вдалим є його власне визнання «Я вірив, і вірую в Бога не так як всі…», яке знаходимо у спогадах З. Монджеєвської-Гончарової.

### Ставлення Франка до Унії
Іван Франко приділяв значну увагу релігійним питанням, особливо аналізу Берестейської унії 1596 року. Він розглядав цю подію як ключовий момент в історії руського духовенства, що мав більше політичний і адміністративний характер, ніж релігійний. Франко вважав, що унія, об'єднавши частину руського духовенства з Римом, спричинила інтелектуальний рух, але водночас посіяла розкол і ненависть серед русинів. Це, на його думку, стало однією з причин козацьких війн і призвело до руїни в Україні та занепаду Польщі.
Франко також звертав увагу на різноманітність поглядів істориків на унію. Польські, українські та російські дослідники по-різному оцінювали її вплив: деякі бачили в ній зраду, а інші — шанс для культурного збагачення. Він підкреслював важливість критичного аналізу всіх наявних джерел, адже багато з них, за словами Франка, були фальсифіковані або упереджені.
Франко закликав до ґрунтовного наукового дослідження історії унії, що передбачало б критичне осмислення всіх матеріалів. Він вважав, що це допоможе зрозуміти справжній вплив релігійних подій на суспільство і сприятиме подоланню упереджень та недовіри. Його релігійні погляди відображали глибокий інтерес до історичних подій і їхнього впливу на культурне та суспільне життя.

### Взаємини зі священниками
Союз Церкви і влади турбував Франка, тому він виступав проти державної релігії. Вирішення проблеми, що його запропонував Франко у статті «Мислі о еволюції в історії людськості», полягало у секуляризації: релігійні організації не повинні фінансуватися з державної казни, а тільки з добровільних пожертв самих вірних; релігійна наука не має викладатися в школі, а в крайньому разі може бути факультативним предметом. Франко гостро критикував Греко-Католицьку Церкву та її духовенство за визискування селян та зловживання своїм становищем. Втім, подекуди, позиція Франка у ставленні до духовенства була все-таки більш поміркованою, якщо порівнювати з позицією деяких його соратників по Радикальній партії. Вона проявлялася у несхваленні можливості введення обов'язкового целібату в ГКЦ та в пошуку компромісів із певною частиною духовенства. Необхідність цих компромісів була зумовлена тим, що Радикальна партія зіткнулася з тим, що робітників серед українців є вкрай мало, відтак потрібно переорієнтовуватися на селянство, яке сповідувало переважно консервативні цінності й було погано освічене. Для радикалів саме священники були тим мостом, що з'єднував їх із селянами Однак така компромісна позиція не подобалася деяким однопартійцям, зокрема, Михайлу Павлику та ідейному натхненнику партії — Михайлу Драгоманову.
Попри критику духовенства як стану, Франко мав чимало приятелів серед священників. Із частиною з них дружба склалася ще в юні роки, коли ті ще не були священниками (о. Іван Чапельський, о. Михайло Зубрицький, о. Петро Шанковський, о. Богдар Кирчів). З іншими ж Франко потоваришував у вже більш зрілий період і їхні взаємини ґрунтувалися на спільних інтересах, і частково, цінностях (о. Олексій Волянський, о. Остап Нижанківський, о. Омелян Глібовицький). Франко цінував тих священників, які займали чітку проукраїнську національну позицію, а також відзначалися соціальною активністю. Саме священник — о. д-р Йосип Застирець написав подання до Королівської Академії в Стокгольмі у справі номінації Івана Франка на Нобелівську премію в галузі літератури. Дружба з Франком, щоправда, інколи могла мати неприємні наслідки для цих священників: догани від єпископів, переслідування з боку влади, тиск з боку тих, що не сприймали радикалів. Франко часто співпрацював зі священниками у справах збирання етнографічного та церковно-історичного матеріалу, публікації поезій, прозових творів, перекладів. Окрім того, Франко полюбляв влітку їздити відпочивати до своїх друзів-священників, зокрема, о. Олексія Волянського (с. Криворівня), о. Івана Кузіва (с. Дидьова), о. Омеляна Глібовицького (с. Цигани), о. Михайла Зубрицького (с. Мшанець), о. Івана Попеля (с. Довгополе), о. Івана Озаркевича.

### Взаємини з Андреєм Шептицьким
Приязне ставлення було в Івана Франка і до митрополита Андрея Шептицького. Попри певну критику його пастирського послання «О квестії соціальній», Франко відзначив чимало позитивних рис митрополита Андрея. Письменник також подарував митрополиту Андрею книгу «Адам Міцкевич. Wielka utrata» з дарчим написом «Його Преосвященству Митрополітови гр. Андрієви Шептицькому con amplissimi profundissimi gratulacioni [лат. з найщирішими і найглибшими побажаннями] в день іменин 13 грудня 1913 р. Іван Франко». Митрополит Андрей відповідав Франкові взаємною симпатією та відвідав його дім, що описано в спогадах його доньки Анни. В 1911 р. митрополит Шептицький спробував купити архів і бібліотеку Івана Франка, щоб передати її у недавно створений Національний музей. Виручені кошти могли б згодитися Франкові, який на той час лікувався від хвороби, що стрімко розвивалася. Однак на відміну від свого колеги Михайла Павлика, Франко не погодився на пропозицію, заповівши архів і бібліотеку Науковому Товариству ім. Т. Шевченка. Митрополит Андрей охоче відгукнувся на прохання Анни Франко відправити панахиду, хоч о. Михайло Цегельський переконував її, що це неможливо, бо Франко помер без Бога і митрополит не погодиться. Панахида відбулася 24 квітня 1917 року в Києві в католицькім костелі, вщерть заповненім народом, по якій митрополит, за спогадами Анни Франко, «промовив, згадуючи тата в словах піднесених і зворушливих».

## Переклади творів Франка
Твори Франка мали багато перекладів ще за життя автора.
На сьогодні Франко є одним із найбільш перекладених іншими мовами українських авторів.

## Автопереклади
Одним із перших перекладачів Франкових творів був сам автор. З огляду на можливість публікацій у польськомовних або німецькомовних виданнях частина його художніх і публіцистичних творів мають по два авторські тексти — українською і польською або німецькою мовами, а деякі твори були спершу надруковані чи написані польською або німецькою мовами, а тоді перекладені українською. Наприклад, оповідання «Патріотичні пориви», «Schönschreiben», «На дні», «Сам собі винен», «Слимак», «Добрий заробок», «Хлопська комісія», «Історія моєї січкарні», вперше надруковані українською мовою, пізніше друкувалися в автоперекладах польською, а нариси «Молода Русь», «Звичайний чоловік», «Знеохочений», оповідання «Муляр», «Рубач», «Як пан собі біди шукав», «Як Русин товкся по тім світі», «Домашній промисл», «Чума», «Яць Зелепуга», «Панталаха», «Гава», «Маніпулянтка», «Казка про Добробит», «Задля празника», «Історія кожуха» спочатку були надруковані польською мовою, згодом — у перекладі автора українською. Твори «Історія одної конфіскати», "Із галицької «Книги битія», «Терен у нозі», «Хома з серцем і Хома без серця» вперше опубліковані німецькою мовою, невдовзі видані у Франковому автоперекладі українською, а часто й доопрацьовані. Оповідання «Свинська конституція», «Острий-преострий староста», «Мій злочин» також мають по два авторські тексти — німецькою та українською мовами. Повість «Для домашнього огнища» спершу була написана польською мовою, а згодом опублікована українською.
Іноді існувала не одна редакція автоперекладу. Наприклад, оповідання «Schönschreiben» 1884 року в автоперекладі польською мовою під назвою «Lekcja kaligrafji» надруковано у варшавському тижневику «Prawda», і цей польський переклад адекватний українському першодрукові. 1887 року оповідання було ще раз надруковано в польському перекладі під заголовком «Schönschreiben» у виданні «Kalendarz „Kurjera Lwowskiego“ na r. 1888», і цей переклад дуже відрізняється від тексту, надрукованого в «Prawd-i». Це різні мовностилістичні редакції того самого твору. Тож іноді автопереклад, зважаючи на властиве авторові право змінювати власні твори, містить певні авторські зміни.
Детальну інформацію про різномовні варіанти творів та про почерговість їх написання можна знайти у «Коментарях» до кожного тому 50-томного видання Франкових творів.

## Рецепція постаті. Культ Франка

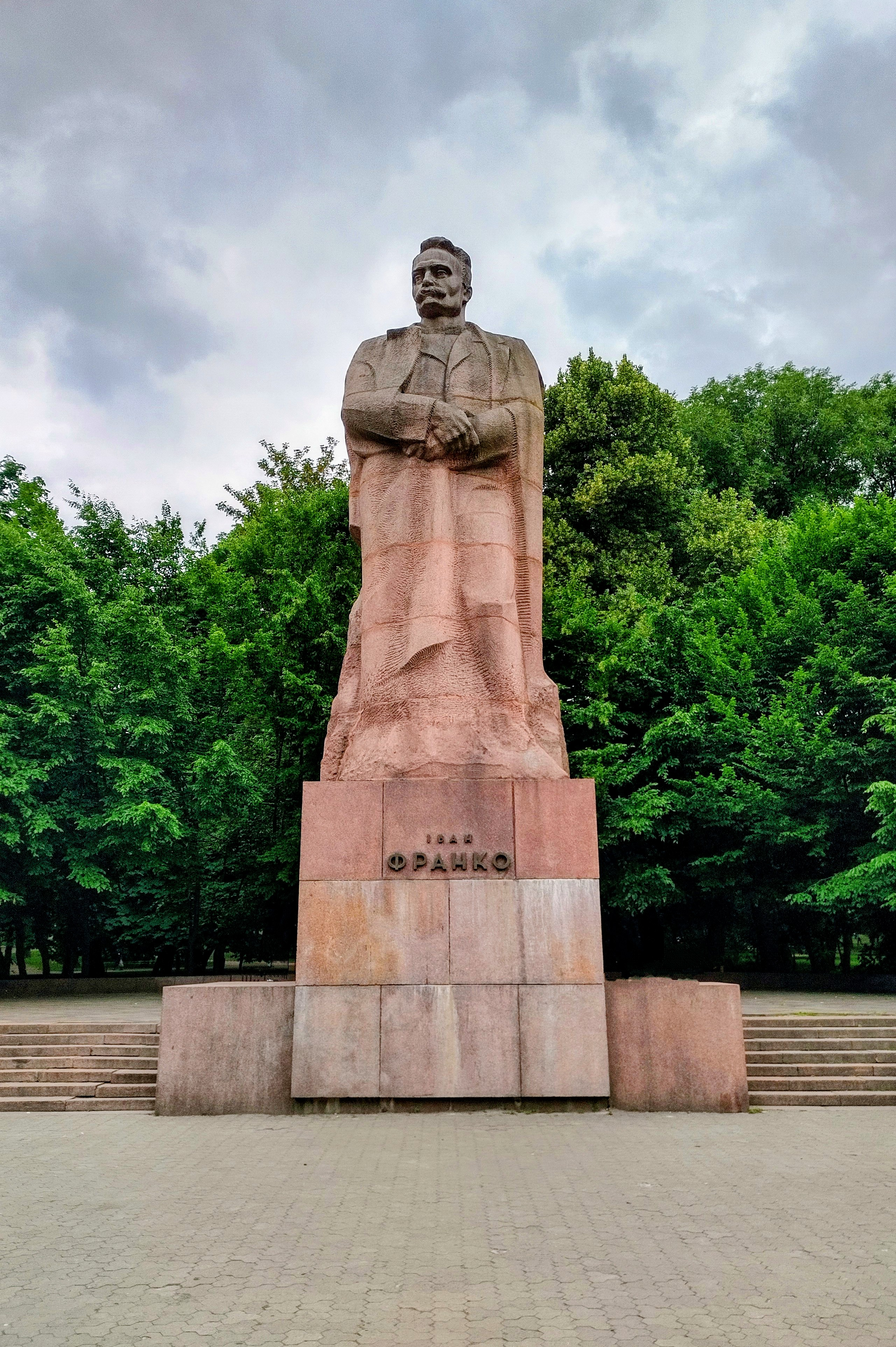
Пам'ятник Івану Франку у Львові

Франко став відомим у Галичині у доволі молодому віці, завдяки сміливому виступу на судовому процесі 1878—1879 рр. Однак арешт також поставив хрест на перспективах зробити успішну кар'єру і спричинився як до подальших підозр з боку влади, так і до морального тиску та упереджень з боку значної частини суспільства. Франко у листі до Драгоманова згадував: «Та не сама тюрма була для мене найтяжчою пробою: засуд кримінального суду, а особливо те, що я опісля застав на світі, сто раз тяжчий і несправедливіший засуд усеї суспільності, кинений на нас, страшенно болів мене». Психологічного тиску та переслідувань зазнавав не лише Франко, але й ті, кого підозрювали у дружбі та співпраці з ним. Смілива критика духовенства та поширення біблійної критичної літератури спричинило, що частина духовенства пропагувала образ Франка-атеїста.
Своїми словами та вчинками Франко прагнув побудувати собі образ «селянського сина, вигодуваного твердим мужицьким хлібом» — звичної до життєвих злигоднів та важкої праці, простої, але талановитої від природи людини. Утім, у свідомості односельців та мешканців довколишніх сіл відклалося неоднозначне враження про великого земляка. До прикладу, Іван Кобилецький наголошував: упродовж цілого Франкового життя і селяни, і дрібна шляхта з його рідних Нагуєвич із різних причин, фактично, дистанціювалися від письменника, хоч і захоплювалися його творами. Представники ходачкової шляхти не довіряли йому, бо він, мовляв, цурався свого шляхетського походження і «братався» з «хлопами», натомість селяни довгий час дивилися на письменника як на людину, котру «згубила наука». У підсумку земляки й навіть родина сприймали його за незвичну людину з міста, з чужого світу, наділену куди вищим соціальним статусом, аніж вони.
В останні роки у свідомості сучасників сформувався не лише образ Франка як духовного провідника народу, а й постаті фізично та психічно недужої людини. Характерним для багатьох галицьких інтелектуалів початку ХХ ст. був доволі строкатий образ поета, що складався з дуже різних компонентів. Наприклад: І. Франко — видатна людина, яка дуже любить молодь. Він виділяється на тлі інших зовнішнім виглядом та безкомпромісністю і безоглядним критицизмом щодо думки інших.
Початки культу особи Івана Франка сягають ще періоду його життя, про що свідчать святкування його творчих ювілеїв: 25-ліття (1898) та 40-ліття (1913) його творчої діяльності. Перший із них показав, що в суспільстві функціонував образ письменника як «могутньої постаті», «славного діяча Галицької Русі», який «силою таланту підняв просту руську мову в ряд цивілізованих мов», діяча, який вивів українську культуру на європейські обшири, борця за волю думки та свободу слова, людини, яка від дитинства робить усе, щоби служити народові.
Уже напередодні 40-ліття творчої діяльності І. Франка окреслювали як найбільшого письменника Галицької України — поета й громадянина, який сформував велику частину «національного світогляду, національної культури та сили галицьких українців». Звідси й інші епітети, якими наділяли І. Франка: «учитель народу-школяра», «моральний батько», «творець нової культури українців», «сівач нових поступових ідей», «борець за правду і несфальшовану науку», «душевний кормитель українського народу», «найбільший в Слов'янщині поет і вчений».
У міжвоєнний період символічний капітал постаті Івана Франка тільки зростав і спричинив цілу боротьбу за те, хто достовірніше інтерпретує його погляди та має право називатися його ідейними спадкоємцями. Прихильники лівих ідеологічних поглядів (соціалісти-радикали, соціал-демократи та комуністи) використовували образ Франка як поета, що був провідником та захисником працюючих мас: селян та робітників, всіх гноблених та визискуваних. Всередині лівого табору теж були відмінності та взаємна критика. Соціалісти-радикали поєднували образ борця проти соціального гніту з образом борця проти гніту національного. А комуністи трактували Франка як соціаліста, який не дозрів до «справді наукового соціалізму Маркса». Ліві наголошували на тому, що Франко був матеріалістом, атеїстом та борцем проти релігії та духовенства. Натомість праві (націоналісти з ОУН та ФНЄ, а також націонал-демократи з УНДО) намагалися представити образ Франка як національного пророка, який, можливо, в молодості і грішив трохи соціалізмом, але згодом пережив світоглядну трансформацію і став ідейним натхненником українського націоналізму. Для правих релігійні погляди Франка були не такі важливі, але в боротьбі з лівими наголошувалося, що Франко був віруючою людиною.
У боротьбі за Франка опоненти вдавалися не лише до словесних баталій, але й доходило до фізичних сутичок. Один із таких конфліктів трапився в 1933 р. під час відкриття надгробного пам'ятника Іванові Франку. Тоді молодь з ОУН намагалася не дозволити молоді зі спортивно-пожежного товариства «Луг» покласти вінок до пам'ятника Франку, і закидала луговиків камінням. Жертвами інциденту випадково стали сторонні люди.
Інша сутичка відбулася 31 травня 1936 р. в рідному селі Франка Нагуєвичах під час урочистої академії з нагоди 20-ї річниці його смерті. На святкуванні сталася бійка між людьми лівих та правих поглядів. Ця сутичка спровокувала деякі подальші заворушення: «Після кривавої академії в честь І. Франка в Нагуєвичах дійшло до заворушень у Скольому. Робітники вибили вікна в українській захоронці, а селянська молодь зачала бити шиби жидам. Ув'язнено 14 осіб».
Рішучими противниками поширення культу Франка в міжвоєнній Галичині була група духовенства та мирян, що належали до течії латинників (прихильників прозахідного напрямку в греко-католицькій церкві, яка виступала проти зближення ГКЦ з православ'ям та за глибшу інтеграцію ГКЦ в Католицьку Церкву). Очільником цієї течії був Григорій Хомишин — єпископ Станіславівський. На сторінках часопису «Нова Зоря», що його редагував Осип Назарук, розгорнулася ціла серія статей проти культу Франка. Головною причиною недоцільності культу Франка дописувачі «Нової Зорі» вважали матеріалістичні, соціалістичні та атеїстичні тенденції у його світогляді. З церковного середовища поглядам «Нової Зорі» опонував часопис «Мета» — орган Українського католицького союзу. УКС і «Мета» відображали орієнталістський напрямок (його прихильники виступали за очищення обряду від латинських впливів, повернення до джерел східної духовності та акцентували на потребі активної місійної діяльності серед православних) в ГКЦ, на чолі якого стояв митрополит Андрей Шептицький. У статтях «Мети» головний акцент ставився на еволюції та світоглядній трансформації поглядів Франка від атеїзму до релігійності.
Водночас на Радянській Україні розповсюджували й певні форми франкового культу: святкові збори трудових колективів, масові видання вибраних франкових творів, зрештою, ім'ям письменника уже з початку 20-х років стали називати державні освітні установи. Зі вступом Червоної Армії на галицьку землю в 1939 році постать І. Франка почали активно експлуатувати в радянській ідеологічній агітації на Західній Україні.
Компартійно-радянська влада використовувала культ Франка використовувався для політичних цілей, радянське франкознавство однобічно, тенденційно висвітлювало його творчість, представляючи Франка як активного поборника ідей «українсько-російського єднання», переконаного соціаліста, войовничого атеїста.

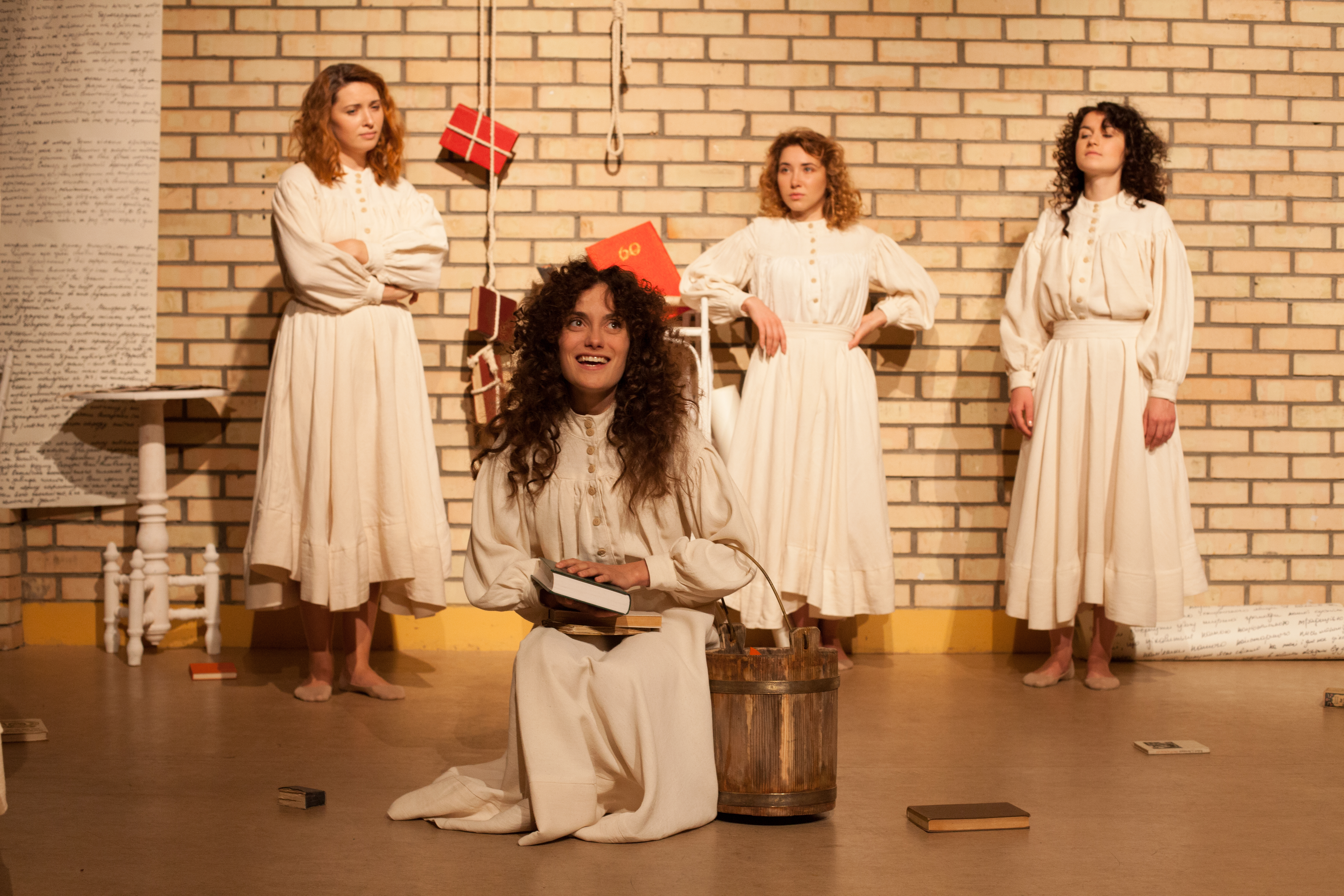
Вистава Чесного театру про Івана Франка «Політично ненадійний» (2017)

В Україні була вилучена з ужитку низка його творів: «Не пора …», «Великі роковини», «Розвивайся ти, високий дубе…», інші сфальшовані чи тенденційно скорочені (передмова до збірки «Мій Ізмарагд», «Що таке поступ?», «Соціалізм і соціал-демократизм», «Народники і марксисти», «Соціальна акція, соціальне питання і соціалізм», рецензія на книгу Ю. Бачинського «Ukraina irredenta», «Михайло Павлик, замість ювілейної сильветки» й ін.) Деякі твори І. Франка які були заборонені в СРСР побачили світ у виданні «Іван ФРАНКО, МОЗАЇКА із творів, що не ввійшли до Зібрання творів у 50 томах» і додаткових томах 50-томовика.
З іншого боку, наголошувалося на впливі російських революційних демократів на Франка, одночасно штучно підкреслювались ворожі взаємини між Франком і Грушевським, українським консервативним табором тощо.
Доба після здобуття української незалежності принесла кілька варіантів Франкового образу. З одного боку, на зміну радянському стереотипу «революціонера-демократа»/«Каменяра комуністичного майбутнього» прийшов реактивований образ Франка-Мойсея, провидця визвольних змагань ХХ ст. Погляд на І. Франка як атеїста і соціаліста був витіснений уявленнями про Франкову релігійність та націоналістичний світогляд. З іншого боку, з'явилися спроби потрактувати особистість письменника у руслі постмодерністичного сумніву.

## У кінематографі

### Екранізації творів
- «Борислав сміється» (1926)
- «Якби каміння говорило» (1957)
- «Украдене щастя» (фільм-спектакль, 1952), телефільм (1984) і чотирисерійний стилізований фільм (2004)
- Альманах «До світла» (1967. «До світла», «Каменяр», «Панталаха»)
- Анімаційна стрічка «Заєць та їжак» (1963)
- Художня кінокартина «Захар Беркут» (1971) і художній фільм «Захар Беркут» («Зринаючий Яструб») (2019) з бюджетом 5 млн доларів.
- Два фільми «Для домашнього огнища» (один — 1970, другий — 1992)
- Телесеріали Олега Бійми «Пастка» та «Злочин з багатьма невідомими» (обидва — 1993)
- «Киценька» (1995) — 5-тий фільм серіалу Олега Бійми «Острів любові» (вказано: за сюжетами Івана Франка)
- П'ятисерійний мультфільм «Лис Микита» (2005).

### Фільми про Франка
Біографії Івана Франка присвячено кінокартину Тимофія Левчука «Іван Франко» (1956, актор Сергій Бондарчук), його образ створив Ярослав Геляс у фільмі «Родина Коцюбинських» (1970).
Про письменника знято науково-популярну стрічку «Іван Франко» (1956) та телефільм Е. Дмитрієва «Іван Франко» (1981), документальний телефільм «Іван Франко» в рамках проєкту «Великі українці» телеканалу «Інтер» (2008), документальний фільм «Іван Франко» (2006, кіностудія «Кінематографіст», режисер Михайло Лебедєв, автори сценарію Світлана Степаненко та Богдан Жолдак).

## Образ у живописі
- Жук Михайло. «Іван Франко». (1925).
- Володимир Слєпченко. «Іван Франко». Із серії «Обрані часом».

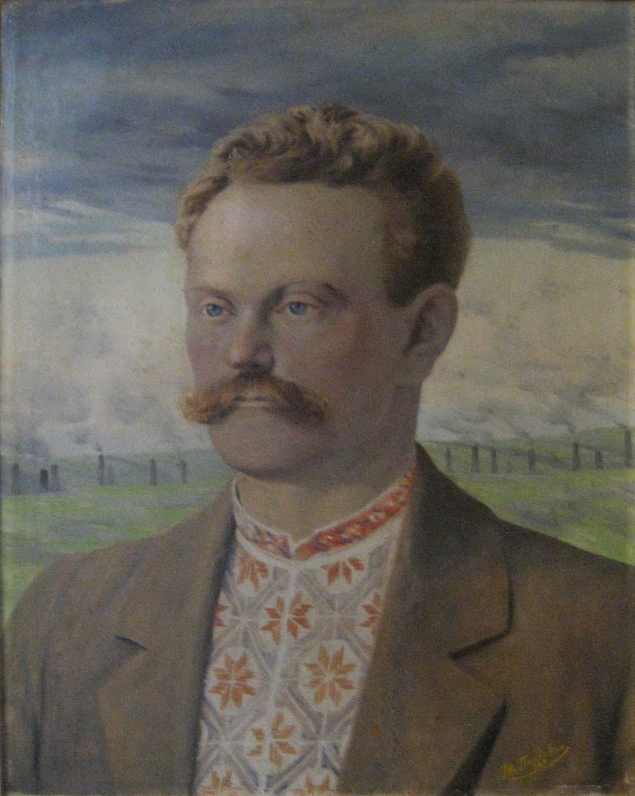
Портрет Івана Франка. Худ. Юліан Панькевич, 1910 р.
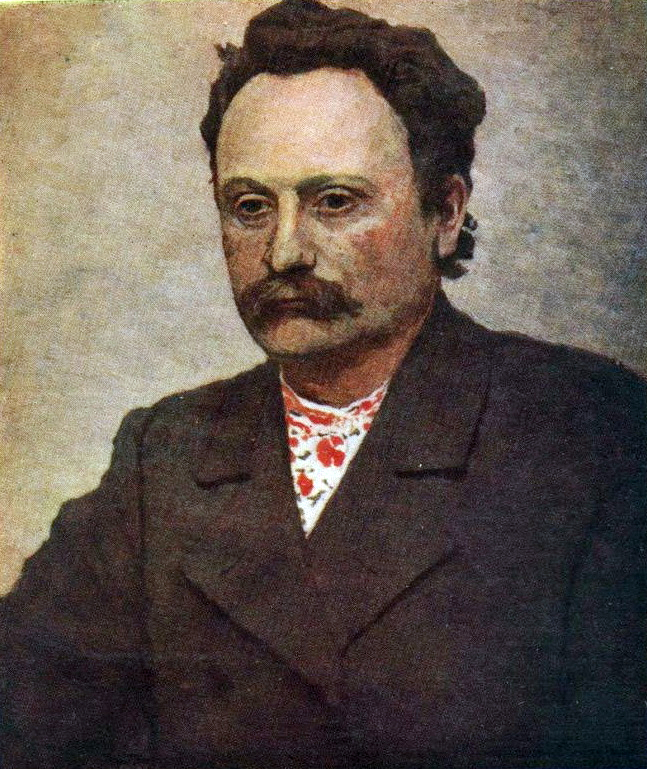
Портрет Івана Франка. Худ. Іван Труш, 1925 р.
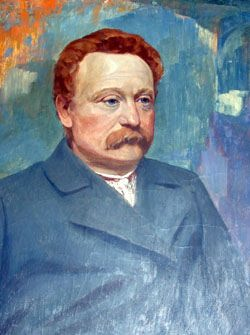
Портрет Івана Франка. Худ. Іван Труш, 1930 р.
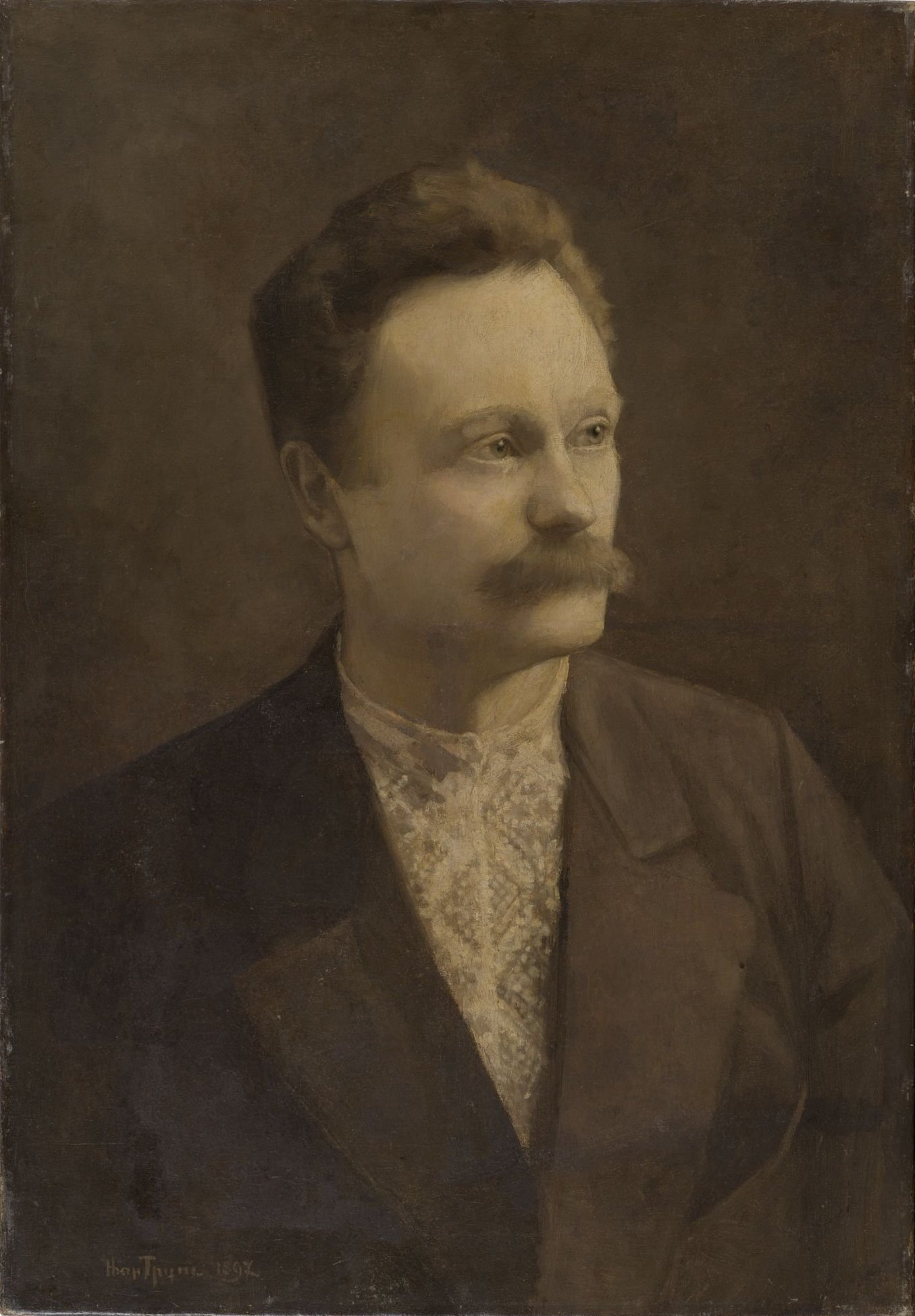
Портрет Івана Франка. Худ. Іван Труш, 1897 р., за світлиною 1893.

## Вшанування пам'яті
У 1918 р. іменем Івана Франка було названо один із підрозділів Дієвої армії УНР (за даними Л. Шанковського — полк), у складі якого воювали в тому числі галичани. Відомо про бої цього підрозділу із Червоною армією на північ від м. Київ.
У червні 2015 року Роланд Франко заснував Міжнародний фонд Івана Франка, основна діяльність якого спрямована на поширення позитивної інформації про Україну у світі та створення позитивного іміджу України за її кордонами, а також просування та популяризацію наукового і творчого доробку Івана Франка.

### Нобелівська премія
Франко на сьогодні є одним з п'яти українських письменників, щодо номінування якого на здобуття Нобелівської премії з літератури доступні відомості (інформація про номінантів є закритою впродовж 50 років).
В архіві Шведської академії зберігається документ № 19 за 1916 рік, де Франко вказаний за № 4. Із номінацією виступив 25 листопада 1915 року священник УГКЦ доктор Йосип Застирець із Відня. Кандидатура Франка була підтримана доктором Гаральдом Г'єрне із Упсали.
Однак Івана Франка 28 травня 1916 року не стало, тому його виключили зі списку претендентів. А нагорода у тому році дісталася шведському поетові Вернеру фон Гейденстаму.

### Пам'ятники

Погруддя Івану Франку в селі Нагуєвичі

Пам'ятники Іванові Франку є в різних містах України та за кордоном. Монументи Франкові — поету, письменнику, вченому-енциклопедистові, громадському діячеві встановлені переважно на заході України, де він жив і працював, однак є і в інших містах по всій країні й навіть за кордоном (Відень, Ліпік). А серед областей України чи не найбільше на Івано-Франківщині — названій на його честь.
У Києві пам'ятник Іванові Франку відкрито в 1956 році на площі його імені — у сквері перед Національним академічним драматичним театром імені Івана Франка.
В інституті германістики Віденського університету, в якому Іван Франко успішно захистив докторську дисертацію, 29 жовтня 1993 року встановлена меморіальна дошка.
28 травня 1999 року на Постґассе-8 встановлено погруддя письменникові. Пам'ятна дошка також встановлена на будинку, в якому жив письменник за адресою: Відень, Віпплінґерштрассе, 26.
23 серпня 2011 року встановлений пам'ятник Іванові Франку в м. Немирові Вінницької області.

### Фестивалі
27–29 липня 2012 року в Нагуєвичах відбувся «Франко Фест» — музично-мистецький фестиваль, присвячений Іванові Франку.

### Музеї
- Державний історико-культурний заповідник «Нагуєвичі» у рідному селі Франка. В комплексі заповідника діє літературний музей та відтворена садиба батьків письменника.
- Побачити та торкнутись автентичних речей Івана Франка можна у будинку-музеї Франка у селищі Криворівня, Верховинського району. У цьому будинку окрім Франка надовго зупинялись Леся Українка і Михайло Грушевський.
- Музей Франка розташований у селі Лолин.
- У Калуші відкритий Музей-оселя родини Івана Франка.
- У Львові діє Національний літературно-меморіальний музей Івана Франка (в будинку письменника).

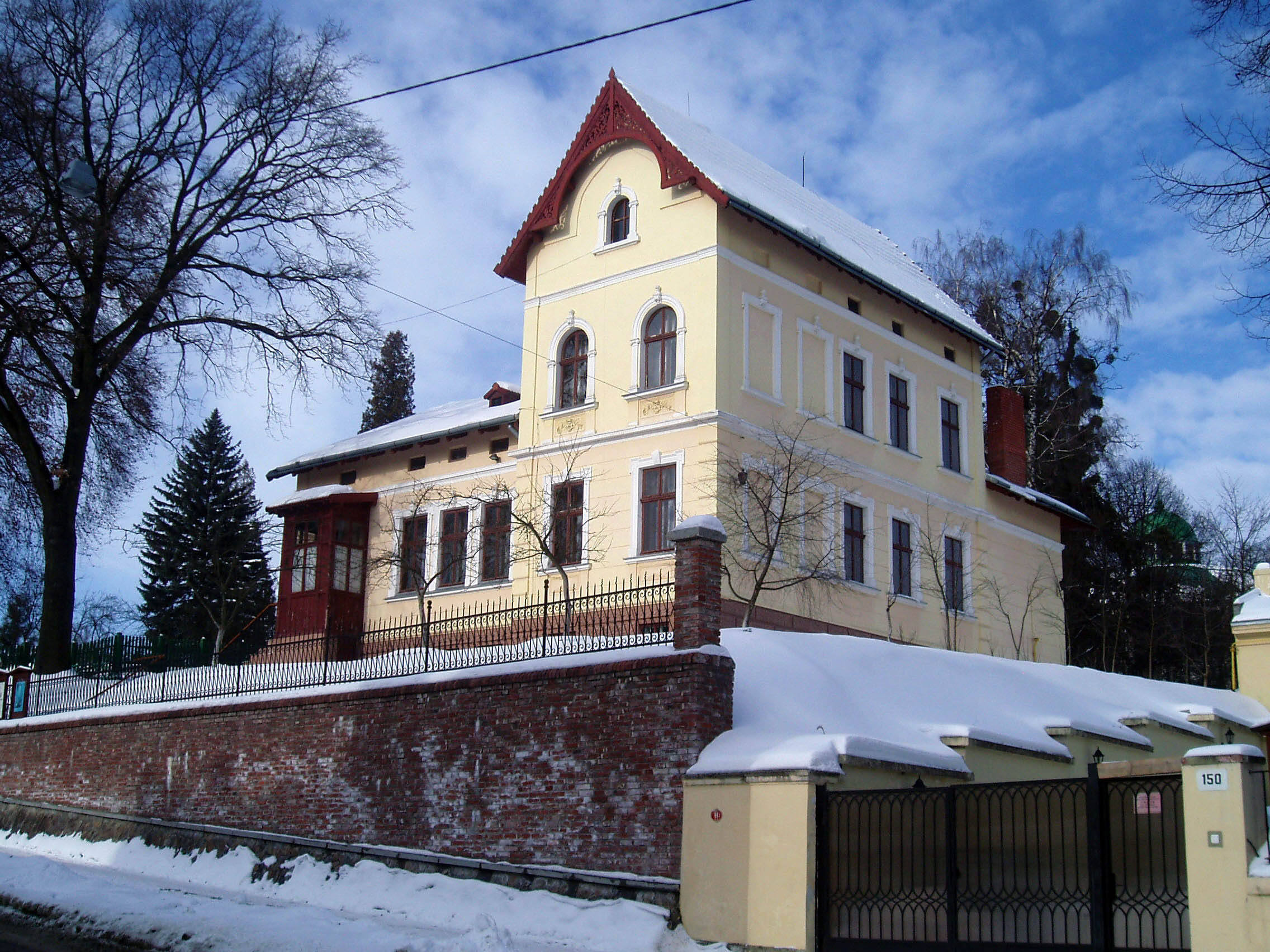
Будинок № 152 на вулиці Франка у Львові. Архітектор Мартин Заходний (1869—1910). Нині Львівський національний літературно-меморіальний музей Івана Франка.

- Експозиція Музею «Іван Франко і Київ» розташована при Музеї видатних діячів української культури, у Києві, де планується у відремонтованому будинку за адресою вул. Саксаганського, 93-б, відкрити повноцінний Музей І. Франка. І Франко неодноразово бував у Києві — у помешканнях, які винаймали М. Лисенко та П. Саксаганський, що були розташовані впритул, перші поверхи були з'єднані дверима, фактично з 1894 р. аж до 20-х рр. ХХ ст. будівлі утворювали єдину садибу. Спілкування, щира дружба та творче співробітництво Івана Франка з такими діячами культури Наддніпрянської України, як Микола Лисенко, Михайло Драгоманов, Леся Українка, Михайло Старицький, Панас Саксаганський яскраво і вповні ілюструють тогочасні історико-культурні процеси[108].
- 27 жовтня 2010 року в селі Халеп'я Обухівського району Київської області відкрито Літературний музей Івана Франка на Дніпрі[109].
- 25 листопада 2016 року в Києві урочисто відкрито квартиру-музей родини Івана Франка в будинку, куди в 1949 році радянська влада насильно переселила родину Тараса Франка[110]. Музей створено за ініціативи Роланда Франка, онука великого письменника, голови правління Міжнародного фонду Івана Франка та ініціатора Міжнародної премії імені І. Франка[111]. Музей знаходиться за адресою: вул. Володимирська 48а, кв. 15[112].

### Премії
- Премія імені І. Я. Франка — премія НАН України за видатні роботи в галузі філології, етнології та мистецтвознавства. Вручається з 1981 року.
- Премія імені Івана Франка — премія Спілки письменників України. Вручається з 1991 року.
- Міська премія імені Івана Франка в галузі літератури та журналістики заснована 2000 року Івано-Франківською міською радою, є найвищою в місті відзнакою в галузі літератури і журналістики.
- Премія імені Івана Франка у галузі інформаційної діяльності — премія Державного комітету телебачення і радіомовлення України. Вручається з 2004 року.
- Міжнародна премія імені Івана Франка — премія, заснована 2015 року Міжнародним фондом Івана Франка, надається за наукові відкриття, здобутки та заслуги науковців світу у галузі україністики та соціально-гуманітарних наук.

### Пам'ятні назви
- На честь Івана Франка 1962 року місто Станіслав було перейменовано в Івано-Франківськ, а також селище міського типу Янів було перейменовано в Івано-Франкове. Рідне село Нагуєвичі називалось Івана-Франка з 1951 по 2009 рік.
- В 1996 році в Тернополі, у сквері на вулиці Гетьмана Сагайдачного навпроти вулиці Валової, встановлено пам'ятник поету, охоронний номер — 1711.
- Також на вшанування Івана Франка названо вулиці та площі у багатьох містах України (зокрема, вулиці в Івано-Франківську, Києві, Львові, Тернополі, Черкасах, Хмельницькому, площа у Львові) та кількох населених пунктах Росії (Москва, Липецьк, Перм, Тула, Чебоксари), Казахстану й Канади. Всього станом на листопад 2018 в Україні (не рахуючи тимчасово окуповані території) було 552 вулиці названих на честь Івана Франка.[113] 25 квітня 2024 у с. Безруки вулицю Борисівську перейменували на вулицю Івана Франка[114].
- У 1926 році на честь 70-річчя від дня народження І. Я. Франка Житомирському інституту народної освіти було присвоєно його ім'я (нині — Житомирський державний університет імені Івана Франка).
- На його честь названо астероїд 2428 Каменяр.
- 1964 року в Німецькій Демократичній Республіці для Чорноморського морського пароплавства побудували океанський лайнер «Іван Франко» (заводський номер 125, номер IMO 5415901). Порт приписки — Одеса.

Восьмипалубне судно будувалося на верфі VEB Mathias Thesen Werft Wismar у Вісмарі, проєкт 301, німецьке позначення — Seefa 750 (нім. Seefahrgastschiff für 750 Passagiere — морське пасажирське судно на 750 пасажирів). Всього було побудовано п'ять лайнерів цього проєкту: «Іван Франко», «Олександр Пушкін», «Тарас Шевченко», «Шота Руставелі», «Михайло Лермонтов». Судно «Іван Франко» було головним, тому весь клас суден має ім'я «Іван Франко».

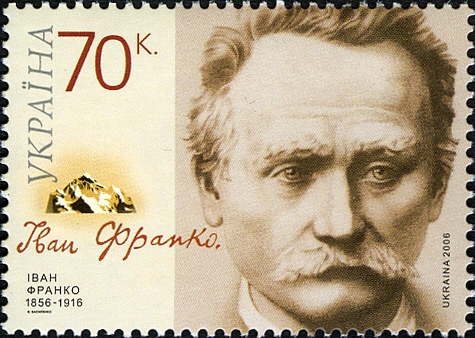
Марка України номіналом 70 копійок
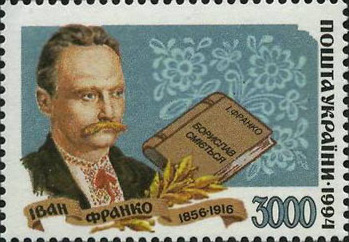
Марка України номіналом 3000 купонокарбованців. 1994
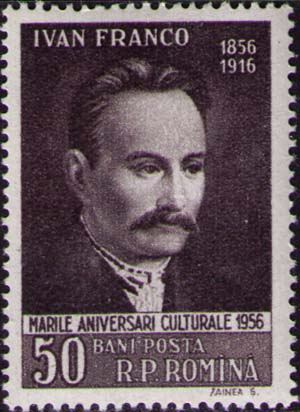
Поштова марка Румунії 1956 року
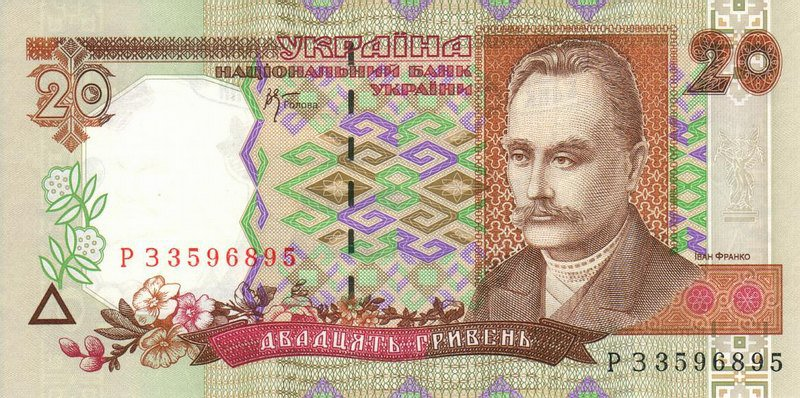
Лицьова сторона банкноти номіналом 20 гривень. 2000 р.
Лицьова сторона банкноти номіналом 20 гривень. 2003 р.
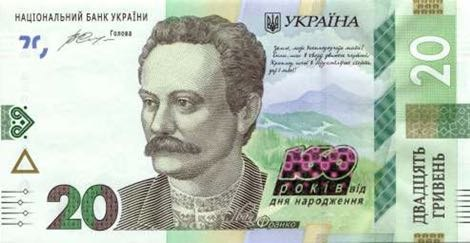
20 гривень, присвячених 160-річчю від дня народження Івана Франка, 2016 р.
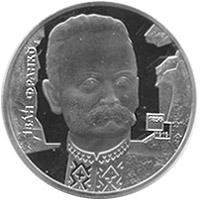
Монета номіналом п'ять гривень випущена до 150-річчя Івана Франка (реверс). 2006 р.

### Меморіальні дошки і стели

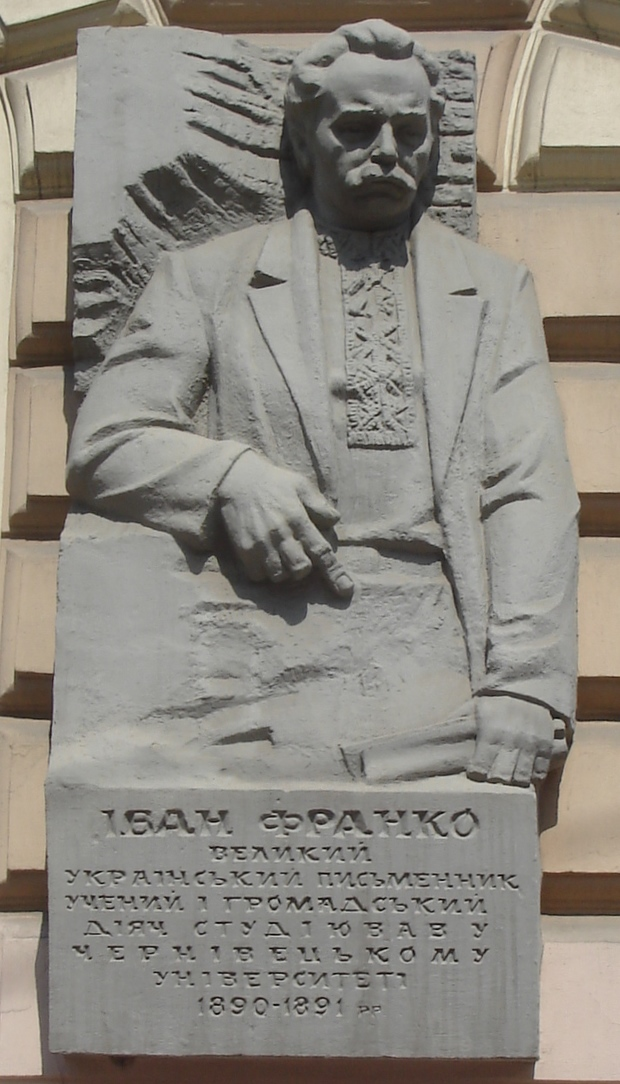
Меморіальна дошка на корпусі Чернівецького університету, де він навчався
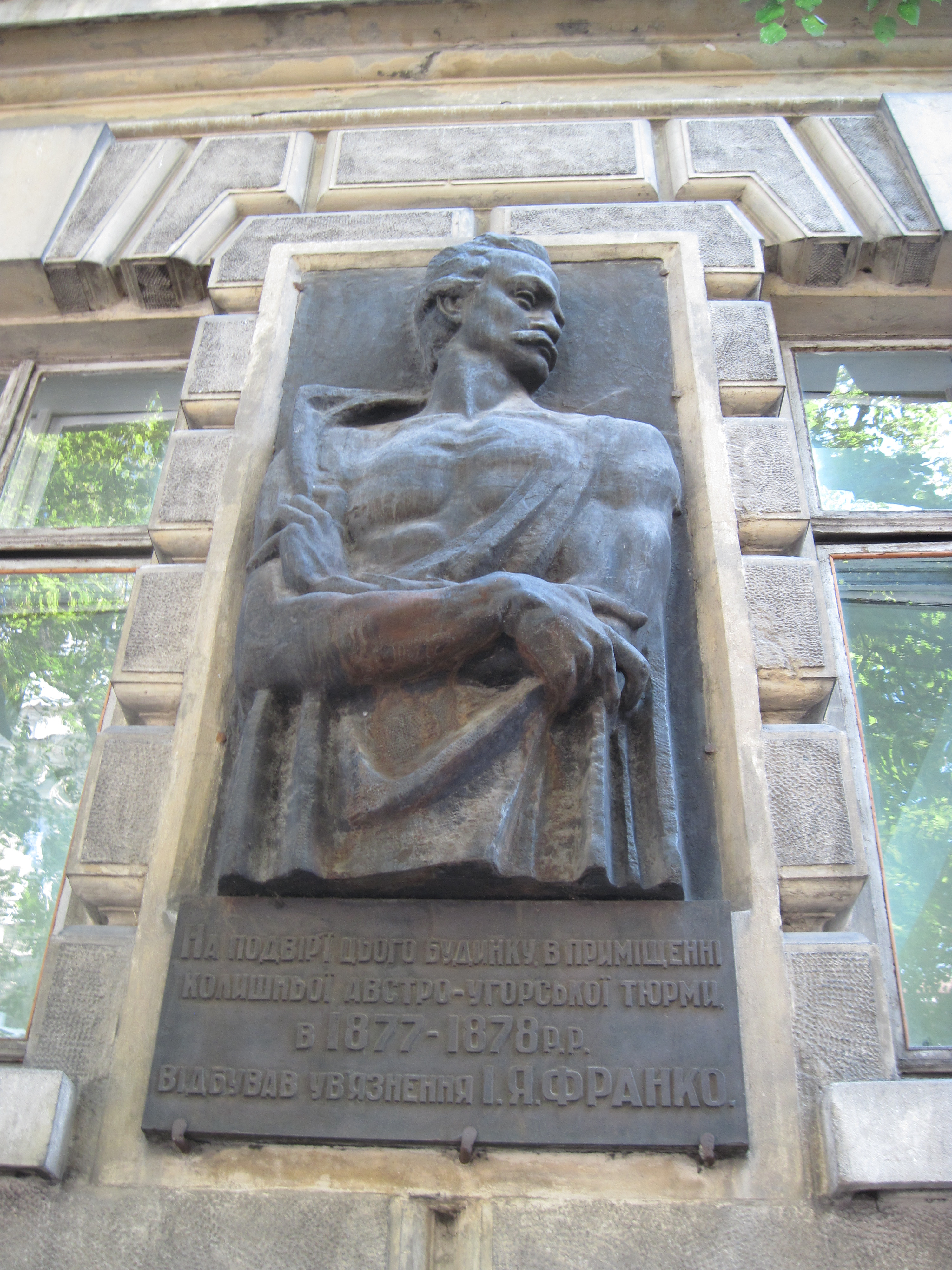
Меморіальна дошка на вул. Князя Романа у Львові
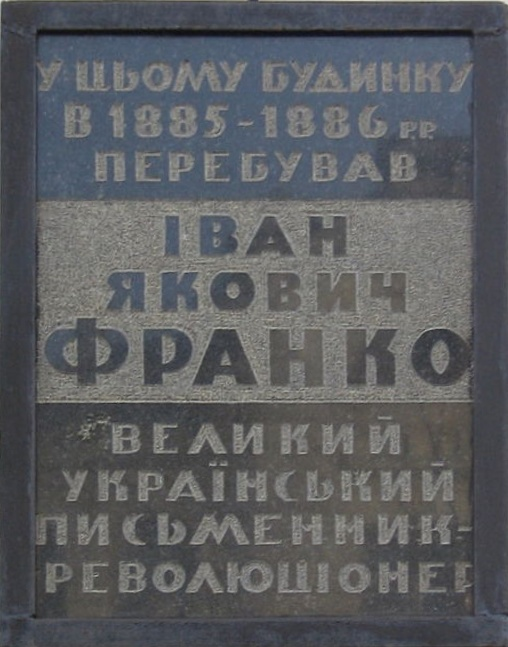
Меморіальна дошка на будинку по вул. Б. Хмельницького, 11 в Києві. Тут у травні 1886 року в Павлівській церкві Колегії Павла Галагана Іван Франко взяв шлюб з Ольгою Хоружинською
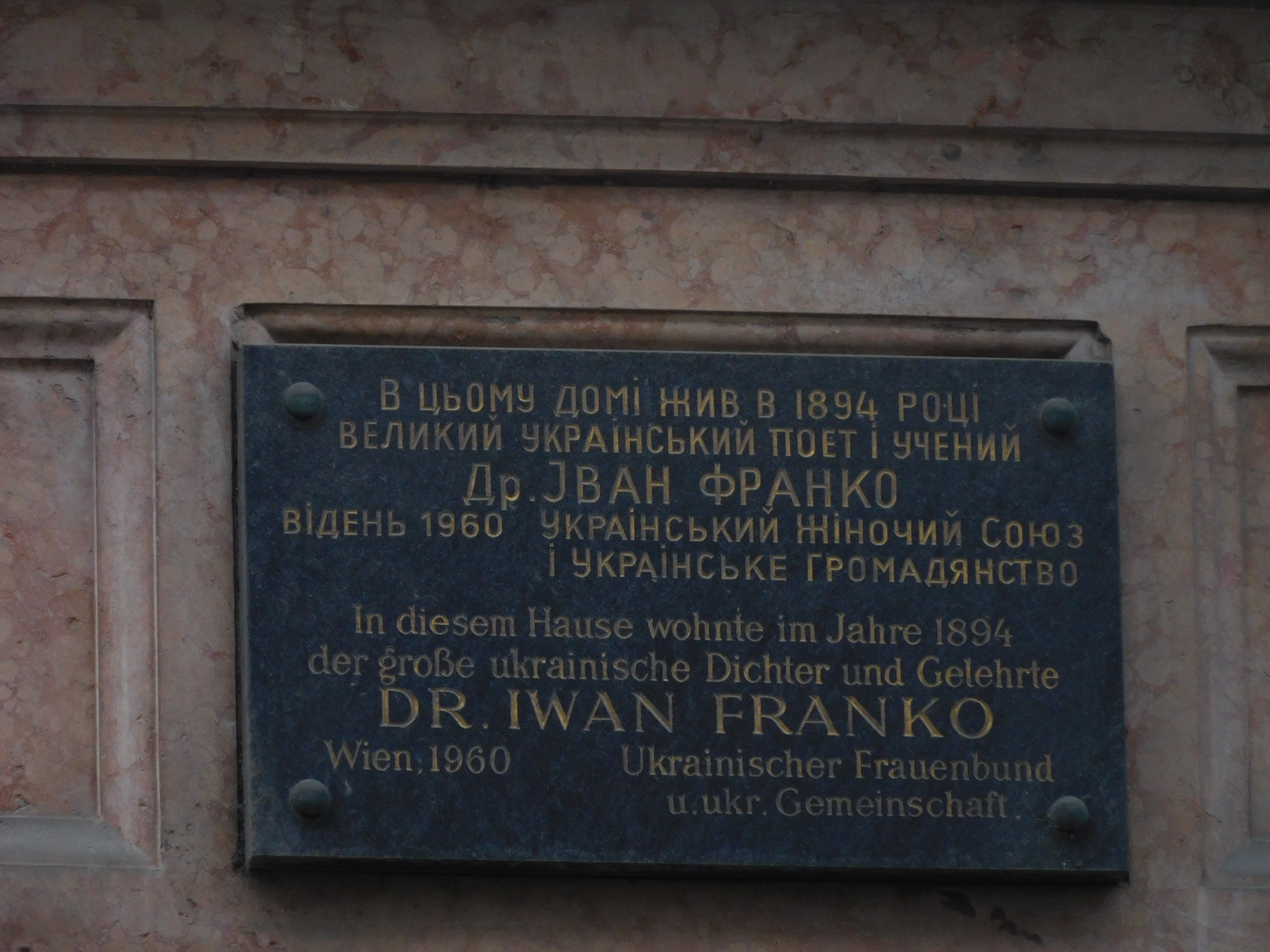
Меморіальна дошка на будинку у Відні, де в 1894 році жив Іван Франко
Меморіальна дошка по вул. Університетський, 23 у Харкові
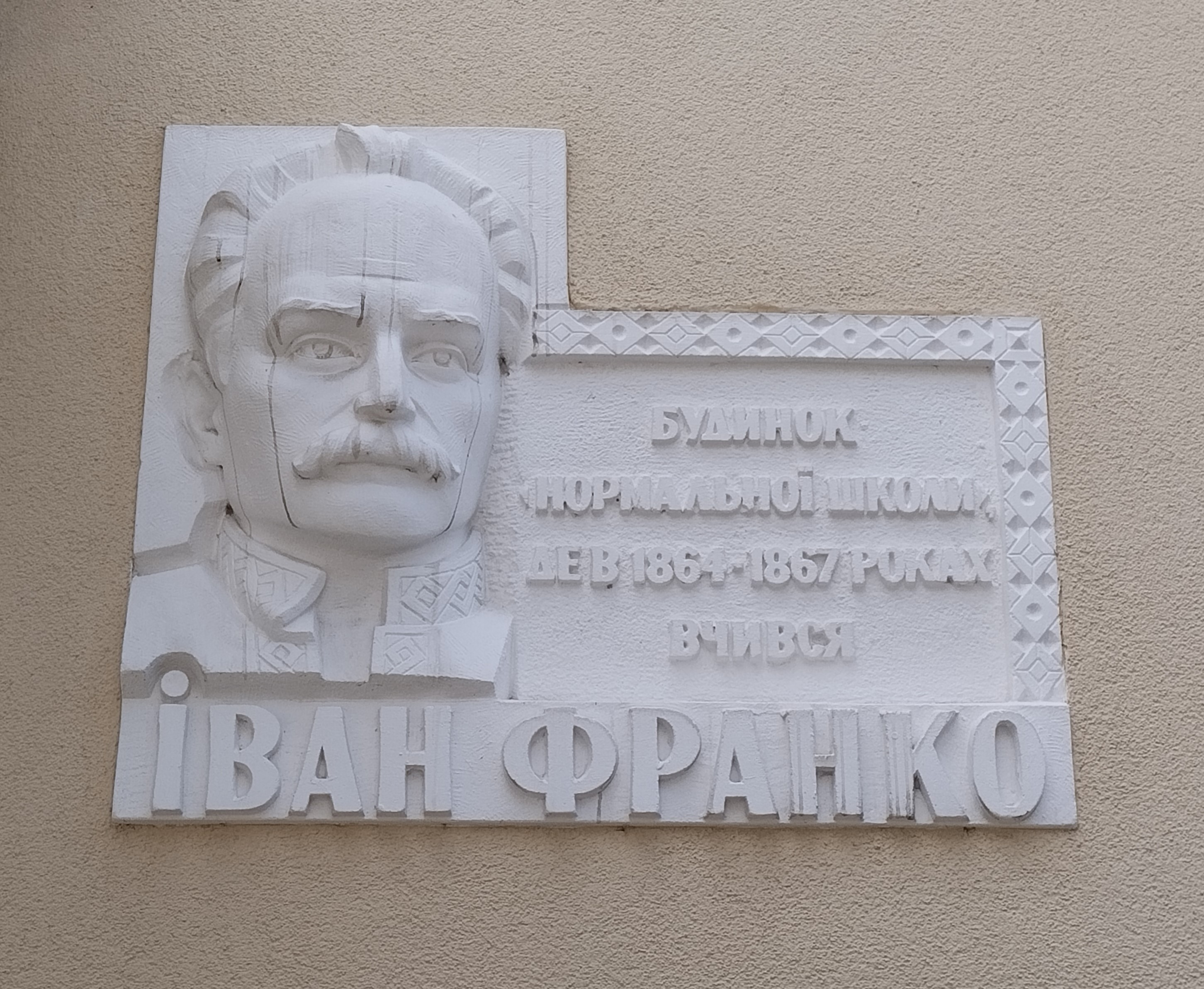
Меморіальна дошка на фасаді собору Пресвятої Трійці у Дрогобичі
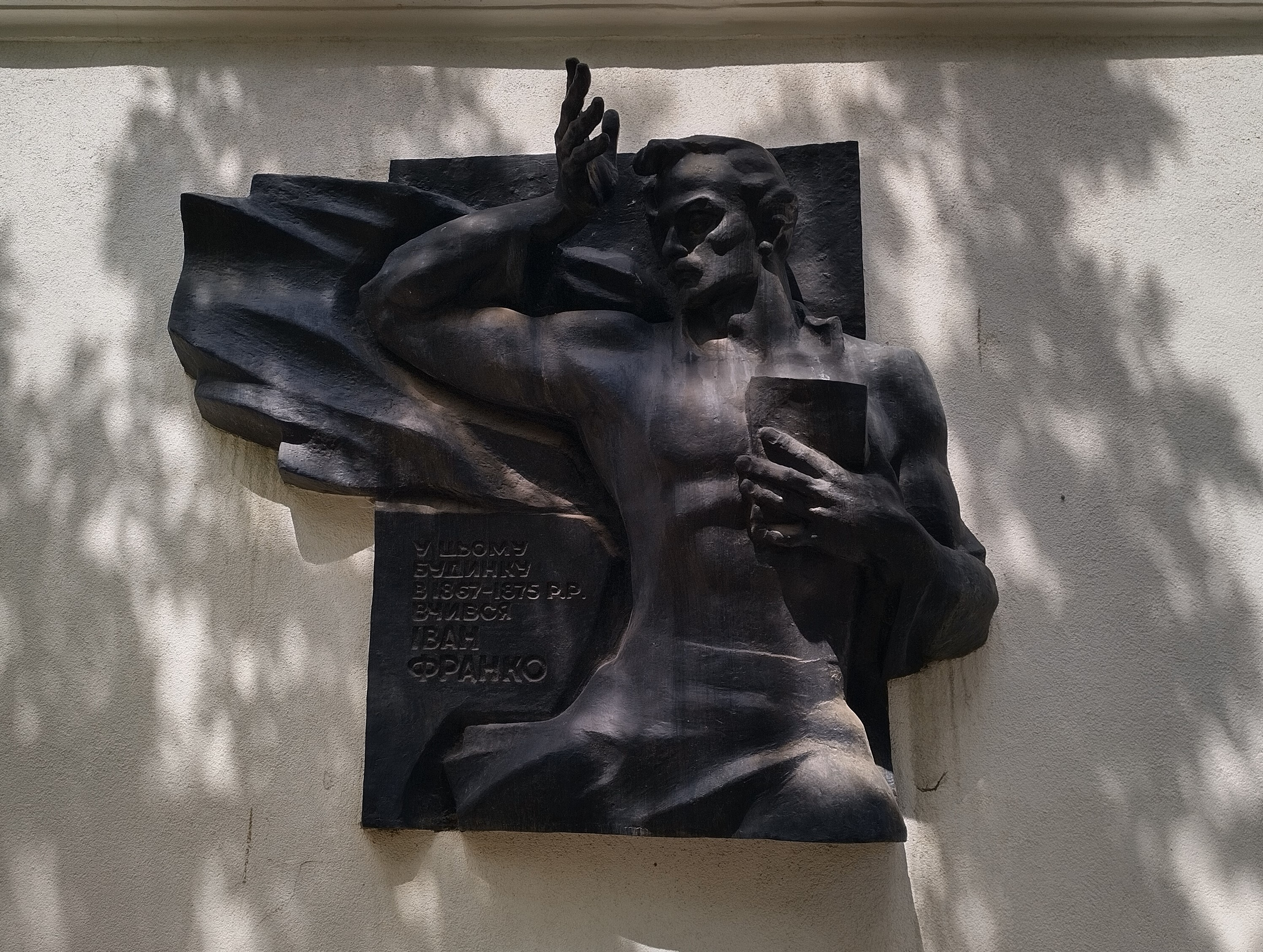
Меморіальна дошка на фасаді головного корпусу Дрогобицького державного педагогічного університету
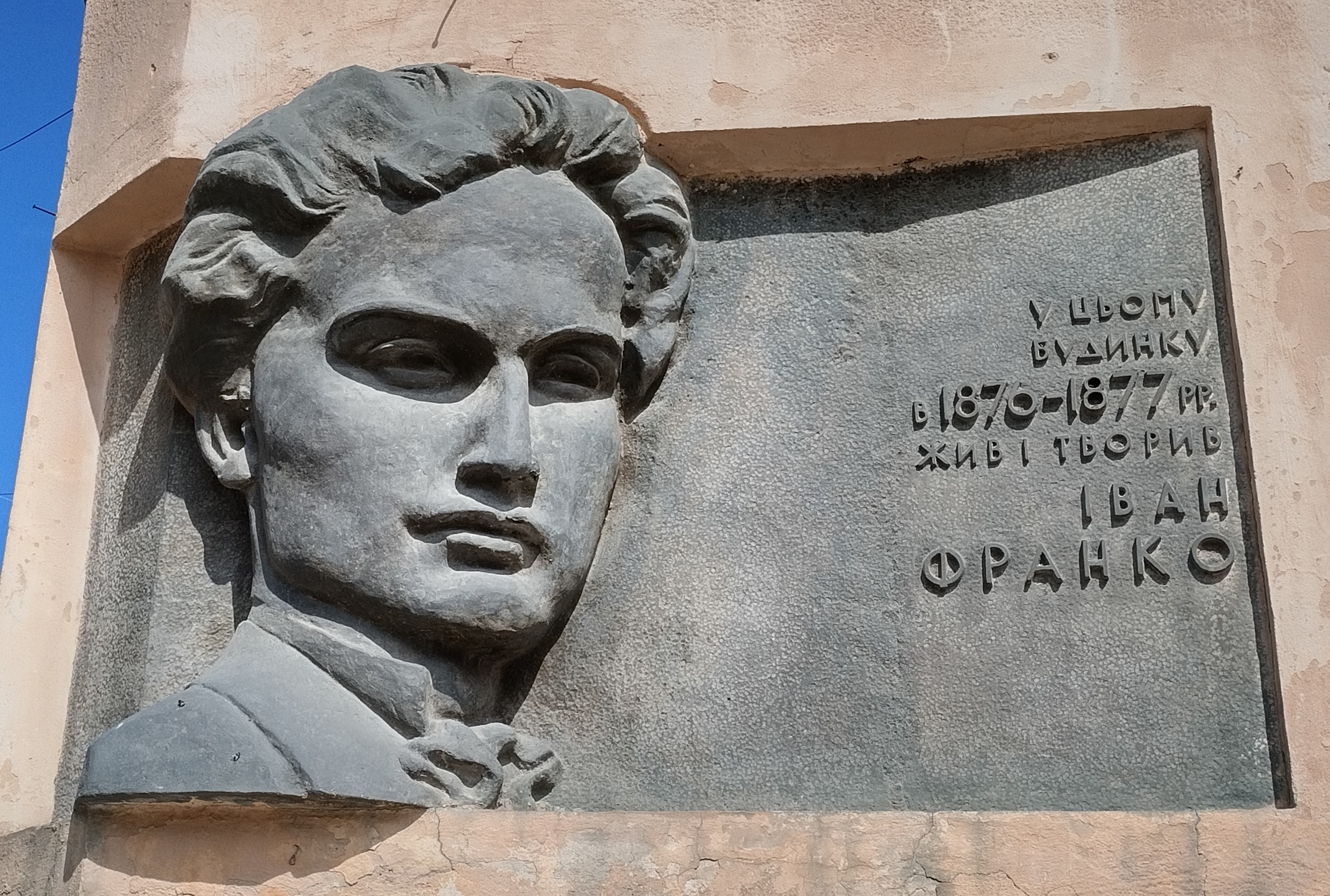
Меморіальна дошка на Вічовій площі у Львові
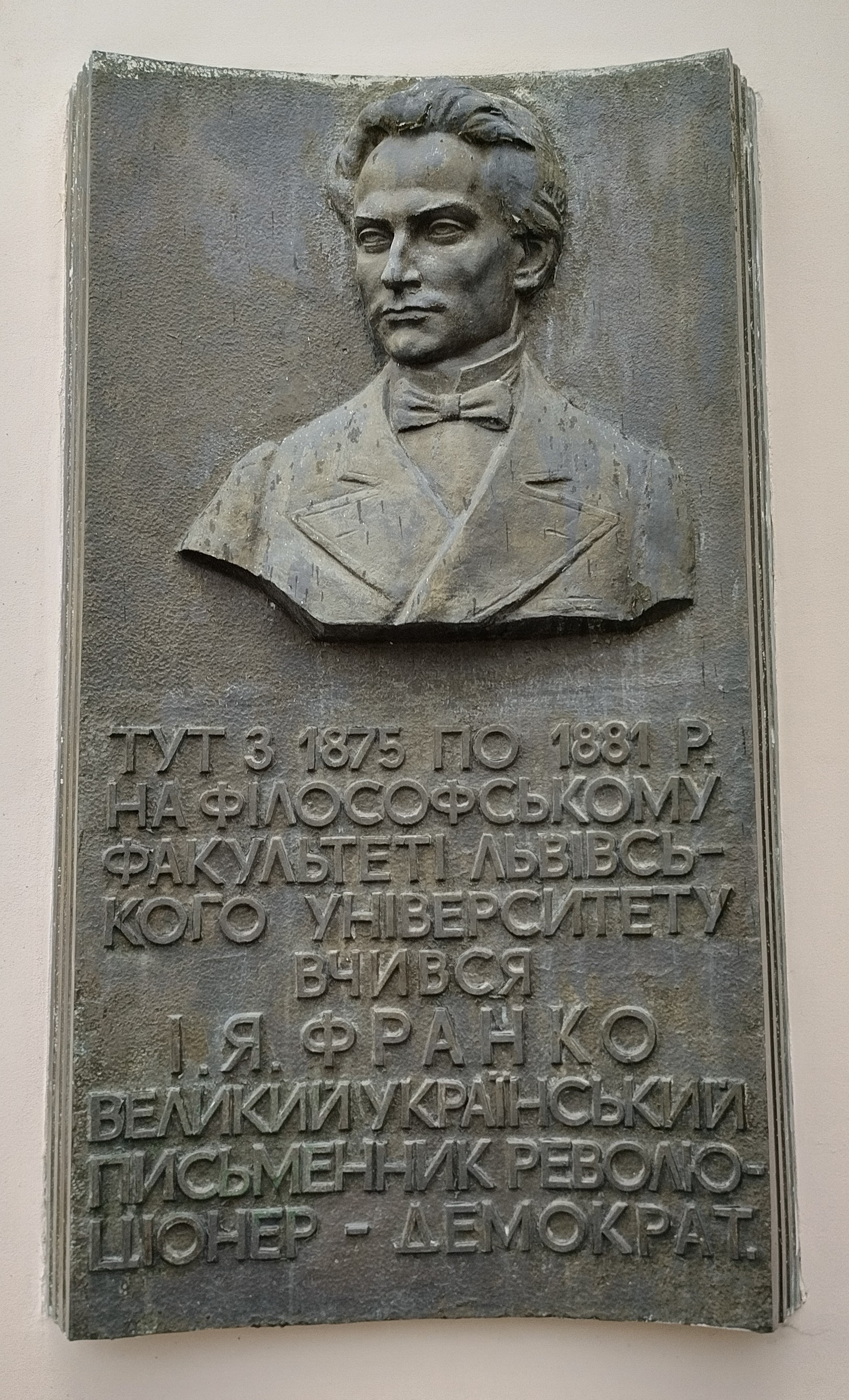
Меморіальна дошка на фасаді будівлі геологічного та біологічного факультетів ЛНУ
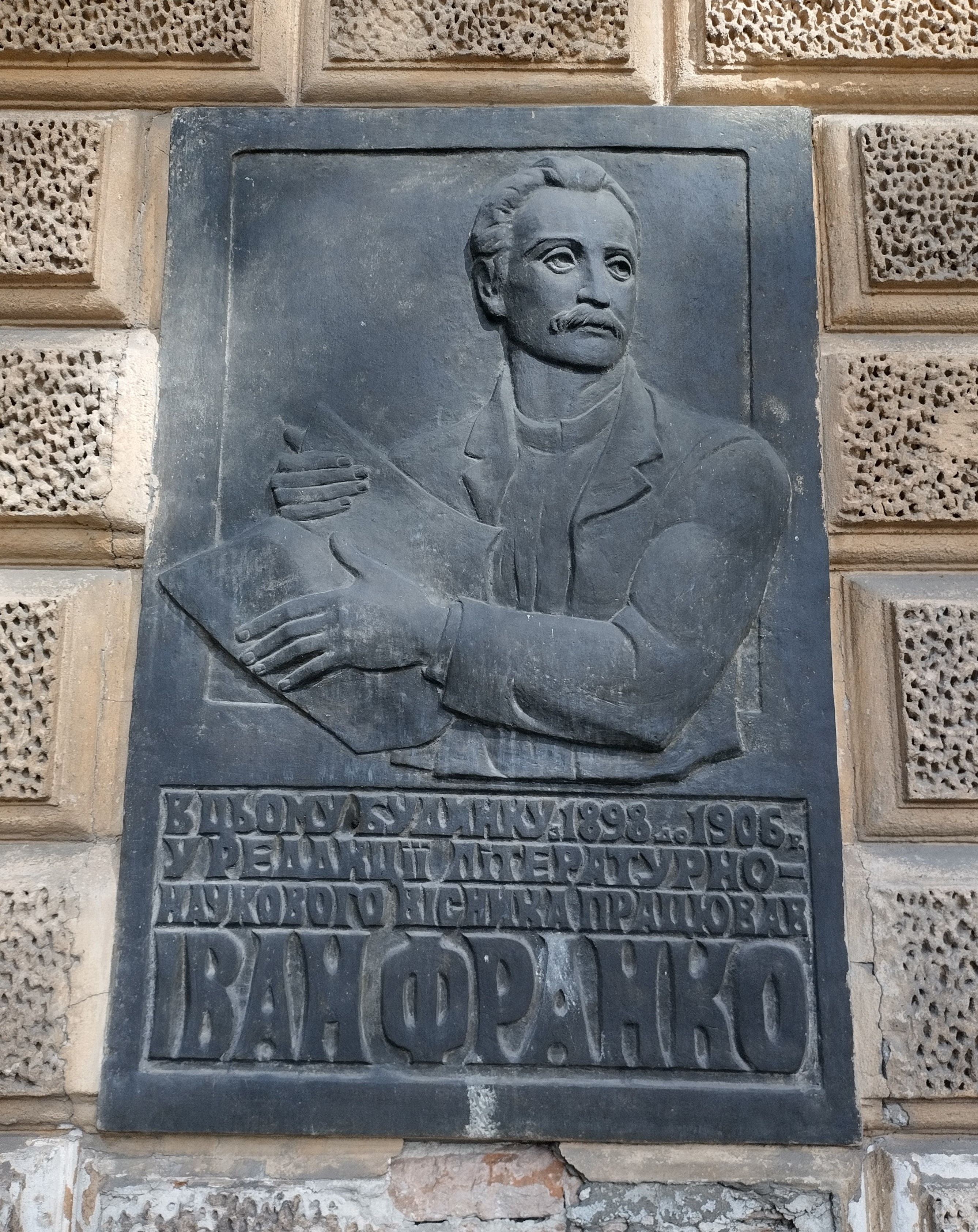
Меморіальна дошка на вул. Винниченка, 26 у Львові
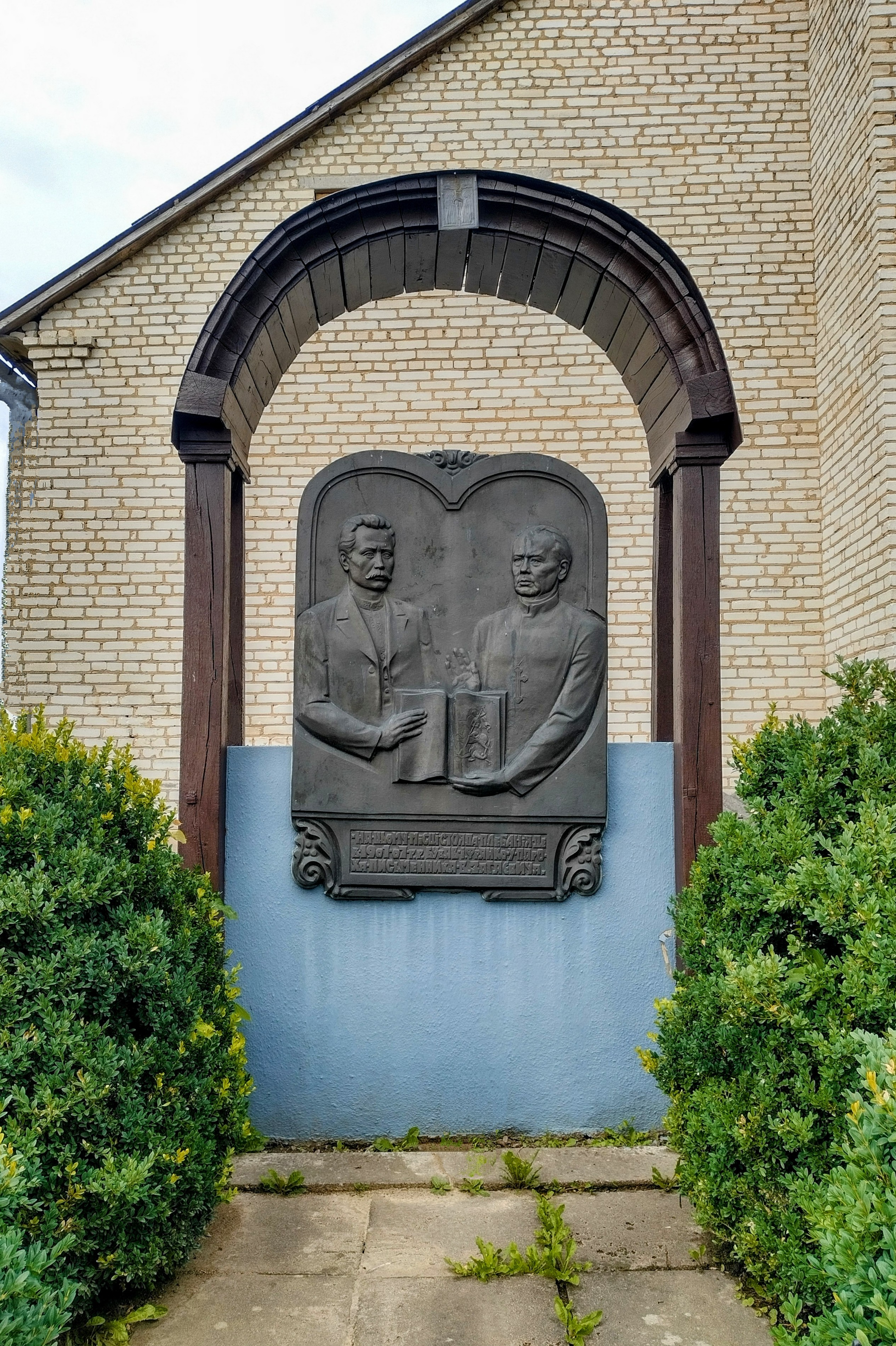
Меморіальна стела Івану Франку та Василю Загаєвичу в центрі села Вовчухи

## Цікаві факти
- Іван Франко за 40 років активного творчого життя кожних два дні виходив новий твір письменника (вірш, новела, повість, роман, монографія тощо), а щороку видавав по 5-6 книжок.
- Був першим професійним українським письменником, який заробляв на життя літературною працею.
- В гімназії сидів на останній парті, але міг майже дослівно переказати розповіді вчителів на заняттях. У 5-му класі під час уроків, які вважав нецікавими, читав Шекспіра у німецькому перекладі.
- В гімназійні роки, залишившись без батьків, заробляв на життя репетиторством, а з тих коштів зібрав величезну на той час бібліотеку — понад 500 томів.
- Чотири рази Івана Франка ув'язнювала австрійська влада (1877, 1880, 1889 і 1892 рр.).
- Іван Франко володів 14 мовами. Поет, прозаїк, фольклорист, перекладач, публіцист, філософ, економіст, політик, громадський діяч. Сучасники називали його «академією в одній особі».
- Писав твори не лише українською, а й польською, німецькою та іншими мовами. Перекладав на українську в тому числі з давньої вавилонської, давньоіндійської, давньоарабської, давньогрецької, східних мов. Перекладав також на німецьку українські народні пісні, допомагав Михайлу Грушевському з німецьким перекладом «Історії України-Русі».
- Співзасновник першої української політичної партії — Русько-Українська радикальна партія — та перший її голова, автор програми.
- Закликав населення Галичини називати себе українцями, а не русинами. «Ми мусимо навчитися чути себе українцями — не галицькими, не буковинськими, а українцями без офіціяльних кордонів…», — писав він у листі до молоді у 1905 році.
- Був одним з перших, хто спрогнозував крах ідеології марксизму, а соціалістичну державу назвав тюрмою: «Люди виростали б і жили би в такій залежності, під таким доглядом держави, про який тепер у найабсолютніших поліційних державах нема й мови. Народна держава сталась би величезною народною тюрмою».
- Радянський режим називав його атеїстом, а він залишався глибоко віруючою людиною. Виріс у побожній родині, досліджував Святе Письмо, товаришував із галицькими священиками, мав приязні стосунки з митрополитом Андрієм Шептицьким.
- Його переклад біблійної «Книги Буття» досі залишається найбільш точним перекладом цієї частини Біблії українською мовою.
- Ледь не запізнився на власне весілля з Ольгою Хоружинською. У кабінеті батька нареченої знайшов стару книжку і переписував із неї рідкісного вірша.
- Останні сім років писав лівою рукою, бо права була паралізована. Систематизувати та упорядковувати матеріали йому допомагав син Андрій. Двоє його синів Петро і Тарас вступили до складу легіону Українських січових стрільців.
- Помер Іван Франко 28 травня 1916 року на чужих руках — сини були у війську, дочка в Києві, дружина в лікарні. Через бідність і нестачу грошей ховали в чужій вишиваній сорочці, в «позиченій ямі» на шість домовин. В окремій могилі перепоховали Івана Франка лише через 10 років.